# Мекленбург
Мекленбург (нім. Mecklenburg) — історичний регіон, держава, пізніше — регіон на півночі Німеччини, нині частина землі Мекленбург-Передня Померанія.

## Адміністративно-територіальний поділ
Найбільші міста Мекленбургу: Росток, Шверін, Штральзунд, Грайфсвальд, Вісмар, Нойбранденбург.

## Назва
Назва «Мекленбург» є відносно пізньою. Спочатку державу іменували Вендською або ж Ободрицькою, і лише згодом, із утвердженням як її столиці Велиграда (теперішній Burg Mecklenburg) назву столиці перенесли на весь край. Ободритською мовою Велиград означало велике місто, на старосаксонському діалекті мікл (mikil) означало «великий», а слово Бург (burg, borg, borch) на середньонижньонімецькому — замок, фортеця. У X—XI століттях розхожою була назва Mikilinborg («великий замок»), що згодом трансформувалася в Mecklenburg.

## Історія

### Кельти, германці, слов'яни

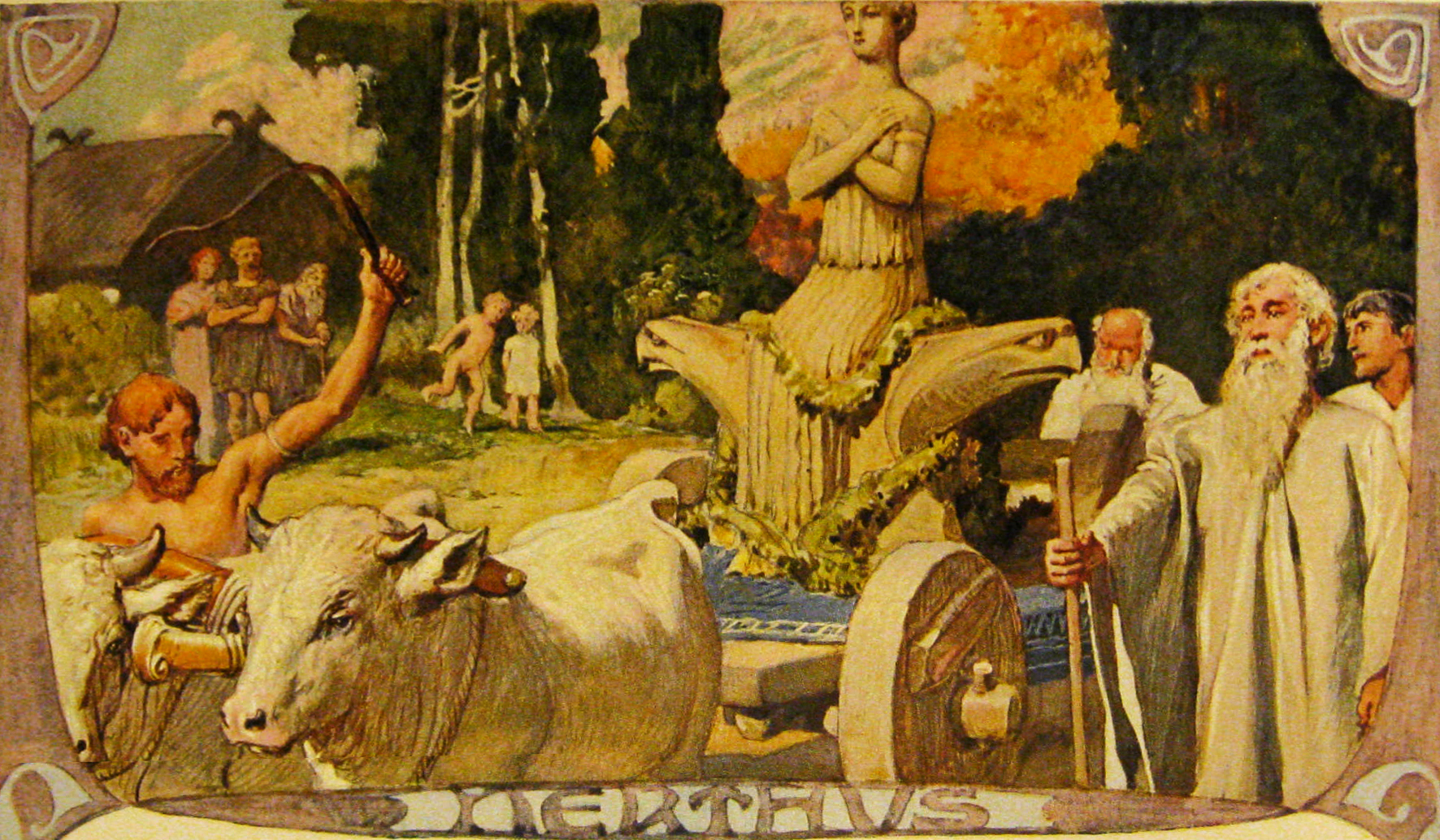
Вшанування Нерти. Картина Еміля Дьоплера

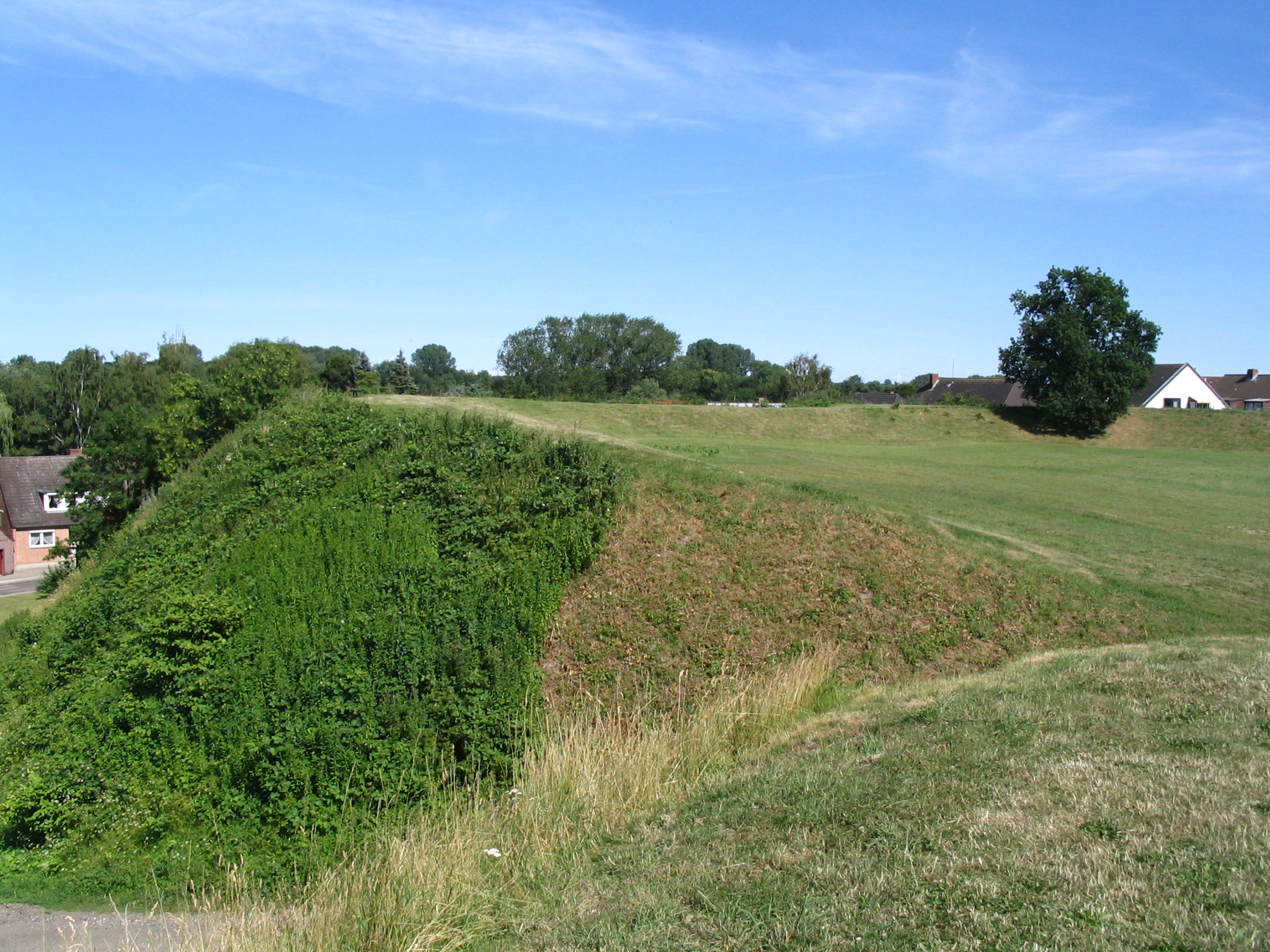
Залишки валів Старграда

Першим більш-менш достовірним населенням Мекленбургу були кельтські племена. Сусіди-германці позначали їх словом вельш, співзвучним, зокрема, з давньогерманською назвою верби — яка була для кельтів священним деревом. Кельтським за походженням міг бути й місцевий культ матері-землі Нерти, опис якого залишив римський історик Тацит у трактаті «Про походження і розселення германців». Щоправда, за часів Тацита місцеве кельтське населення було вже витіснено або асимільовано племенами германців. За часів Римської імперії сучасний Мекленбург був заселений переважно свардонами та вірунами, або ж варнами (деякі німецькі історики пов'язують з іменем свардонів-сваринів назву Шверін, а від імені варнів може походити назва річки Варнов, на якій стоїть Росток). На схід від них жили нуїтони та ругії — з останнім етнонімом зокрема пов'язують назву острова Рюґен.
Під час Великого переселення народів ругії та інші германці (свардони та віруни — швидше за все у складі ширшого союзу свевів) переселилися на південь — до провінцій Римської Імперії. Знелюднені території Мекленбурга були натомість заселені західнослов'янськими племенами — вендами. Найзахіднішими з них були вагри. Більшу частину сучасного Мекленбурга зайняли ободрити (або ж бодричі) та споріднені з ними племена полабів, глинян, смолян та варнів (останні отримали назву від річки Варнов, і можливо, частково асимілювали однойменні племена германців). Острів Рюґен був зайнятий племенами руян. Черезпеняни та інші сусідні племена входили до союзу лютичів, яких ще називали велетами, або вільцями (деякі дослідники бачать у цій назві паралелі з назвою кельтів — вельшів)

### Перші князі
Спершу найвпливовішим племенем вважали вагрів, які на певний час підпорядкували собі ободритів та інші племена. Племінним центром вагрів був Старград — сучасний Ольденбург у Гольштейні. З часом провідну роль почали відігравати ободрити. Їхньою «столицею» був Рерік, розташований на місці сучасного селища Бловац на березі Балтійського моря. Ободрити суперничали з своїми сусідами — лютичами та саксами, від яких їхні землі були відмежовані так званим Саксонським лісом або ж Саксонським валом. Саме цим давнім суперництвом скористалися франкські королі, які прагнули підкорити Саксонію, а пізніше і лютичів. Першим союзницькі відносини з ободритами встановив Піпін Короткий. Ватажком слов'янських союзників франкські хроніки називають князя Вітслава. Він допомагав і сину Піпіна Карлу Великому. Однак під час війни з саксами Вітслав потрапив у засідку і загинув.

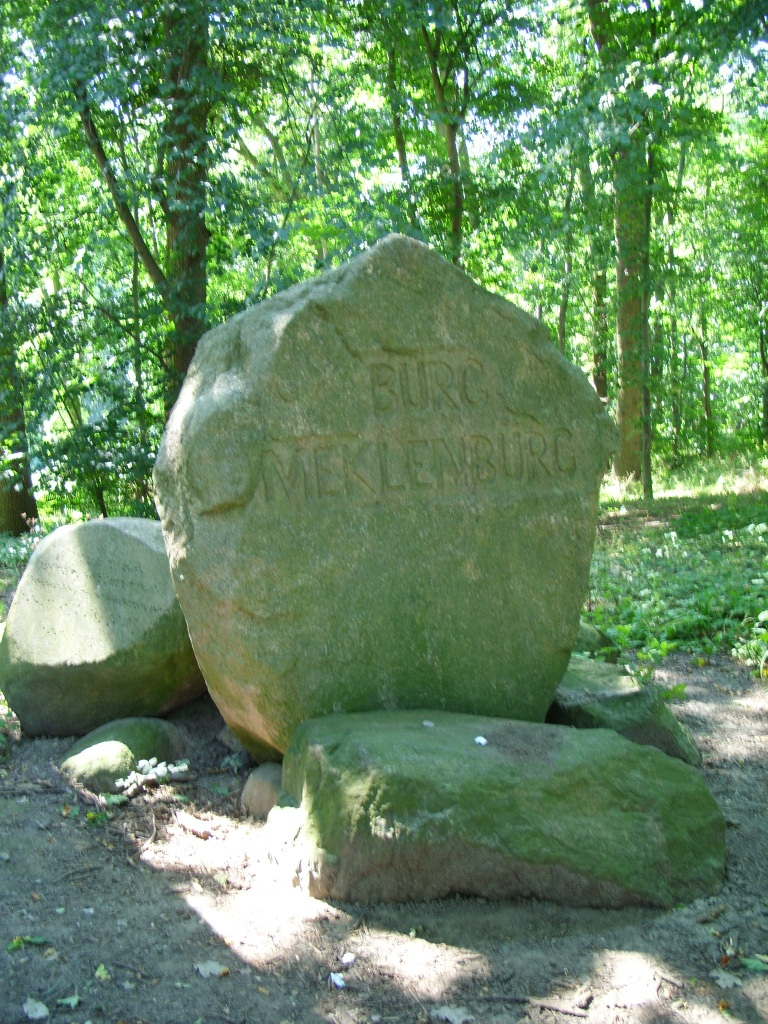
Стела на місці цитаделі Велиграда

Наступник Вітслава Дражко допомагав Карлу в боротьбі не лише з саксами, але й з данцями. Гучну перемогу над ними Дражко здобув у 799 році, після чого Карл Великий визнав його не лише князем ободритів, але й володарем Нордальбінгії. Але в 808 році ватажок данців Готфрід взяв реванш і спалив Рерік. Під час війни загинув і Дражко. Ободрити змушені були перенести свій центр далі від моря. Нове поселення отримало назву Велиград. Щоправда, данці за звичкою і його називали Рериком, а самих ободритів — ререгами. Карл відбив у данців Нордальбінгію, але цього разу залишив її під своєю владою. Нащадки Карла змусили наступника Дражка — Славомира поступитися владою їхньому ставленику Чедрагу.

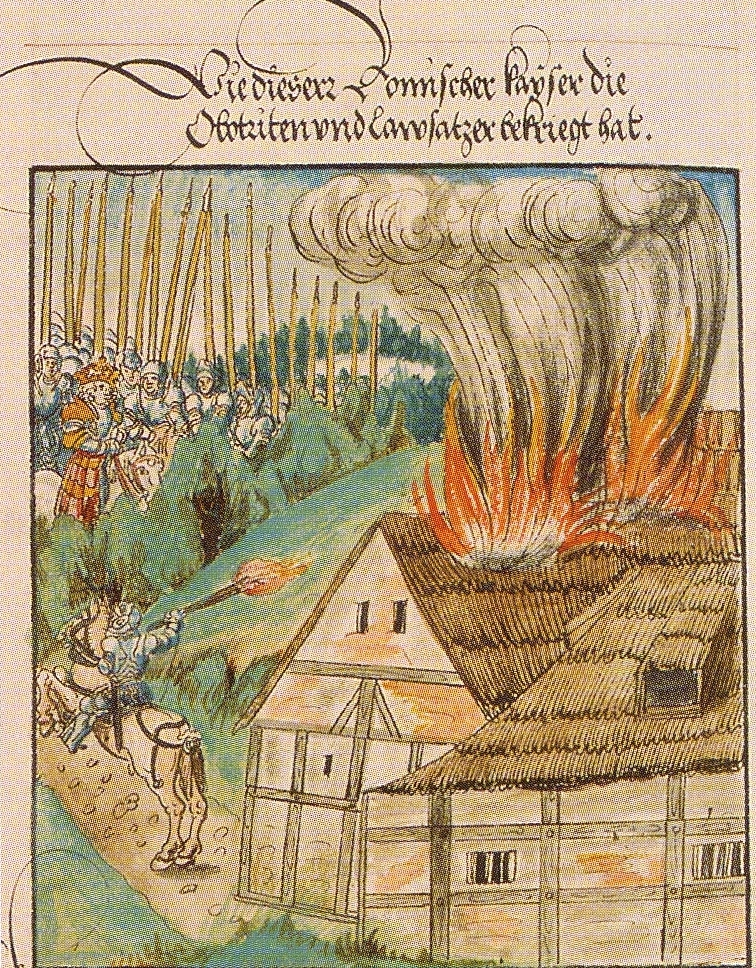
Військо імператора спалює ободритське поселення. Мініатюра з Саксонської хроніки Георга Спалатина

В 842 році ободрити напали на Гамбург, і через два роки в похід проти заельбських слов'ян вирушив король Людовик Німецький. Новий князь ободритів Гостомисл загинув в бою, і племінний союз розпався.
Після того, як саксонські герцоги стали німецькими королями, вони почали приєднувати землі ободритів до своїх володінь. У 936 році захоплені землі були перетворені на Вендську марку, правителем якої імператор Оттон I зробив Германа Біллунга (саме тому в німецьких джерелах її часто називають Біллунзькою маркою). У 50-ті роки X сторіччя ободритьські князі Стойгнев і Након розпочали повстання проти загарбників, але в битві на Раксі (955) були розгромлені. Стойгнев загинув, а Након змушений був визнати владу імператора і взяти зобов'язання сплачувати податі і церковну десятину. Щоправда, вже син Накона — Мстивой, охрещений у Саксонії, і наречений Біллунгом, розпочав боротьбу проти імперії. В 983 році спалахнуло загальне повстання заельбських слов'янських племен, внаслідок якого німців перебили і вигнали з ободритських земель. Відчувши свою силу, ободрити спалили й Гамбург. В боротьбі проти імперії Мстивой уклав союз з данцями, і навіть видав ствою доньку Тову за їхнього короля Гаральда Синьозубого.

### Становлення Вендської держави. Готшалк

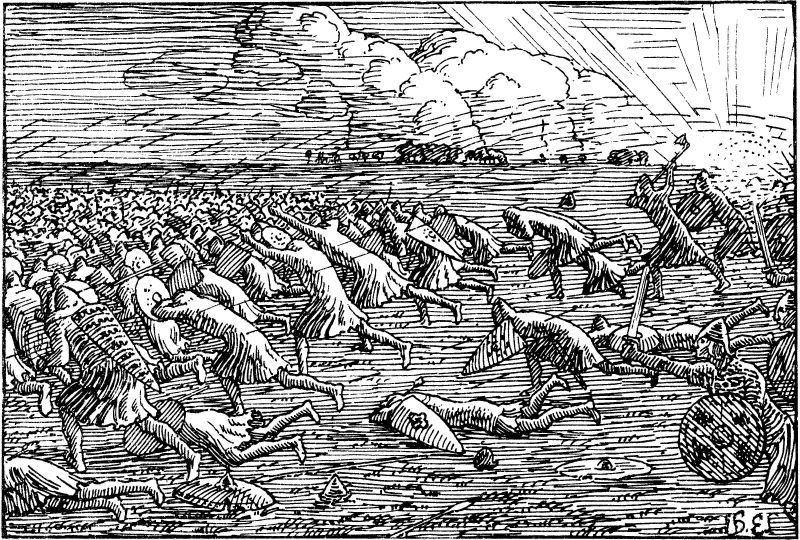
Битва на Люрсков Хеде. Гравюра Г.Егедіуса

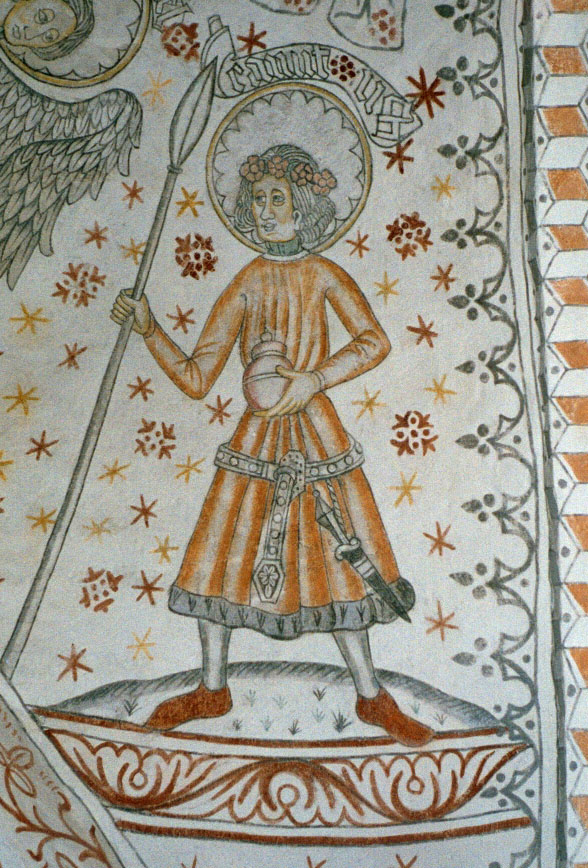
Кнуд Лавард. Фрагмент розпису церкви Вігерстеда поблизу Рінгстеда

Нащадки Мстивоя прагнули зміцнити свою владу над ободритами за допомогою церкви. Християнами булі і син Мстивоя — Прибигнев, наречений при хрещені Удо, і син Прибигнева — Годеслав, вихований у саксонському місті Люнебурзі, більш відомий як Готшалк. Щоправда, після смерті батька, Готшалк відрікся від своїх саксонських патронів, і вирушив на службу до двору данського короля Кнуда Великого, владу над ободритами отримав брат Прибигнева і дядько Готшалка — Ратибор. Він відчував себе не дуже впевнено у Велиграді, і тому збудував нову князівську резиденцію посеред нинішнього Рацебурзького озера — тепер на її місці знаходиться місто Рацебург. Ратибор підтримав племінника Кнуда Великого Свена Естрідсена у його боротьбі з Магнусом Добрим, і загинув під час війни. У битві на Люрсков Хеде загибли і всі вісім синів Ратибора. Після цього на батьківщину повернувся Готшалк, який у Данії одружився з донькою Свена Естрідсена Сігрід.
Саме Готшалк остаточно перетворив племінний союз ободритів на державу, що в історичних джерелах отримала назву Вендської. Готшалк уклав мир із саксонцями. Він приєднав до Вендської держави землі вагрів, глинян та варнів, і рішуче запроваджував серед підлеглих християнство. Окрім Старградського єпископства були утворені Ратиборське та Велиградське (Мекленбурзьке). У Любиці, Лончині, Ратиборі і Старграді були засновані монастирі. Столицею Вендської держави став Велиград. 1057 року Готшалк втрутився у суперечку між племенами лютичів і приєднав їхні землі до Вендської держави. Незалежність зберегли лише руяни та поморяни. Поморський князь Земомисл домігся визнання самостійності свого князівства і від польського короля, і від імператора.
1066 року проти Готшалка спалахнуло повстання, самого князя було вбито, а його дружина змушена була тікати з до Данії.

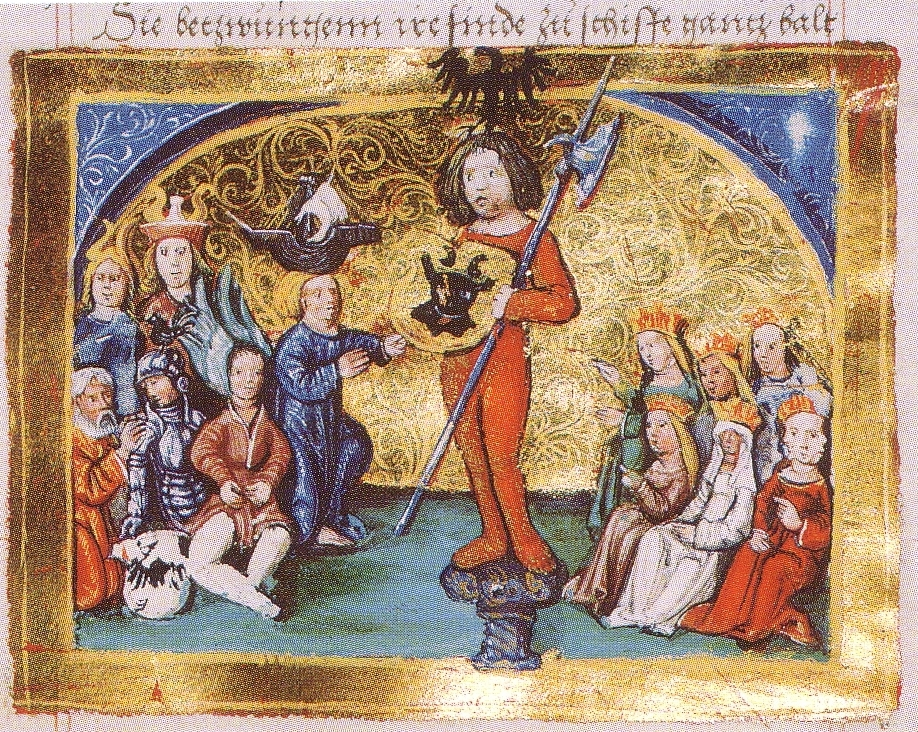
Статуя бога Радегаста у Ретрі. Мініатюра з Саксонської хроніки Георга Спалатина

Певний час владу у державі втримував шурин Готшалка — язичник Блюсо. Саме під його керівництвом у тому ж 1066 році венди напали на Данію і остаточно зруйнували Хедебю. Але зрештою Блюсо змушений був поступитися владою руянському князю Круто. Старший син Готшалка Будівой намагався повернути батьківську корону за допомогою саксонців, але в 1071 році біля Пльона потрапив у засідку і загинув. Круто скористався цим, щоб тимчасово захопити Нордальбінгію і спалити Гамбургу (1072).
Лише 1090 року батьківський трон вдалося повернути молодшому сину Готшалка Генріху, який вбив Круто і одружився з його вдовою. Щоправда, християнин Генріх в язичницькому середовищі відчував себе непевно і навіть переніс столицю до Любице на річці Трава — ближче до кордонів з Саксонією і Данією. Ініціативу хрещення язичників-слов'ян тим часом перехопив померанський князь Вартислав I.
У 1126 році на вимогу імператора Лотара II Генріх зруйнував святилище бога Радегаста у місті Ретра в землі ротарів. Проте вже за рік — у 1127 році — проти вендського володаря спалахнуло язичницьке повстання. Повстанці вбили князя Майнфріда, що на правах васала Генріха урядував у лютицьких землях. В басейні Гафеля виникли самостійні князівства — Браниборське в землі стодорян та Копаницьке в землях шпреван. За кілька місяців язичники захопили і спалили Любице. Генріх загинув. Містяни, які залишилися живими, перебралися до селища Буку, розташованого вище за течією Трави. На згадку про сплюндроване Любице нове місто з часом почали називати Любеком. Сюди переніс свою резиденцію єпископ Ольденбурзький. Охоче селилися в Любеку й ремісники та купці — не лише з вендських, але й з німецьких земель.

### Ніклот та боротьба з іноземними загарбниками
Міжусобицями в Вендській державі скористався самопроголошений герцог Шлезвігу Кнуд Лавард. Він вже декілька років воював зі слов'янами, тож імператор визнав його спочатку графом Гольштейну, а потім продав йому титул «володаря ободритів». Згоди на це в самих ободритів ніхто не питав, тож Вендську державу Кнуду довелося завойовувати. Невдовзі йому таки вдалося захопити в полон небожа Генріха Наконіда — Прибислава і ватажка ободритського ополчення Ніклота. Обох кинули до шлезвізької в'язниці і відпустили лише після того, як вони сплатили викуп і погодилися визнати владу Кнуда. За це Кнуд визнав Прибислава володарем Вагрії, а Ніклота — інших вендських земель із центром у Велиграді. Поморський князь невдовзі теж потрапив у полон до данців, проте Лавард домігся його звільнення.

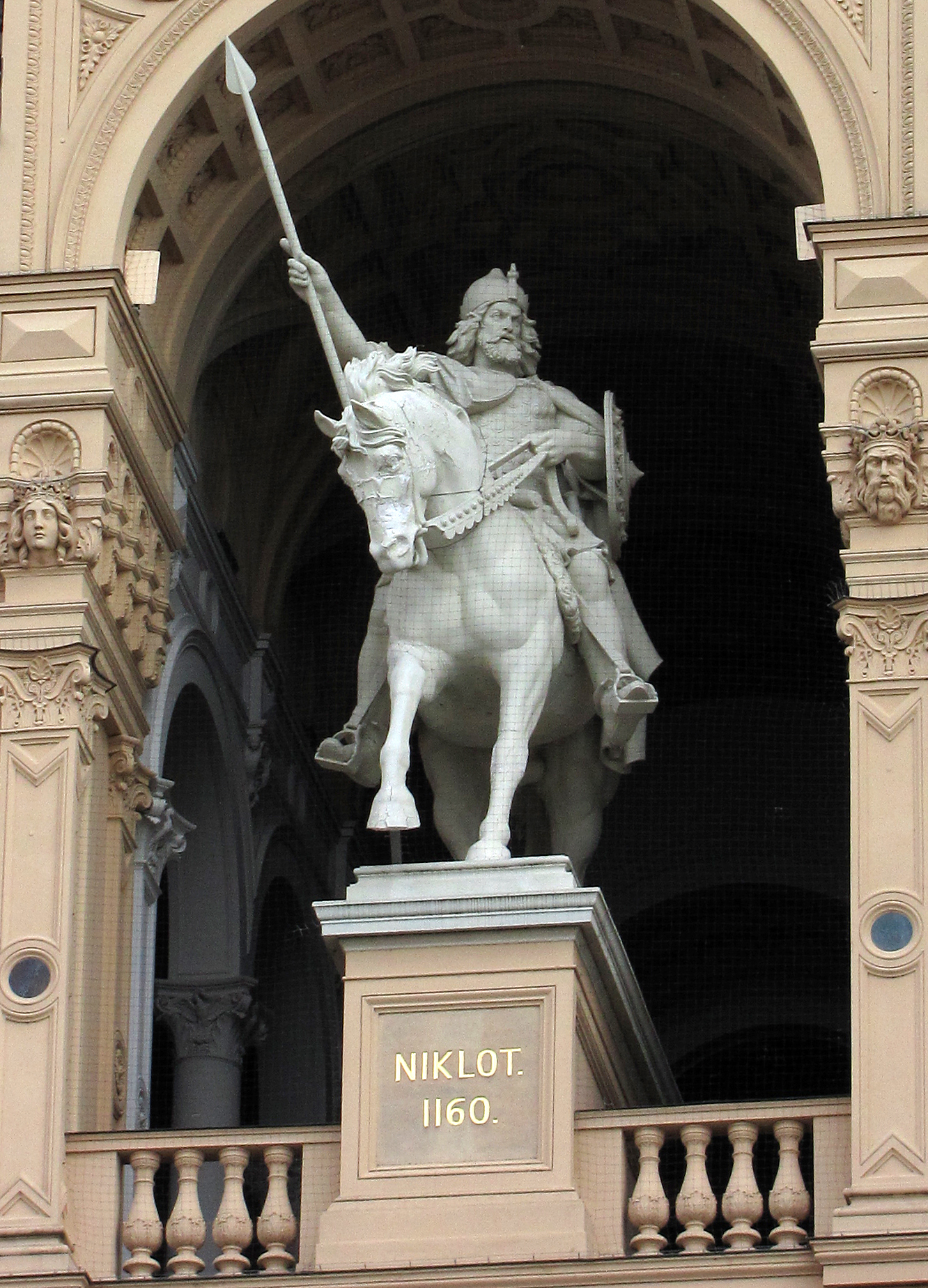
Статуя Ніклота на фасаді Шверинського замку

У 1131 році Кнуд був вбитий змовниками-данцями, і венди повернули собі незалежність. У 1138 році саксонці, однак, захопили Вагрію з Любеком і приєднали їх до Гольштейну. З утвердженням на саксонському престолі енергійного і цілеспрямованого Генріха Льва загроза виникла і для князівства Ніклота. Саме Генріх наполіг, щоб хрестовий похід 1147 року, метою якого спочатку було завоювання Бранибора, Помор'я та Руянського князівства, був спрямований і проти ободритів. Ніклот дізнався про це запізно, але зміг надати удару у відповідь, напавши на Любек. А от для хрестоносців похід склався загалом невдало. До Велиграда Генріх Лев так і не дістався, витративши сили на облогу фортеці Добін на сучасному Шверінському озері. Ще несподіванішим був результат наступу війська володаря Гафельберга Альбрехта Ведмедя, яке не тільки не змогло захопити поморські міста Димін і Щецин, але й з'ясувало, що їхні мешканці були охрещені за кілька десятиліть до приходу хрестоносців.

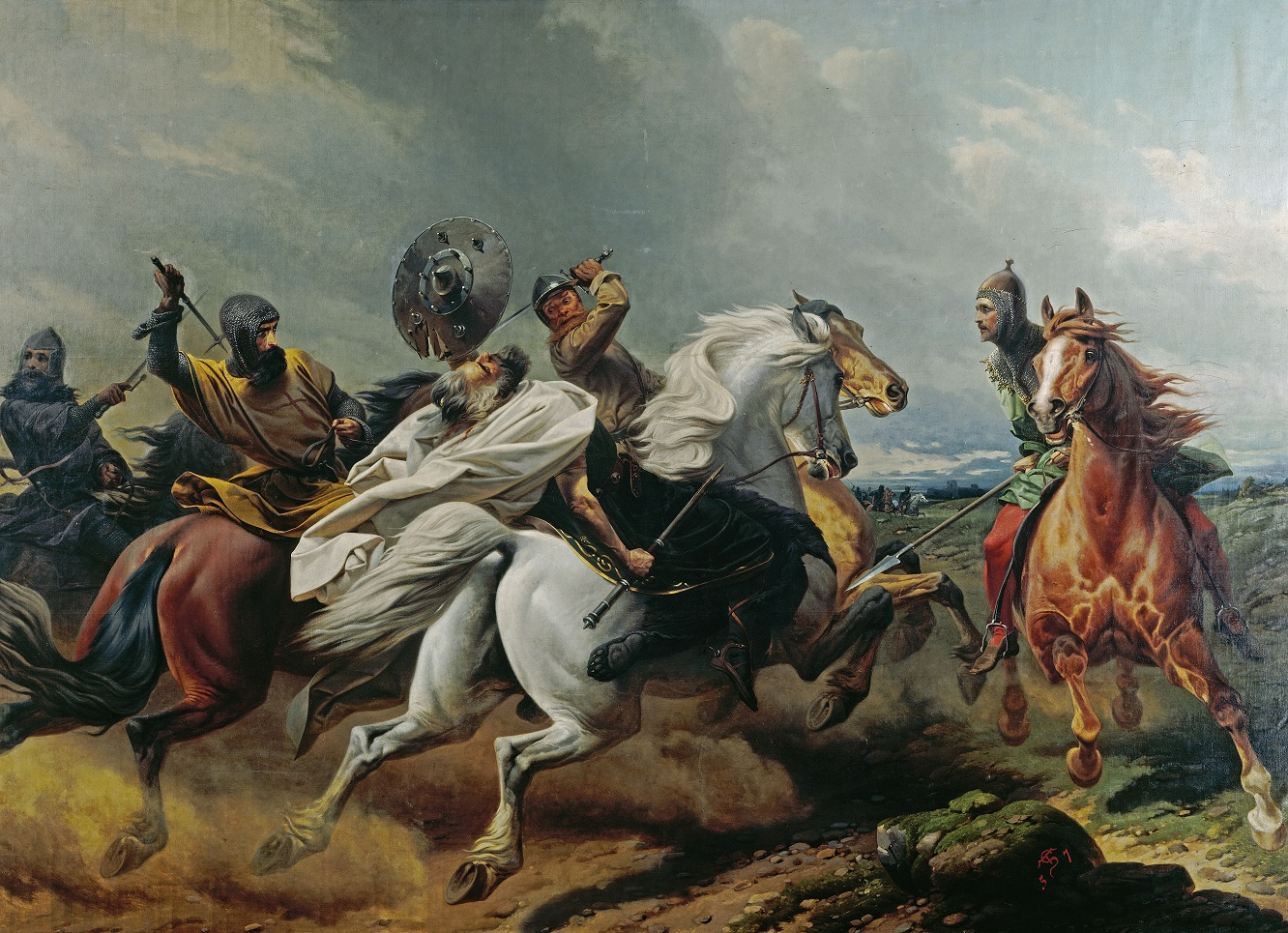
Смерть Ніклота. Картина Теодора Шльопке (Музей Шверинського замку)

Проте загарбники не полишили своїх намірів. У 1150 році Альбрехт Ведмідь здобув Браниборське князівство, а в 1157 — Копаницьке, проголосивши себе «маркграфом Бранденбурзьким». Поморське князівство було поділене між синами князя Вартислава I — Казимиром I і Богуславом I. Скориставшись черговою відмовою Ніклота охреститися і новим нападом його підданих на Любек, Генріх Лев у союзі з данцями відновив у 1160 році військові дії проти вендів. Невдовзі Ніклот загинув у битві під Верле. Саксонський герцог оголосив про приєднання вендських земель, доручивши керувати ними Гунцеліну фон Гагену. Резиденцією Гунцеліна стало збудоване на місці слов'янського поселення місто Шверін, а сам він отримав титул графа Шверінського. Данці у 1161 році спалили Росток.

### Від Велиграда до Мекленбургу

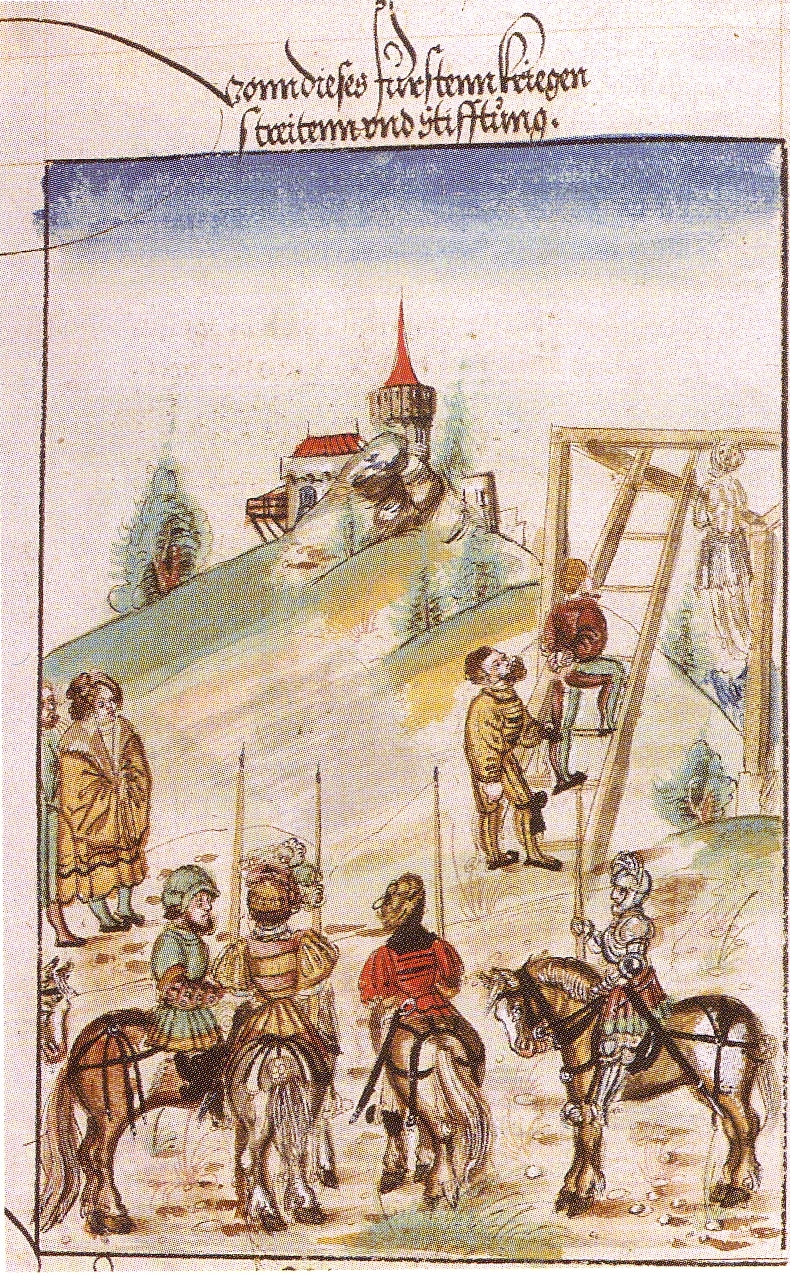
Страта Вартислава. Мініатюра з Саксонської хроніки Георга Спалатина

Герб Мекленбурга (чорна голова бика, увінчана золотою короною, зі срібними рогами, у золоті)

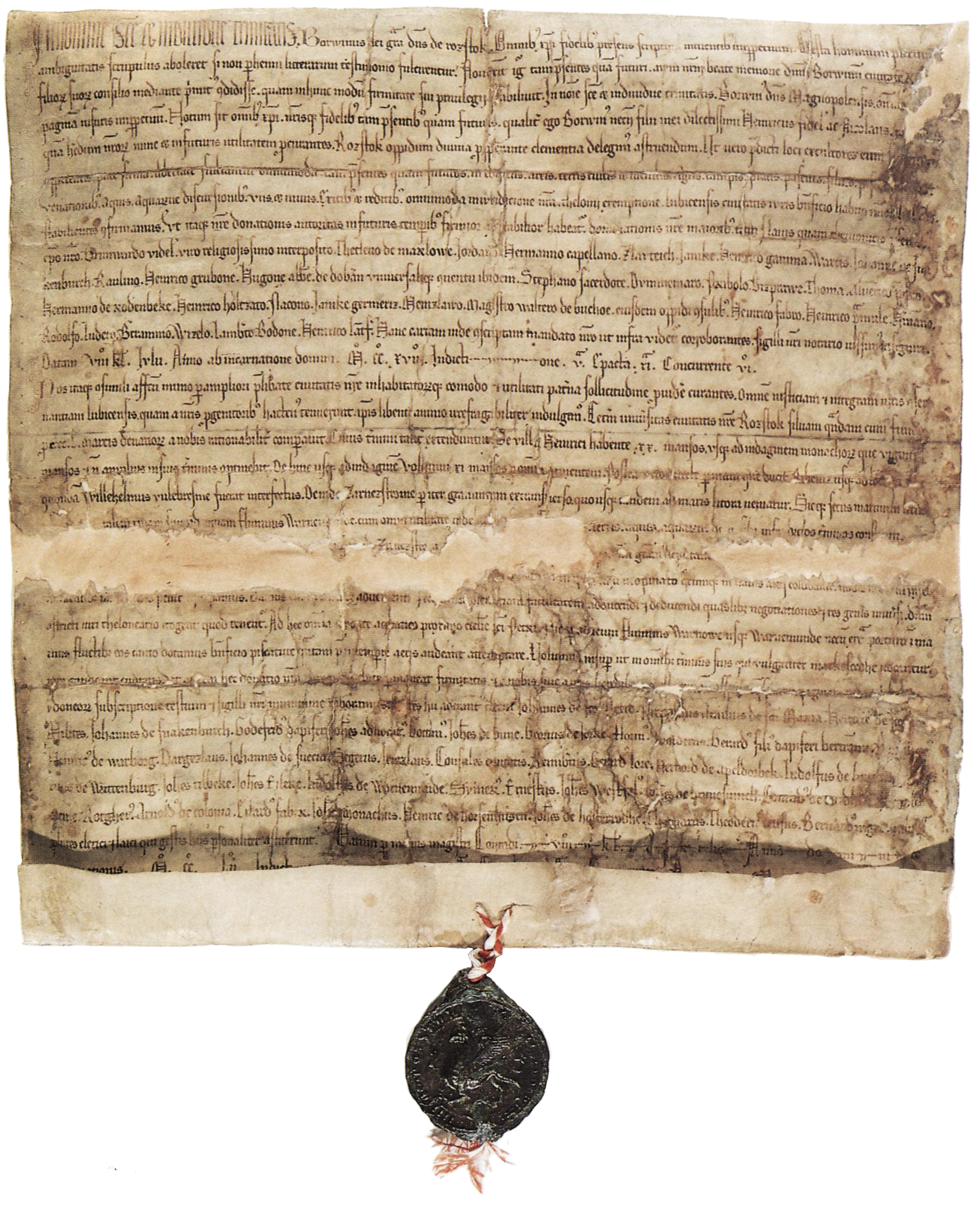
Хартія про надання Ростоку статусу «міста за любецьким правом»

Нащадки Ніклота, втім, продовжували боротьбу. У 1163 році саксонцям вдалося захопити в полон сина Ніклота Вартислава. Проте невдовзі інший Ніклотич — Прибислав відбив у них столицю своєї держави — Велиград. Розлючений Генріх Лев наказав стратити Вартислава і вирушив в новий похід проти вендів. Під Ферхеном Прибислав зазнав поразки, але й саксонці втратили чимало бійців. Син Ніклота знайшов притулок у Помор'ї. Лише після того, як Генріх Лев змусив поморських герцогів визнати себе саксонськими васалами, ленну присягу погодився скласти й Прибислав. Але за це Генріху у 1167 році довелося визнати його одноосібним правителем усіх вендських земель — окрім Шверіна, який залишили Гунцеліну. Нові саксонські васали допомогли данцям у 1168 році захопити Руянське князівство. Щоправда, данський король відмовився ділитися з Генріхом Левом здобиччю, тож між союзниками спалахнула війна, що завершилася миром лише у 1177 році.
Припинення давньої ворожнечі між вендами та саксонцями сприяло господарському піднесенню слов'янських князівств і розвитку торгівлі. Саме у цей час з'явилися перші купецькі гільдії — спочатку сезонні, а згодом і постійні. На Вендську державу і Помор'я була поширена дія укладеного у 1163 році договору про торгівлю Саксонії з Готландом, тодішнім центром балтійської комерції. Вже невдовзі виникло «товариство купців Римської Імперії на Готланді», своєрідною «штаб-квартирою» якого стала зведена в 1170 році у Вісбю церква Святої Марії. З часом це товариство, за прикладом схожих об'єднань рейнських торговців, стали іменувати «купецькою ганзою». У тому ж 1170 році Прибислав заснував Доберанський монастир та відбудував зруйнований данцями Росток, який швидко перетворився на великий торговельний і ремісничий центр. Розташований поруч з Ростоком Хижин, давня столиця племені хижан, натомість стрімко занепав. Все більше значення набувало й торговельне поселення біля велиградської гавані — Вишемир (німецькою — Вісмар).
У 1171 році в грамоті імператора Фрідріха І Барбаросси Прибислав вперше був іменований новим титулом — «господаря Мекленбурга, Кессіна і Ростока». Німецька назва Велиграда — Мекленбург все частіше вживалася як синонім Вендської держави і з часом повністю витіснила першоназву. Велиградсько-саксонський союз був зміцнений весіллям сина Прибислава Генріха Борвіна і позашлюбної доньки Генріха Лева Матильди. Вендський володар супроводжував свого сеньйора і під час мандрівки Генріха Лева до Єрусалиму.

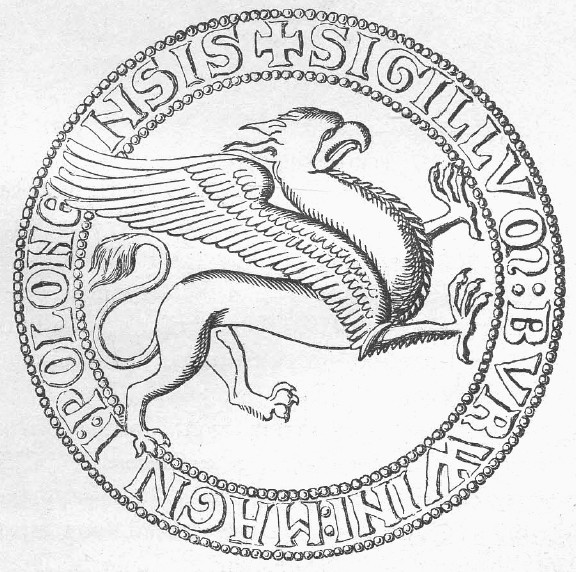
Печатка Генріха Борвіна І

Прибислав помер у 1178 році від рани, отриманої на лицарському турнірі в Люнебурзі. Фрідріх І Барбаросса у 1180 році позбавив Генріха Лева більшості його володінь. Новий велиградський князь Генріх Борвін І таким чином залишився без впливового патрона, але його князівство отримало новий статус — тепер вендського володаря вважали васалом самого імператора. У князівства з'явився й герб — у вигляді голови бика. Поморському герцогу Бориславу I Фрідріх І Барбаросса у 1181 році надав титул герцога Померанії (саме ця латинізована назва з часом витіснила слов'янську назву Помор'я). 

### Утвердження феодалізму
Невдовзі Генріх Борвін І втягнувся у війну зі своїм двоюрідним братом Ніклотом II, який теж претендував на спадщину Прибислава. Але зрештою обидва суперники опинились у полоні у короля Данії, і змушені були у 1185 році визнати себе його васалами (Ніклот II за це отримав у володіння Росток, який залишався за ним до його смерті у 1200 році). У тому ж 1185 році данську зверхність визнав і померанський герцог Богуслав І. У Саксонії та у Священної Римської імперії загалом відтак залишився єдиний вихід до Балтики — через гирло Трави з Любеком, якому поквапилися надати цілу низку привілеїв. У 1188 році Любек отримав право безмитної торгівлі не лише з Готландом, але й в межах усієї імперії, а головне — власне міське право, яке перетворило поселення на самоврядну громаду. Наступного року саксонський герцог навіть зруйнував Бардевік, змушивши його мешканців переселитись до Любеку. Щоправда, у 1203 році новий король Данії Вальдемар II захопив увесь Гольштейн і Любек зокрема. Рацебург, вже як данський васал, приєднав до своїх володінь Генріх Борвін I. Втім, і під новою владою, Любек зберіг свої права. А в 1218 році статус «міста за любецьким правом» вендський володар надав Ростоку.

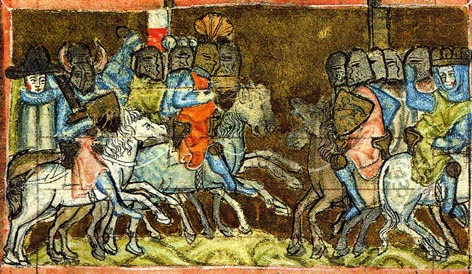
Битва при Бьорнгеведі. Мініатюра з Саксонської хроніки XIV ст.

У 1223 році данського короля зненацька захопив у полон шверінський граф Генріх, змусивши полоненого пообіцяти відмовитися від усіх земель, що колись належали імперії. У 1227 році в битві при Бьорнгеведі Вальдемар II був остаточно розгромлений коаліцією міст і князів. Серед переможців був і Йоганн І — старший онук і спадкоємець Генріха Борвіна І на вендському престолі. Велиград-Мекленбург і Померанія стали самостійними князівствами у складі Священної Римської імперії. Сенат Любека у 1227 році викупив у Фрідріха II Гогенштауфена хартію імперського міста — відтоді єдиним сеньйором для його громади був сам імператор.

Мекленбург і сусідні володіння у 1250

Утвердження самостійності велиградського і поморського князівств відбувалося одночасно з встановленням в них феодального ладу. Тож невдовзі обидві держави охопила феодальна ж анархія. Вже Йоганн І був змушений виокремити зі своїх володінь «частки» для трьох молодших братів. Так з'явились окремі князівства Росток, Пархім та Верле, які в свою чергу теж були поділені на дрібніші утворення. Час від часу від великими та малими феодальними володіннями спалахували справжні війни. Так, внаслідок усобиці, князівство Пархім взагалі зникло, єпископ Шверінський відлучив його володаря від церкви, а землі поділили між собою близькі та далекі родичі.

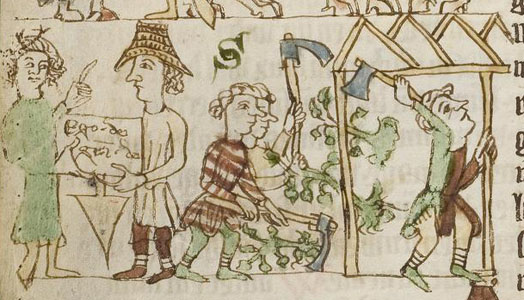
Облаштування переселенців на новому місці. Мініатюра з Саксонського зерцала (Бібліотека Гайдельберзького університету)

### Господарське піднесення та народження Ганзи
Водночас феодальні володарі, зацікавлені у збільшенні своїх статків, дбали про господарський розвиток своїх держав і «державок». Здавна в ободритських землях було багато лісистих та заболочених пустошів, які місцеві селяни не наважувались обробляти звичною для них дерев'яною сохою. Тепер такі ділянки роздавали в користування переселенцям з Саксонії, долини Рейну, чи Фландрії, які принесли з собою залізний плуг та трипільну систему — відбувалася «внутрішня колонізація» мекленбурзьких земель. Щоб залучити якомога більше колоністів, володарі надавали їм чималі пільги, яких ті не мали на батьківщині. З часом кількість переселенців зросла настільки, що німецька мова прибульців почала поглинати та витискати слов'янські говірки тубільців. Щоправда, якою мовою б тепер не розмовляли мешканці Мекленбургу, вони й надалі іменували себе вендами.

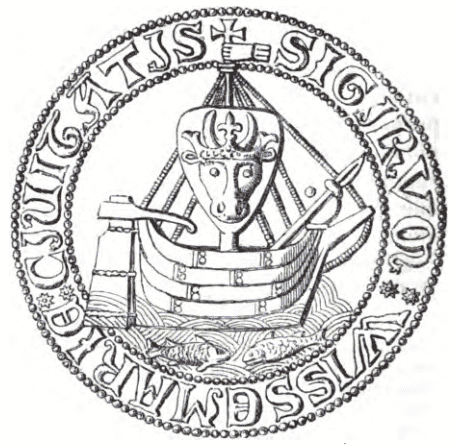
Міська печатка Вісмара 1250 року

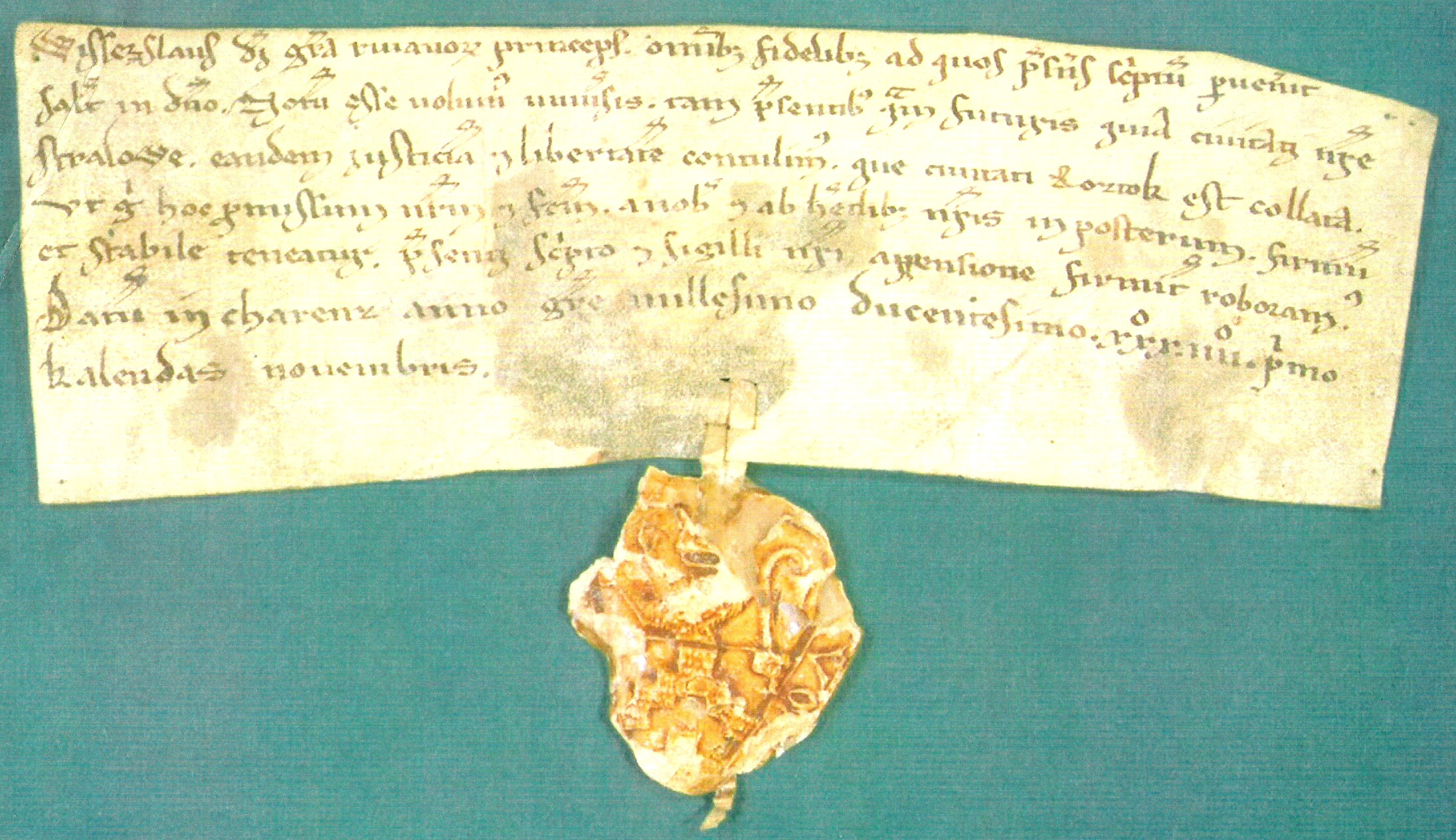
Міська хартія Штральзунда

Початок XIII століття став добою стрімкого піднесення вендських міст. Володарі бачили в них насамперед джерело власних доходів, тому охоче надавали їм права самоврядування. У 1229 році статус міста за любецьким правом отримав Вісмар. У 1234 році руянський князь Вітслав І надав схожі права Штральзунду. Хартії за магдебурзьким зразком отримали й поморські міста — Деммін (так на німецький лад почали називати Димін, у 1236), Штеттін (Щецин, 1243), Анклам (1243), і Грайфсвальд (1250). Міста часто суперничали між собою — у 1249 році, скажімо, любецький флот дощенту спалив Штральзунд — проте чимдалі, тим більше гору брало прагнення об'єднати зусилля. Першими на цей шлях стали мешканці того ж Любека, що уклали угоду з сусіднім Гамбургом — спочатку про рівні права торговців (1230), потім про спільну боротьбу з грабіжниками (1242), і нарешті про захист торговельних шляхів (1255). У 1259 році союз для боротьби з піратами Любек уклав із Вісмаром і Ростоком. Саме цей договір вважають початком нового об'єднання, що з часом за прикладом купецького союзу почали називати «ганзою міст», або ж просто Ганзою.

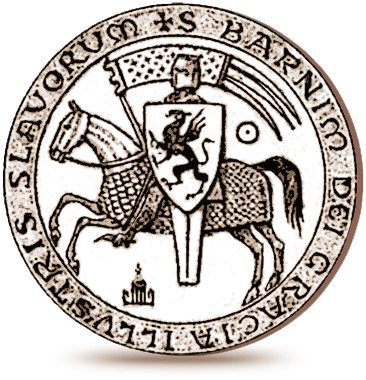
Печатка Барніма І Доброго

План Вісмара ганзейських часів

Чим сильнішими ставали міста, тим обтяжливішим був для них патронат феодальних володарів, тим із більшим занепокоєнням вони сприймали спроби зміцнити князівську владу. У 1264 році Померанію об'єднав під своєю владою Барнім І Добрий, а володарем Мекленбургу став Генріх І Пілігрим, який посилив тиск на міста, вимагаючи зокрема від Вісмара постачати то навколишніх церков хліб та вино. І саме в 1264 році між Любеком, Вісмаром та Ростоком була укладена угода про єдиний порядок розв'язку приватних суперечок та спільний захист від зазіхань князів. Спочатку її підписали лише на рік, проте вже в 1265 угода була переукладення як постійна. Щоправда, загроза з князівського боку, схоже була дещо перебільшеною. У 1271 році Генріх І вирушив до Святої Землі (саме тому він і отримав прізвисько Пілігрим), потрапив у полон, і 27 років провів у каїрскій в'язниці. Увесь цей час Мекленбургом керували його брати Йоганн II та Ніклот III, і син Генріх II. У 1278 році не стало Барніма І, герцогство якого успадкували одразу четверо його синів. Суперечки між собою міста відтепер намагалися владнати взагалі без участі феодальних володарів. Саме так сталося 1281 році, коли Любек, Вісмар та Росток виступили посередниками у перемовинах між Штральзундом та Грайфсвальдом, А в 1283 році був підписаний Ростоцький земський мир за участю семи князів і восьми міст — Любека, Вісмара, Ростока, Штральзунда, Грайфсвальда, Демміна, Анклама та Штеттіна. Цей договір, укладений на 10 років з подальшим подовженням, остаточно визнав міські громади рівними сторонами у відносинах з володарями.

### Боротьба князів з містами. Перші «цехові революції»

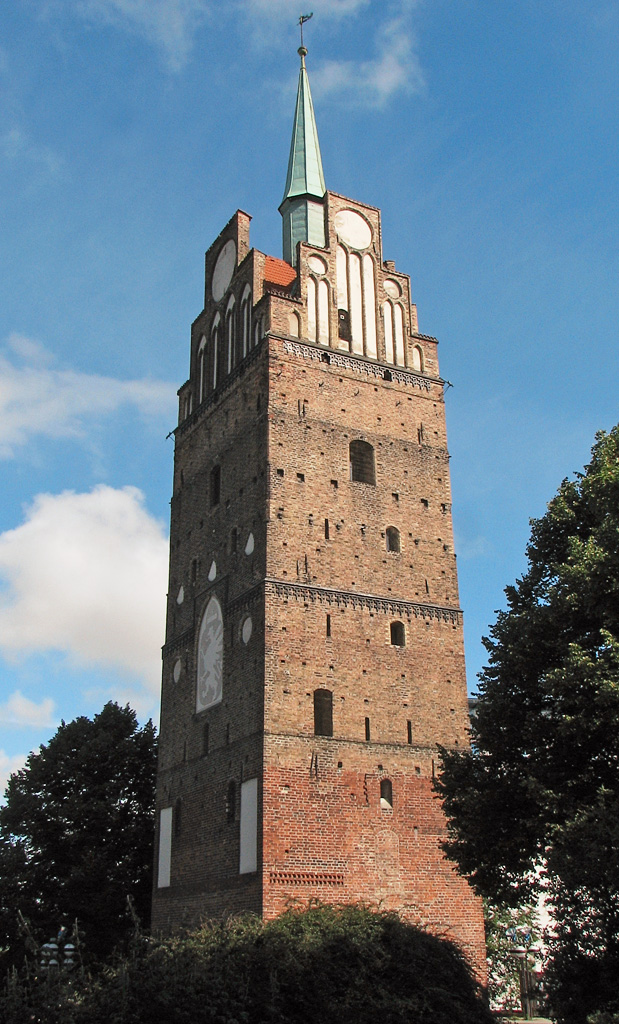
Крьопелінська брама у Ростоку

Міста відчували себе настільки впевненими, що нав'язували свою думку іноземцям. У 1280–1282 роках вони влаштували торгову блокаду Брюгге у Фландрії. А в 1284–1285 — Норвегії (поселення вендських торговців у Бергені існувало вже з 1276). Угода 1294 року надала вендським купцям у Норвегії особливі привілеї — аж до права безмитної торгівлі та заснування факторій по всьому королівству на південь від Бергена. В 1290 році Вісмар був оточений міцними мурами, що залишили замок мекленбурзького князя поза містом. До кінця XIII ст. потужні оборонні мури з'явилися у Ростока й Штральзунда. У 1296 році міста домовилися споряджати в разі необхідності вояків для спільного війська: 100 — від Любека, 70 — від Ростока, 50 — від Штральзунда і по 38 — від Вісмара та Грайфсвальда. Порушнику угоди загрожувало позбавлення усіх привілеїв та штраф у 500 любецьких марок. «Купецька ганза» містам вже не була потрібна. За рішенням зборів, що зібрались у Любеку у 1299 році, кожне місто отримало право скріплювати документи власною печаткою — замість «загальної» ганзейської печатки, що до того часу зберігалася у Вісбю.
У 1298 році Генріх І Пілігрім повернувся на батьківщину, і разом з іншими князями спробував захопити Ростоцьке князівство. Але місцевий володар звернувся за допомогою до данського короля Еріка VI і визнав себе його васалом (1300). Генріх І змушений був відступити. Вісмар у тому ж році, навпаки намагався домовитись з князем, і навіть виділив землю для поселення євреїв, що перебували під патронатом Ростока. Син і спадкоємець Генріха — Генріх II після смерті батька у 1302 році об'єднав усі мекленбурзькі землі, крім ростоцьких. У 1304 році він насмілився кинути виклик королю Німеччини Альбрехту І Габсбургу, за що отримав прізвисько Лев. У 1306 році Генріх II разом з графом Гольштейну взяв в облогу Любек. Але і тут втрутився Ерік VI, який змусив нападників укласти мир на умовах містян — щоправда за це любекці пообіцяли сплачувати «захиснику» 750 марок щорічно. Наступного року між вендськими містами був укладений новий союзний договір, але вже без участі Любека. Той приєднався до нього лише у 1310 році, але за умови, що союзники не змушуватимуть Любек діяти проти данського короля.

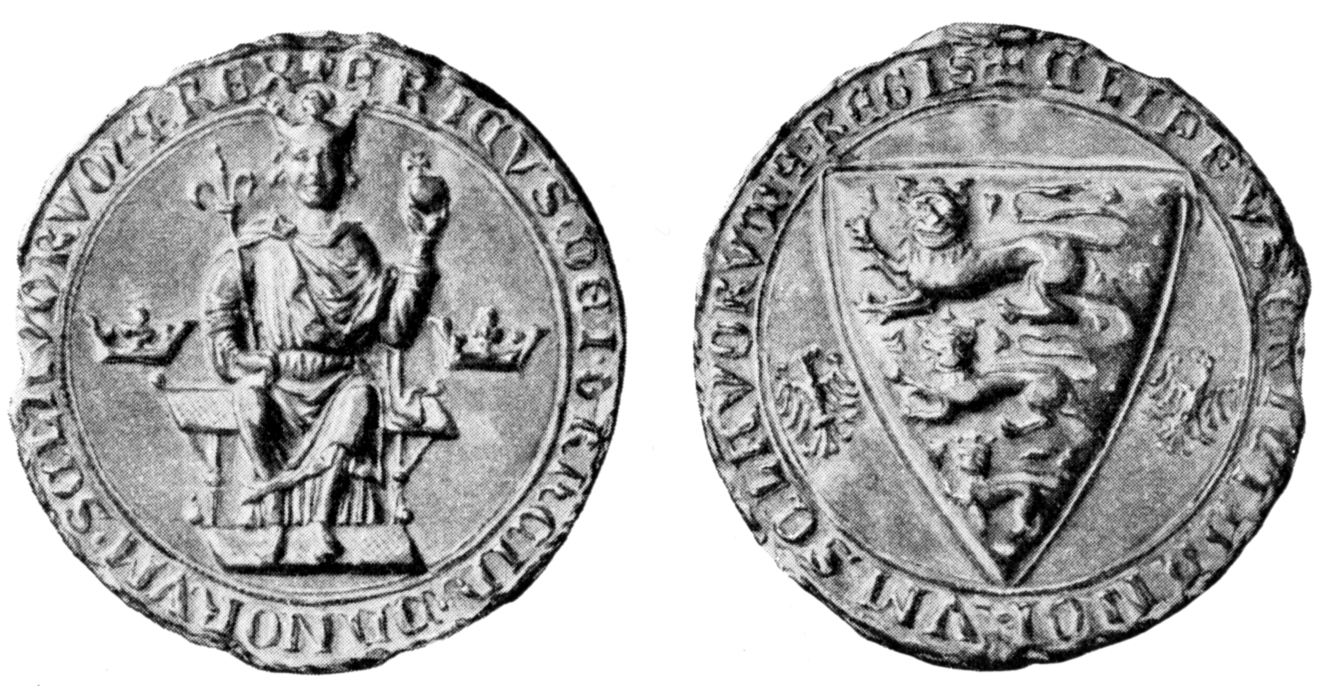
Печатки Еріка VI

У 1310 році Генріх II сповістив владу Вісмара, що хоче влаштувати в місті своє весілля. Містяни зустріли ці наміри вороже. Допомогу вісмарцям зголосилися надати Росток та Штральзунд. Тоді володар звернувся за підтримкою до нового сеньйора ростокців — Еріка VI. Велике дансько-мекленбурзьке військо взяло Росток в облогу. Вісмарці, які власне, й розпочали конфлікт, поквапились капітулювати перед Генріхом II (1311). Натомість в Ростоку стався переворот — одна з перших у Мекленбурзі «цехових революцій». Як і в інших середньовічних містах, переворот був спрямований проти влади заможної міської верхівки — патриціату, а його рушійною силою було бюргерство — об'єднані у цехи ремісники. На чолі руху в Ростоку, став, щоправда, купець Генріх Рунґе. Стару міську раду (рат) розігнали, а деяких ратців навіть стратили. Обрали нову раду, за діями якої пильно стежив спеціально створений комітет з бюргерів. Генріх II, тим часом, остаточно приєднав Ростоцьке князівство до своїх володінь та уклав з «оновленою» міською владою компромісний мир (1312). Бюргерство Ростока, щоправда, вимагало більшого — надати, зокрема, цехам право обирати до ради власних представників та брати участь у судочинстві. Перелякані представники патриціату у 1313 році відкрили міські ворота перед князівським військом. «Вдячний» Генріх II відновив владу старої ради, яка одразу розпочала розправлятися з «заколотниками».

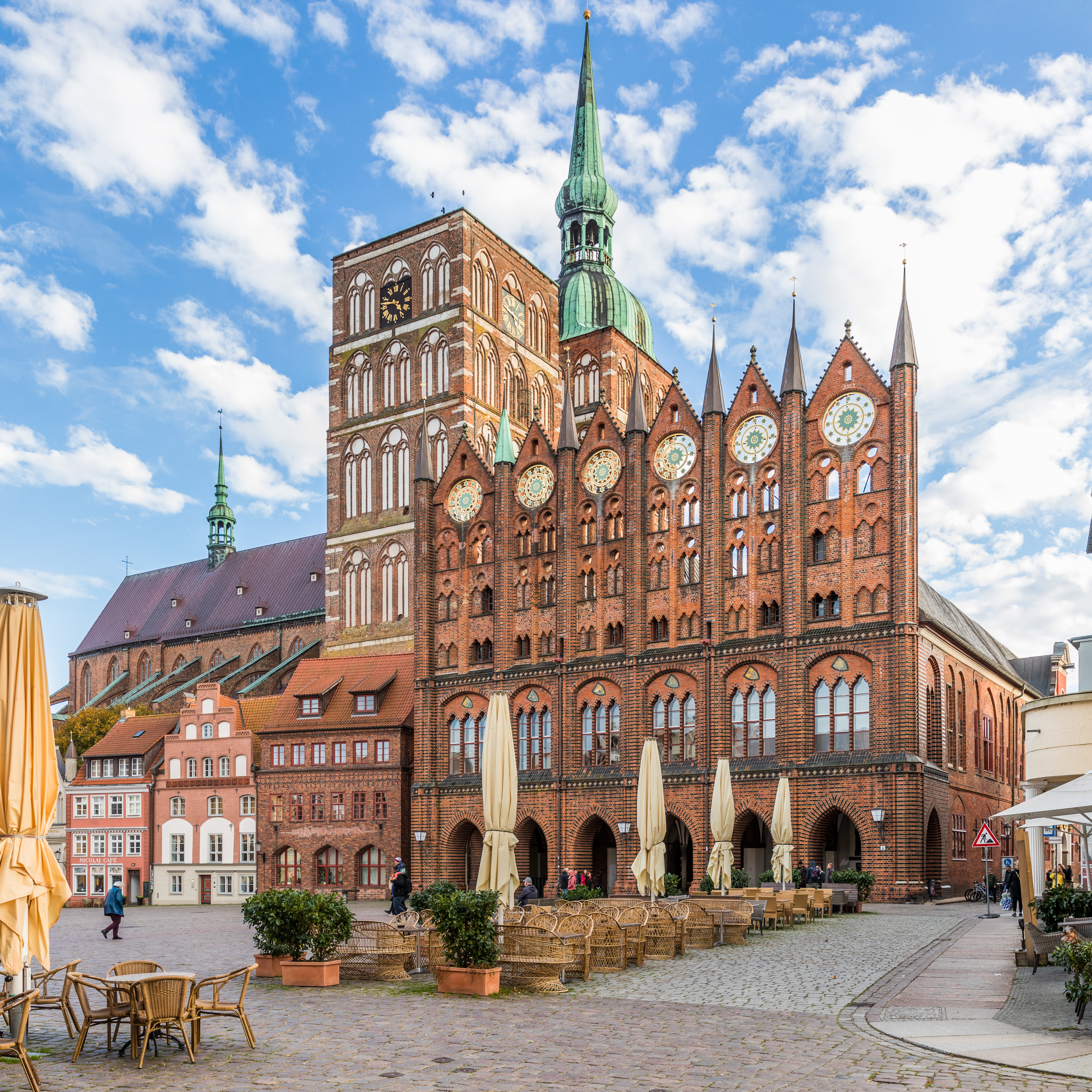
Ратуша і собор Святого Миколая у Штральзунді

Того ж року полум'я «цехової революції» перекинулося на Штральзунд. Маючи перед очима ростоцький досвід, місцева рада сама запросила до перемовин ремісничих старшин, та надала представникам цехів і гільдій право дорадчого голосу у вирішенні міських питань. Проте обиратися до самої ради і надалі могли лише представники патриціату. Та й поступливість штральзундської влади була насправді тільки позірною. Ратман Йоганн Ґюстров за спинами містян домовлявся із сеньйором — руянським князем — і в 1314 році капітулював перед ним, зголосившись сплатити контрибуцію та поступившись міськими правами. Вже невдовзі, однак, Ґюстров змушений був тікати з Штральзунда, а міська рада звернулася по допомогу до маркграфа Бранденбургу Вальдемара. Війна відновилася, і з часом штральзундцям навіть вдалося перетягнути на свій бік рюгенське лицарство. Натомість проти Вальдемара Бранденбурзького виступили Генріх II Мекленбурзький та Еріх Саксонський — конфлікт перетворився на Північнонімецьку Маркграфську війну. Облога Штральзунда саксонцями і данцями завершилася невдало для нападників. У 1317 році руянський князь змушений був підписати з містянами мир вже на їхніх умовах.

### У пошуках порозуміння
За укладеним у тому ж 1317 році Темплінським договором між князями Генріх II нарешті був визнаний єдиним правителем Мекленбургу. В 1319 році він приєднав до своїх володінь ще й бранденбурзькі Прігніц та Укермарк. У 1323 році, після придушення чергового повстання ростокців, данський король Крістофер II остаточно визнав владу Генріха II над цим містом — формально надавши його мекленбурзькому володарю у ленне володіння. У 1325 році Росток отримав від Генріха II право карбувати власну монету.

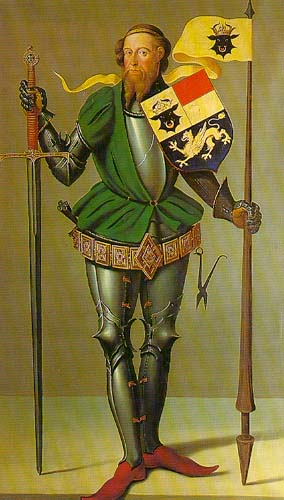
Альбрехт II Мекленбурзький

У 1325 році Мекленбург втратив Прігніц та Укермарк. Після смерті останнього руянського князя Вітслава III (1325) спалахнула Війна за рюгенську спадщину. За умовами Брудерсфдорського миру (1328) спадщина Вітслава ІІІ — острів Рюген, навколишнє балтійське узбережжя та права сеньйора Штральзунда — дісталися Померанії (точніше герцогству Померанія-Вольгаст), натомість мекленбурзький князь отримав лише грошову компенсацію. Наступного року Генріха II не стало.
Малолітній син і спадкоємець померлого Альбрехт II досяг повноліття у 1336 році. Перші роки свого правління він ділив владу з братом Йоганном, але при цьому наполегливо намагався зміцнити князівство і перетворити його на централізовану державу. За свою спритність Альбрехт II з часом навіть здобув прізвисько Лис. На відміну від батька, він не ворогував з ганзейськими містами, а зосередився на владнанні стосунків з імперією та боротьбі з південними сусідами. Під час Померансько-бранденбурзької війни Альбрехт II підтримав герцогів Оттона І та Барніма III, а потім — Лжевальдемара, який намагався відібрати престол у маркграфа Людвіга І Віттельсбаха. Від короля і майбутнього імператора Карла IV Ніклотичі нарешті отримали титул герцогів та імперських князів — спочатку як володарі Штаргарду (1347), а потім — Мекленбургу (1348). У 1352 році Альбрехт II зрештою домігся одноосібної влади, але для цього змушений був відмовитись на користь Йоганна від Штатгарду, що знову став самостійним князівством. Натомість у 1358 році Альбрехт II за 20 000 срібних марок придбав Шверінське графство, й переніс свою резиденцію з велиградського замку до Шверіна, який відтоді став столицею Мекленбургу.

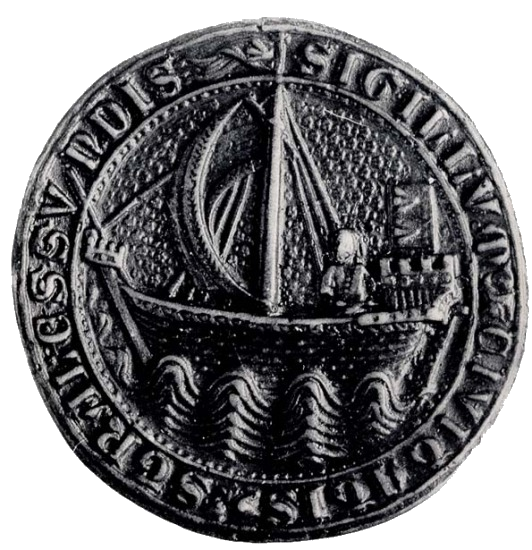
Міська печатка Штральзунда 1329 року

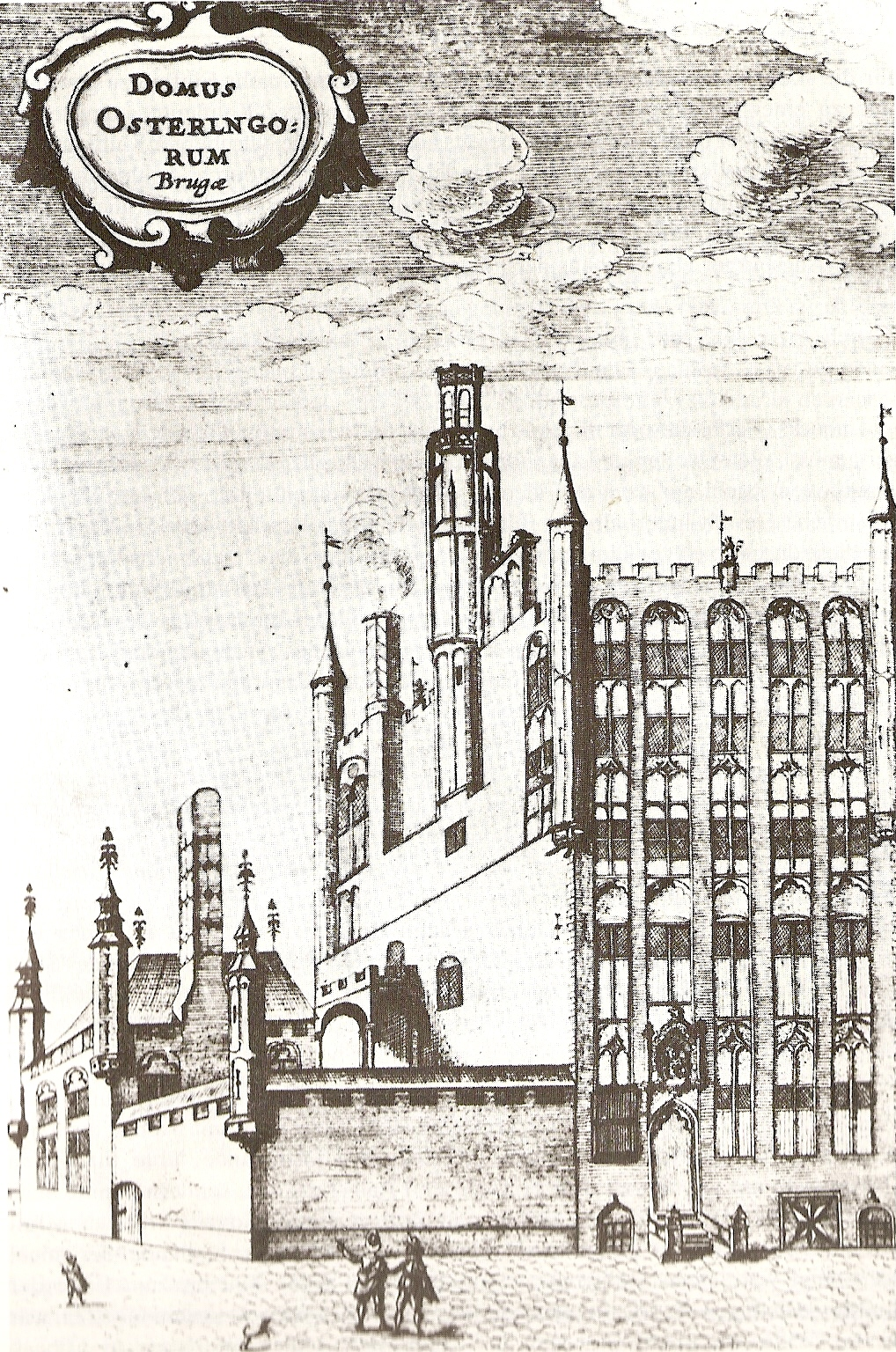
Ганзейська контора у Брюгге

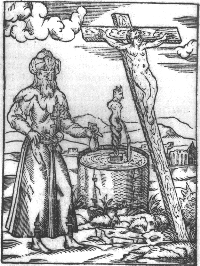
«Отруєння колодязя». Гравюра, що ілюструє наклепи на адресу євреїв

«Залишені у спокої» прибережні міста використали добу миру для подальшого зближення між собою. Навіть внутрішній устрій міських громад поступово набув єдиного вигляду — прикладом для інших став Любек. Відповідні зміни були спочатку запроваджені у Ростоку (1338), потім у Вісмарі, і нарешті — в Штральзунді та Грайфсвальді (1353). Про тісну взаємодію домовлялися навіть окремі цехи з різних міст (відома наприклад, угода між майстрами бондарних цехів Любека, Вісмара, Ростока, Штральзунда, Грайфсвальда та Гамбурга, укладена у 1321 році). У 1339 році був відновлений Вендський союз у складі Любека, Вісмара, Ростока, Штральзунда та Грайфсвальда для спільної боротьби з піратами. Вочевидь, однак, що йшлося не лише на заходи проти розбійників. Адже невдовзі були відновлені привілеї вендських купців у Швеції та Норвегії (1343). А в 1344 році була укладена надзвичайно вигідна для них Каліська угода, за якою ганзейські торговці здобули право купувати мідь в Угорщині без посередництва польських купців. У 1347 році ухвалили перший статут найбільшої ганзейської контори за межами імперії — у Брюгге, який засвідчив перетворення Ганзи на найвпливовіше міжміське об'єднання Північної Європи. Вендські міста складали в ньому особливу «третину», а Любек вважали безумовним лідером Ганзи.

### «Чорна смерть» і тріумф Ганзи
1350 року до Мекленбургу докотилася епідемія чуми, яка згодом отримала назву «Чорної смерті». Найбільшого удару вона завдала міським поселенням, де внаслідок високої щільності населення хвороба поширювалася надзвичайно швидко. За роки епідемії в прибережних вендськіх містах загинули від половини до 9/10 мешканців. Проте на спеціально скликаній нараді представників Вісмара, Ростока і Штральзунда жодних спільних заходів з протидії епідемії так і не ухвалили. Натомість у Ростоку в «навмисному отруєнні колодязів» вже невдовзі звинуватили місцевих євреїв. З ініціативи міської ради Любека переслідування іновірців набуло загальноганзейського розмаху, хоча в самому Любеку на той час не мешкало жодного юдея. Швидше за все місцевий патриціат просто намагався таким чином зняти з себе відповідальність за власну безпорадність і принагідно знищити конкурентів. Хроніки стверджують, що простолюд не квапився долучатися до переслідувань євреїв.

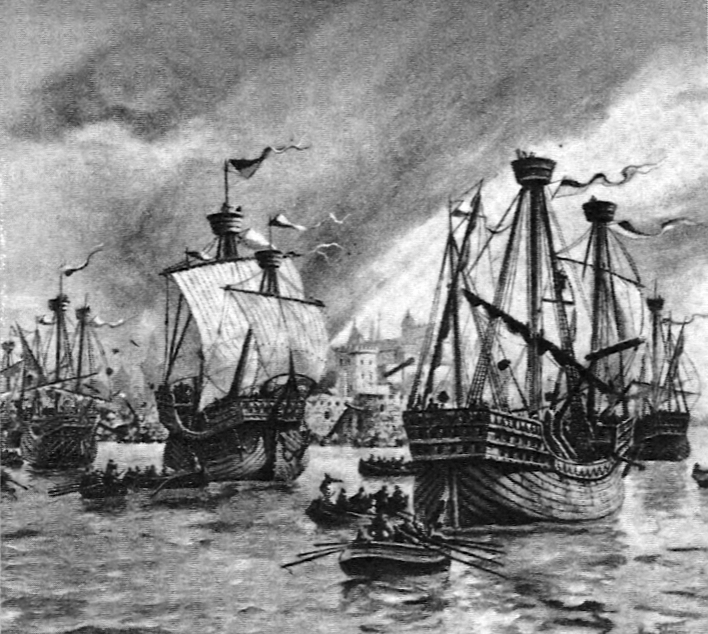
Здобуття Копенгагена ганзейським флотом

Попри жахливі втрати від епідемії, ганзейські міста досить швидко повернулися до активної зовнішньої політики. Новий конфлікт з Брюгге змусив скликати у 1356 році у Любеку перший в історії Ганзи з'їзд об'єднання — ганзетаг. Рішення ганзетагу були обов'язкові для всіх учасників союзу, за невиконання місто могли просто виключити з Ганзи. З 1358 року у вжиток входить термін «міста німецької Ганзи» (Любек, Вісмар, Росток, Штральзунд та Грайфсвальд при цьому і надалі іменували себе вендськими). З'їзд 1358 року оголосив торговельну блокаду Фландрії, і вже за два роки місцевий князь змушений був надати ганзейцям нові привілеї, зокрема право вести роздрібну торгівлю в його володіннях. У 1361 році розпочалася війна Ганзи проти Данії. Щоправда, спочатку перевага була на боці данського короля Вальдемара IV, який до того ж уклав союз зі Швецією. Але невдовзі до конфлікту долучився мекленбурзький герцог Альбрехт II. Не без допомоги ганзейців, від домігся у 1364 році рішення шведського ріксроду позбавити корони «проданського» короля Магнуса III і зведення на трон сина мекленбурзького володаря — теж Альбрехта. Вальдемар IV пішов на поступки Ганзі, але та використала тимчасове припинення військових дій для створення ширшої антиданської коаліції. В 1367 році на ганзетазі у Кельні була створена так звана Кельнська конфедерація з 57 міст. Після цього війну Данії оголосили Альбрехт II та його син — шведський король (1368). Змушений воювати одразу на кількох фронтах, данський король втратив власну столицю — Копенгаген і зрештою капітулював.

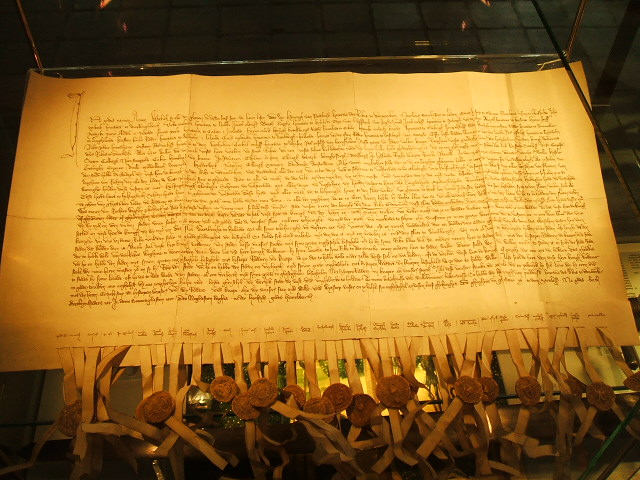
Текст Штральзундського миру

Штральзундський мир 1370 року став справжнім тріумфом Ганзи. За умовами договору її торговцям повернули усі колишні і надали чималі нові привілеї. Були зменшені мита, надані гарантії порятунку і повернення товарів з ганзейських кораблів, що зазнали аварії біля данських берегів. Без згоди Ганзи Данії навіть заборонили коронувати нових королів. Перемога сприяла бурхливому розвитку ганзейської торгівлі. У 1379 році був створений Вендський монетний союз.

### Нові виклики

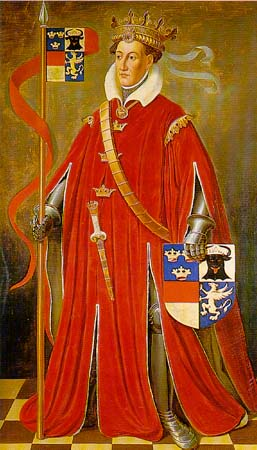
Альбрехт III Мекленбурзький

Але зовнішньополітичний тріумф Ганзи збігся з загостренням внутрішніх проблем у містах і новою хвилею «цехових революцій». Лише в Любеку заворушення ремісників відбувалися у 1374–1376 та 1380 роках. У 1384 році у місті була викрита змова, на чолі якої стояв Гінріх Патерностермакер. Послаблення позицій ганзейців сприяла і смерть їхнього найближчого союзника — герцога Альбрехта II. Новим володарем Мекленбургу став старший син померлого — шведський король Альбрехт (як Альбрехт ІІІ), який більше був заклопотаний справами у своїх північних володіннях. Мекленбург він розглядав насамперед як джерело ресурсів та вояків, а прибережні міста фактично залишив сама на сам з їхніми проблемами. Вже у 1385 році Ганза була змушена повернути Данії фортеці, зайняті нею після Штральзундського миру. Конфлікти з Фландрією та Новгородом у 1388 році теж завершилися не на користь вендських купців. У лютому 1389 року Альбрехт III зазнав поразки в битві біля Фальчопінга, і разом з сином Еріком потрапив у полон до Маргарити Данської.
У 1386 році розпочалася «цехова революція» в Анкламі. На вимогу Любека її придушила влада сусіднього Штральзунда. Проте в 1391 році бургомістром самого Штральзунда обрали сукноріза Карстена Сарнова. За його пропозицією було створена виборна колегія «громадських старшин» під наглядом цехів та започатковані інші реформи. Невдовзі, щоправда, патриції змусили Сарнова втекти з міста. Він звернувся по допомогу до померанського герцога. Тоді Ганза пригрозила виключити Штральзунд зі свого складу. У 1393 році Сарнова стратили за вироком суду.

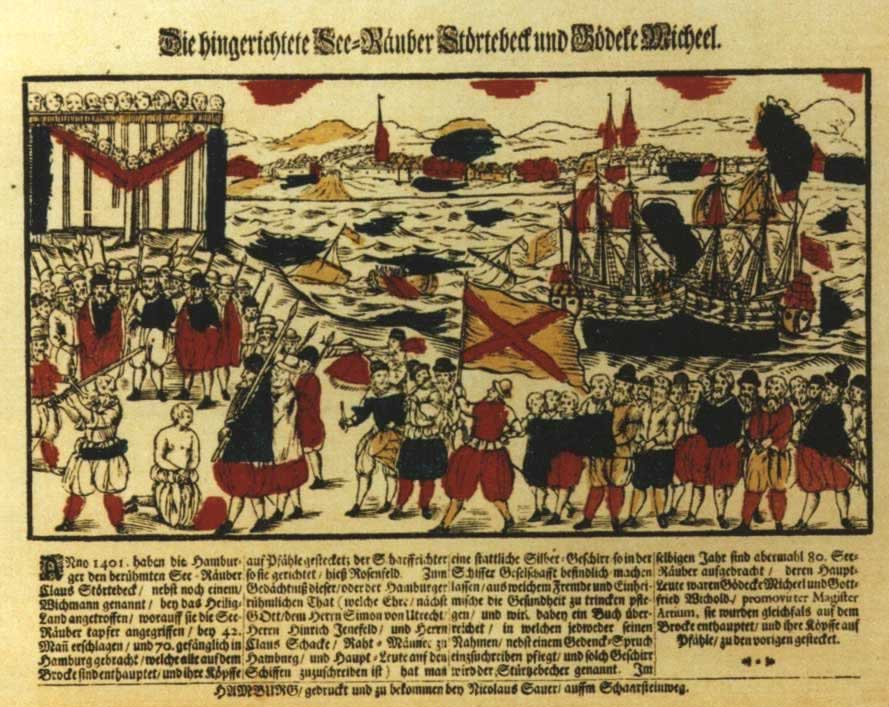
Страта ватажків «віталійських братів» у 1401 році

У 1395 році Альбрехта III звільнили з данського полону. Але він змушений був пообіцяти відмовитись від влади в Швеції, і за 3 роки він повністю виконав свою обіцянку. Натомість прихильники Альбрехта III на Готланді утворили своєрідне піратське товариство «віталійських братів», напади яких майже паралізували балтійську торгівлю. У 1398 році «віталійців» вигнали з Готланду, а в 1401 році піратів остаточно розгромив флот Ганзи. Однак ганзейці так і не змогли повернути собі панування над Балтикою. Ще в 1397 році була укладена Кальмарська унія, що передбачала об'єднання Швеції, Данії і Норвегії в єдину державу. Оскільки ж королем цієї держави обрали померанського герцога Еріка, державний союз охопив ще й Померанію. Протистояти такому супротивнику Ганзі було вже не під силу. Не дивно, що Ерік швидко позбавив її купців усіх привілеїв в своїх володіннях.

### Наступ бюргерства

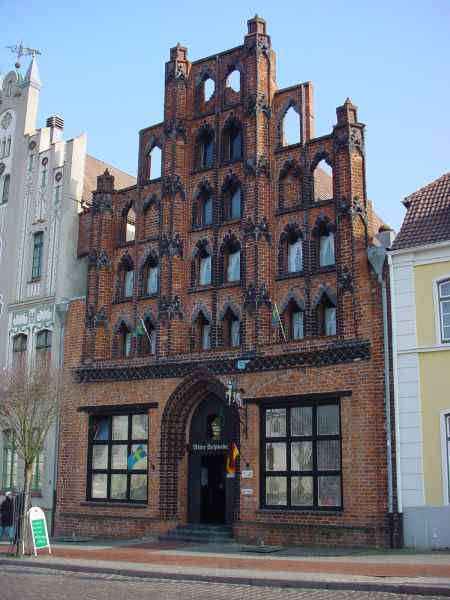
Кам'яниця кінця XIV ст.(так званий «Старий Швед») на ринковій площі у Вісмарі

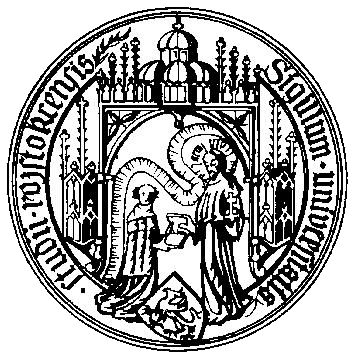
Печатка Ростоцького університету

У 1406 році Любек знову був охоплений заворушеннями. Бюргери висунули власні вимоги до міської ради — так звані «100 статей» і до 1408 року «цехова революція» в Любеку перемогла. У 1408–1409 роках заворушення перекинулися й на Вісмар. Лише у 1416 році за допомогою імператора, данського короля і партнерів по Ганзі любецький патриціат повернув собі владу. Спробу нового бюргерського повстання придушили. У Вісмарі в 1417 році була запроваджена клятва цехів не укладати союзів проти міської ради. А в 1418 році ухвалили загально ганзейський статут із красномовною назвою «Забезпечення порядку».
Послабленням колишнього балтійського монополіста скористалися нові конкуренти — голландці. У 1416–1417 роках ганзейці намагалися використати проти них звичну зброю — блокаду, але без особливого успіху. До того ж, до боротьби проти Ганзи долучився Ерік Померанський — як померанський герцог і данський король. А мекленбурзькі герцоги не квапилися допомагати вендських містам, розглядаючи їх лише як джерело доходів до власної скарбниці.
У 1418–1419 рр. у Ростоку був заснований університет — перший у Північній Європі. Щоправда, утримувати його герцоги-засновники вирішили не за власний кошт, усі витрати були покладені на місто.

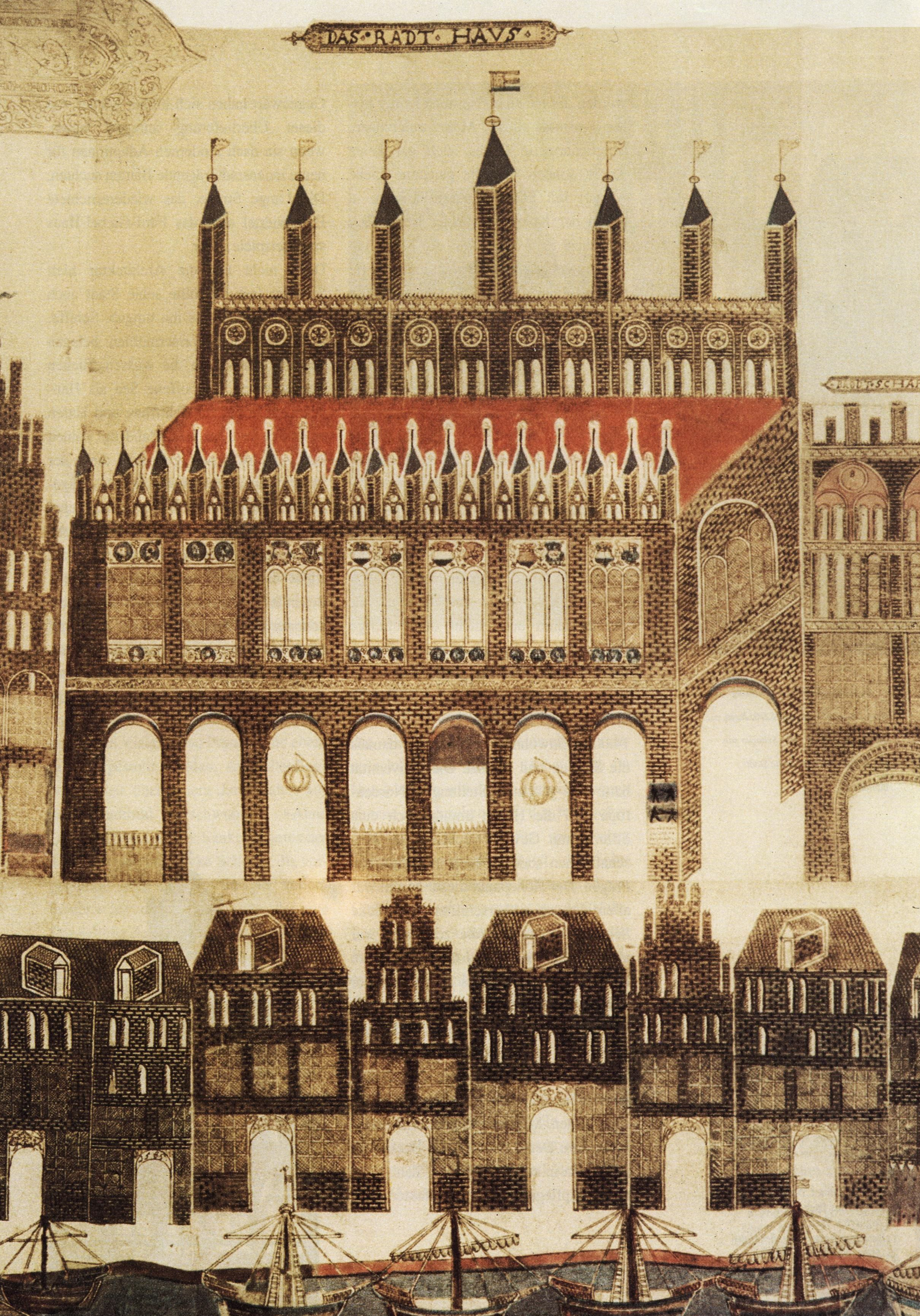
Ростоцька ратуша. Малюнок з Ростоцької хроніки Віке Шорлера

Зі смертю Йоганна IV у 1422 році влада над Мекленбургом дісталася його дружині Катерині, що правила як регент при малолітньому Генріху IV. У тому ж 1422 році Ганза започаткувала чергову блокаду Данії. Але в її успіх не вірили навіть керівники вендських міст — у 1423 році вони навіть уклали з данським таємну угоду. Щоправда, договір цей так і не увійшов в силу, і в 1426 році розпочалася справжня війна міст проти Данії. Союзником ганзейців став Гольштейн, натомість на бік данців у 1427 році стали голландці. Ганзейці зазнали нищівної поразки під Фленсбургом, проте скласти зброю відмовилися, і уклали у Вісмарі угоду про продовження війни.
Військові дії, втім, загострили відносини всередині міських громад. В 1427 році розпочалася «цехова революція» у Вісмарі, на чолі якої став ткач Клаус Єзуп. Того ж року заворушення охопили Росток. Члени ради просто втекли з міста, і наступного року обрали нову раду, тепер вже за участю цехів. Мекленбурзька герцогиня погодилася затвердити і вимоги вісмарських цехів. Тут теж утворили нову міську раду за участю бюргерів. Щоправда, у 1430 році вісмарську революцію придушили і відновили владу старих радців. Тож бюргери Ростока поквапилися підписати у 1430 році сепаратний мир з Данією. Роздратована герцогиня спалила містечко Варнемюнде, яке закривало вихід з ростоцької гавані, та взяла місто в облогу. Лише відчайдушна впертість ростокців змусила Катерину укласти з містянами мир. В 1433 році у складі Ростоцького університету був створений найпрестижніший — богословський факультет. А в 1435 році був укладений загальний мир з Данією, який повернув Ганзі її привілеї.

### Генріх IV і боротьба за створення централізованої держави

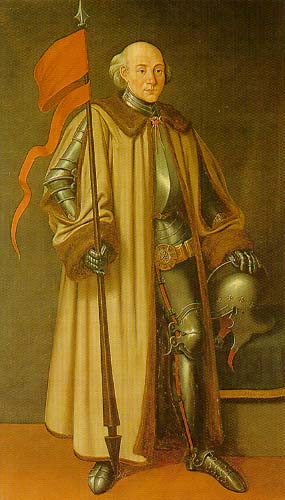
Генріх IV Товстий

У 1436 році Генріх IV Товстий досяг повноліття і приєднав до своїх володінь князівство Верле, що після смерті останнього представника місцевої династії залишилося без володаря. Конфлікт з Ростоком спалахнув з новою силою. На бік герцога став Папа Римський, що наклав на місто інтердикт. Університету довелося переїхати до Грайфсвальду. Зрештою, Ганза пригрозила виключити Росток зі свого складу — і в 1439 році революція була таки придушена, а до влади повернулася стара міська рада. Наступного року у місті навіть була запроваджений спеціальний закон, який заборонив обирати представників цехів до ради. Університет, щоправда, повернули до Ростока лише у 1442 році (в Грайфсвальді померанські герцоги заснували у 1456 році власний університет).
Тим часом Ганза втягнулася в новий конфлікт з голландцями. У 1436 році торгівля з Голландією була припинена, а за два роки розпочалася справжня «каперська війна». Проте перевірені засоби і цього разу не спрацювали. До того ж на бік супротивників знову став данський король — цього разу Крістофер III, який у 1441 році відкрив голландським купцям вільний прохід до Балтики. Вже у 1443 році вони з'явилися у ганзейському Данцигу, і надалі його не залишали, поступово зосередивши в своїх руках торгівлю польським хлібом. Ганза програла. Її конфлікт з Норвегією (1446–1450) завершився компромісом, але він теж засвідчив подальше послаблення могутності вендських міст.

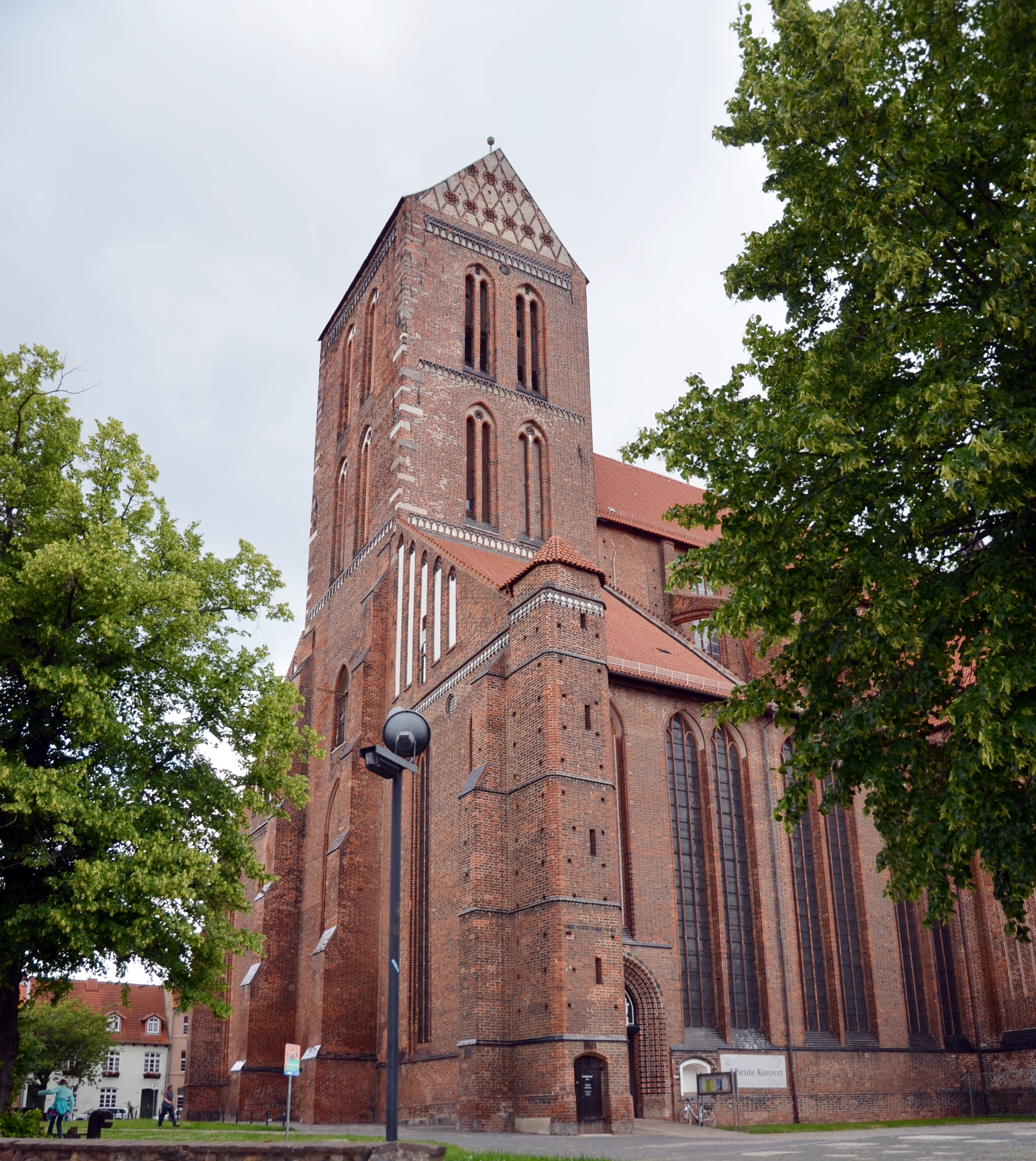
Церква Святого Миколая у Вісмарі

У 1453 році мекленбурзький герцог вперше спробував використати в боротьбі проти влади Любека місцевих ремісників. 1455–1460 роки були відзначені конфліктом Генріха IV з Вісмаром, який владнали за посередництвом данського короля. Щоб протистояти зазіханням мекленбурзького володаря, у 1457 році був укладений дворічний союз Любека, Вісмара, Ростока, Штральзунда, Грайфсвальда і Гамбурга, а в 1461 році схожий договір був підписаний між Любеком та Вісмаром. Проте вже за рік любецька влада розсварилася з іншими вендськими містами, а в 1462 році виник конфлікт між Ростоком і Штральзундом.
У тому ж 1462 році Генріх IV взяв Вісмар в облогу. Досить швидко супротивники уклали мир, але за два роки містяни усунули від влади свого бургомістра. Ганзейські міста підтримали «ображеного» керівника, герцог — вісмарців. У суперечку втрутилася Данія. В 1466 році її король Кристіан I повністю заблокував вісмарську торгівлю і змусив громаду капітулювати перед бургомістром.

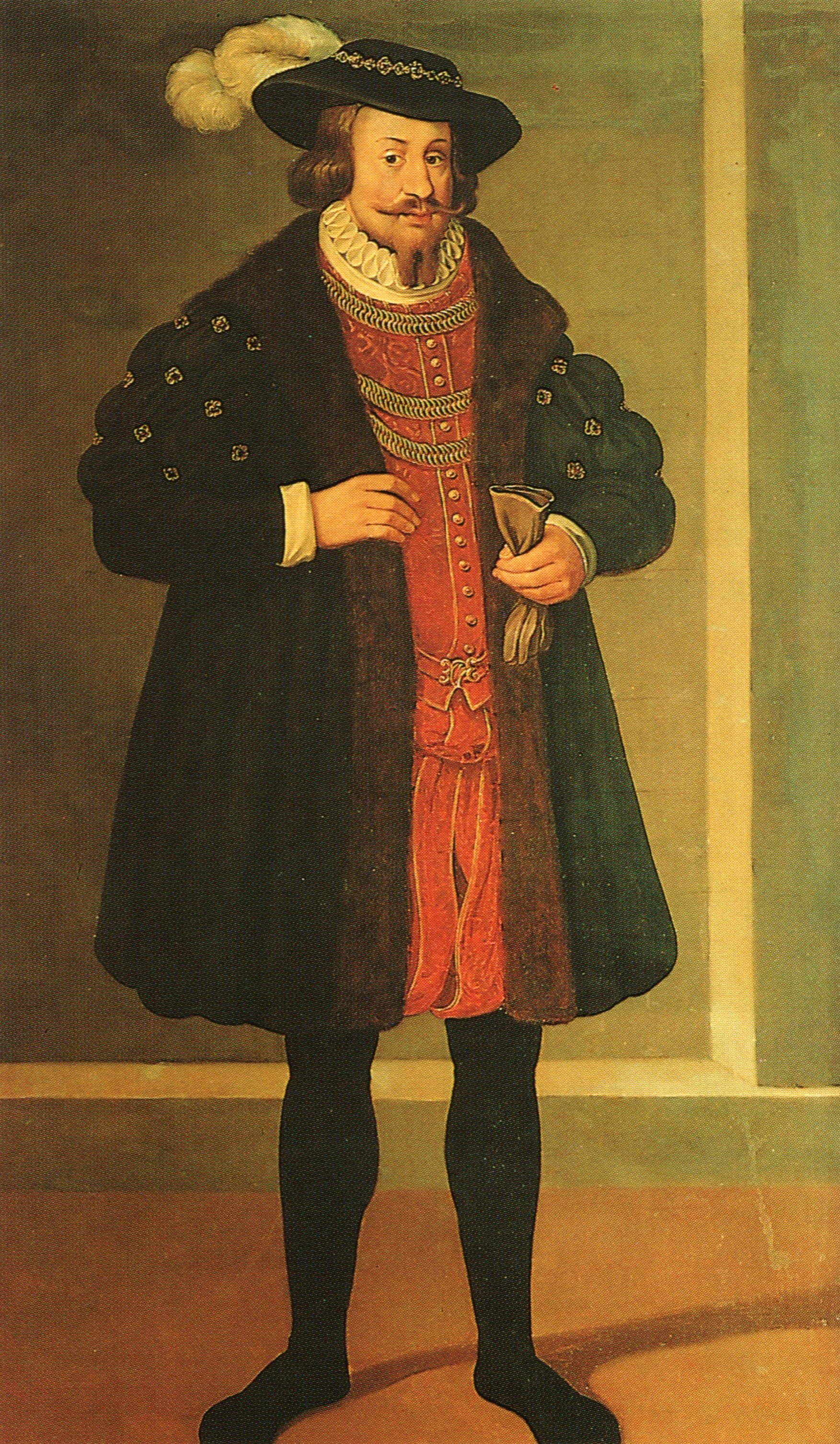
Магнус II Мекленбурзький

Конфлікт Ганзи з Англією (1468–1474) був розв'язаний швидше на її користь. Але Генріх IV скористався нагодою, щоб відновити свій суверенітет над Ростоком та Вісмаром. До того ж у 1468 році, після смерті останнього представника штаргардської династії, він остаточно об'єднав під своєю владою всі мекленбурзькі землі. Саме з цього часу в герцогстві з'явився й єдиний представницький орган — ландтаг. За посередництвом Генріха IV в 1472 році завершилася Війна за штеттінську спадщину між Бранденбургом та Померанією.

### Магнус II. «Соборна справа»
Наприкінці життя Генріх IV майже закинув державні справи, переклавши їх на синів, найенергійнішим з яких був Магнус. Після смерті батька у 1477 році той зійшов на трон під іменем Магнуса II, а в 1483 році (після смерті старших братів) став одноосібним володарем Мекленбургу. Магнус II насамперед прагнув скоротити борги, залишені марнотратним Генріхом IV. Він знизив витрати на утримання герцогського двору, продав закладені маєтки і деякі суверенні права. В 1479 році підконтрольні міським владам фогтства були перетворені на амти, підзвітні канцелярії володаря. І вже наступного року герцог запровадив надзвичайний земельний податок для Вісмара та Ростока. Ростоцька рада це рішення оскаржила. Магнус II вимагав передати справу на розгляд третейського суду. Ростокців підтримали вісмарці, і зрештою герцог пішов на поступки та погодився звільнити Росток від податку.

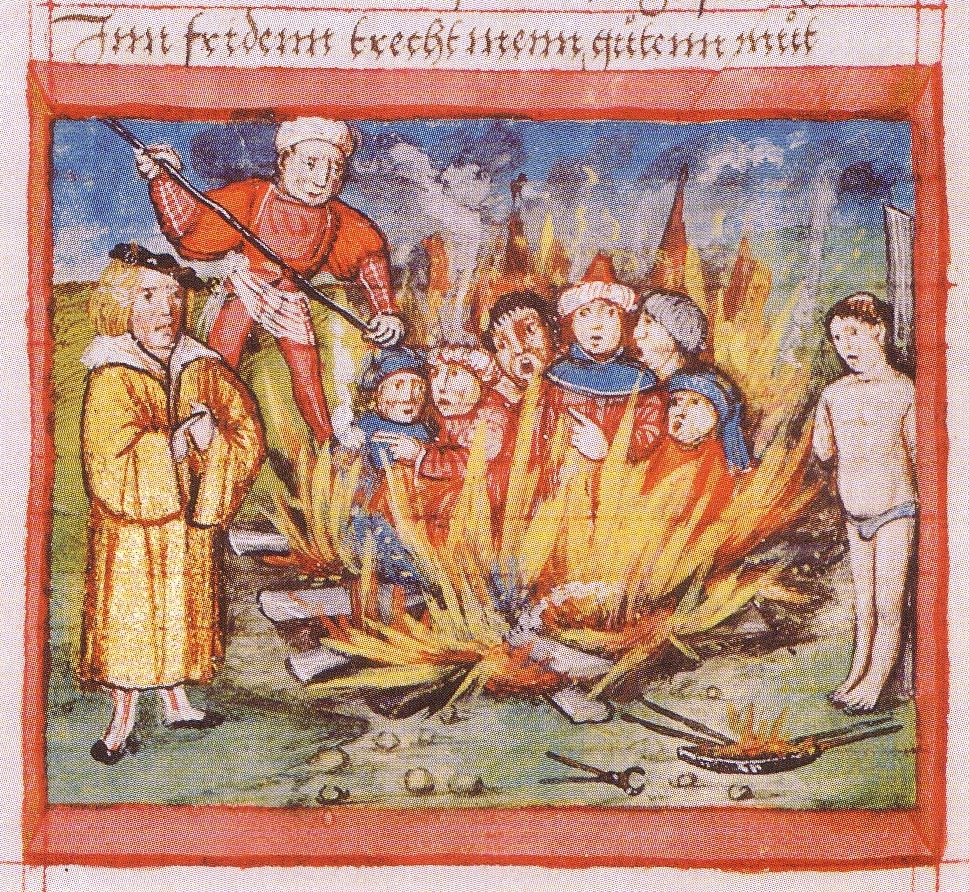
Спалення євреїв у Штернберзі у 1492 році. Мініатюра з Саксонської хроніки Георга Спалатина

Магнус II прагнув зблизитися із померанським володарем Богуславом Х Великим, що саме в цей час завершив об'єднання під своєю владою всіх померанських земель. У 1482 році була навіть укладена угода про «співдружність» двох монархів. Зрештою, позиції Магнуса II зміцніли настільки, що коли у 1483 році спалахнув конфлікт герцога з Любеком, терміново скликаний ганзетаг змусив міську владу на угоду з володарем. Щоправда, у тому ж 1483 році Любек, Вісмар, Росток, Штральзунд, Гамбург і Люнебург створили новий союз, спрямований проти герцога. Щоб примусити підданих до покори, Магнус II мріяв збудувати канал, який з'єднав би Ельбу зі Шверінським озером та Балтійським морем і перетворив би Шверін на порт, здатний конкурувати з ганзейськими містами. Але для здійснення цього проекту не вистачало коштів.

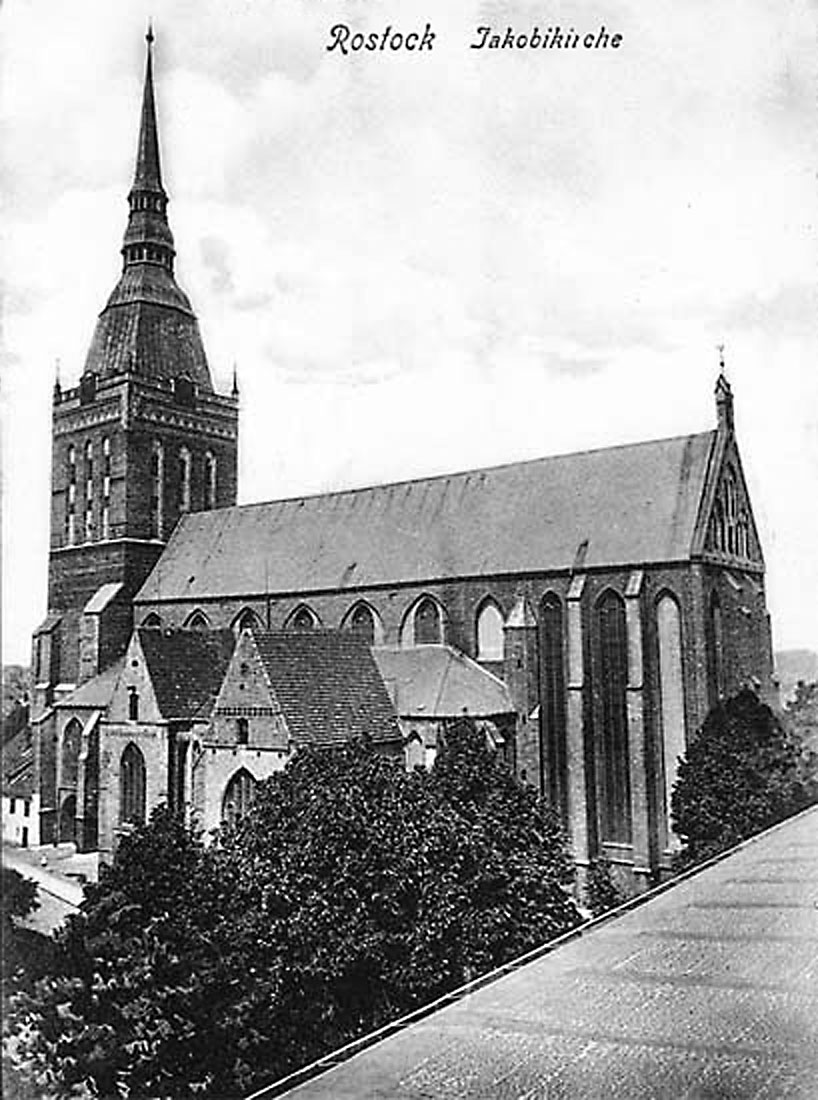
Церква Святого Якова у Ростоку (фото 1920 року)

В 1483 році герцог розсварився із владою Ростока, яка відмовлялася перетворити церкву Святого Якова на собор, доходи від якого мали належати університету. Однак, проти війни з містом — на скликаному в 1485 році з'їзді у Штернбергу — виступило мекленбурзьке лицарство. А союз Любека, Вісмара, Ростока, Штральзунда, Гамбурга та Люнебурга проти Магнуса II був продовжений ще на 5 років. У 1486 році ростоцька влада оголосила, що погоджується прийняти папське рішення у «соборній справі». Проте коли герцог-переможець в 1487 році прибув до міста, вибухнуло повстання, яке очолив каменяр Ганс Рунґе. Магнус II змушений був терміново залишити Росток і вже невдовзі герцогське військо взяло місто в облогу. Одночасно була оголошена і торговельна блокада, а Ростоцький університет знову «переїхав» — цього разу до Вісмара і Любека. У 1489 році проти ростоцьких революціонерів виступив ганзетаг. В 1490 році був укладений договір про владнання «соборної справи», але Рунґе вже наступного року оголосив його недійсним. Лише після усунення революціонерів від влади та повернення старого складу міської ради була підписана Вісмарська угода про відновлення статус-кво ціною невеликих поступок Ростока на користь герцога (1491). Вже у 1492 році місто знову відкупилося від чергового надзвичайного податку.

### Доба Реформації

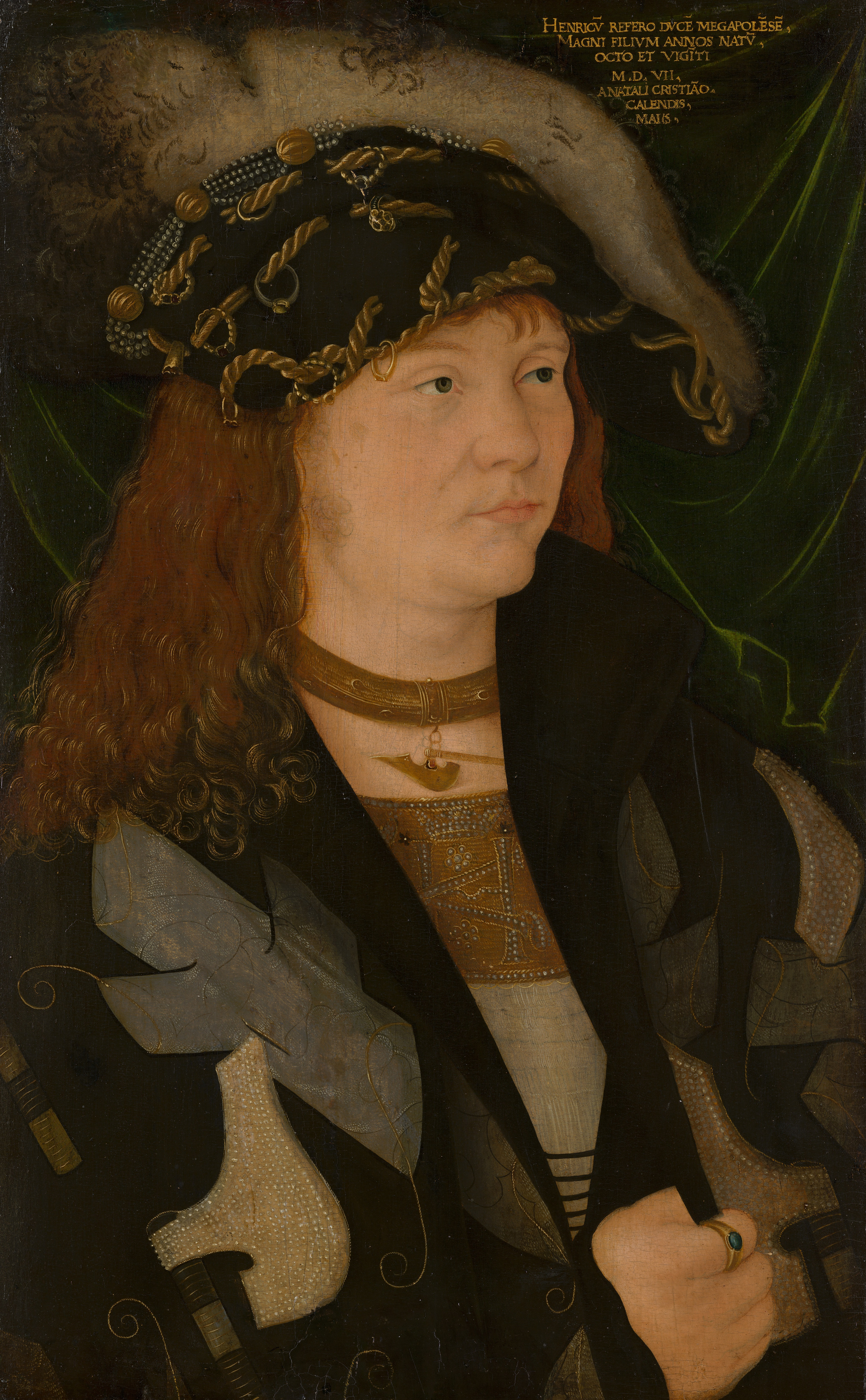
Генріх V Миролюбний. Портрет Якопо де Барбарі (Королівська галерея Мауріцгейс)

Після смерті Магнуса II у 1503 році його спадкоємцями були оголошені три сини померлого та брат Балтазар. У 1507 році Балтазара не стало. В 1508 році помер син Магнуса Еріх. Співправителями залишилися Генріх V Миролюбний та Альбрехт VII Красень. В 1520 році вони уклали між собою договір, за яким Мекленбург був збережений як єдине герцогство, але резиденцією Альбрехта VII став Гюстров, а Шверін залишився за Генріхом V.
За правління Генріха V зближення шляхти з міщанством, очолюваним ростоцькими патриціями, прискорилося. З 1523 року обидва стани разом протистояли герцогу у ландтазі. Прагнучи зміцнити свою владу, Генріх V намагався використати Реформацію. З 1524 року він особисто листувався з Мартіном Лютером, приймав проповідників і вчителів, сприяв поширенню реформаційної літератури. Патриціат ганзейських міст спочатку не звертав особливої уваги на лютерівську пропаганду, а серед міської верхівки були й ті, хто співчував Реформації. Проте з часом ставлення до реформи церкви змінилося — вже в 1525 році особливим рішенням ганзетагу були ухвалені заходи, що мали на меті припинити посилення впливу «небезпечних сект». У бюргерському середовищі лютерівське вчення, навпаки, поширювалося надзвичайно швидко, чому сприяла проповідницька діяльність Генріха Нефера у Вісмарі та Йоахима Слютера у Ростоку. Зрештою, під тиском бюргерів у 1530–1531 роках Реформація у вендських містах перемогла. У 1532 році про перехід у нову віру заявив і Генріх V. В 1537 році він доручив Йоганну Ріблінгу, якого герцогу рекомендував сам Лютер, створити церковний статут, катехізис, і визначити порядок релігійних відправ.

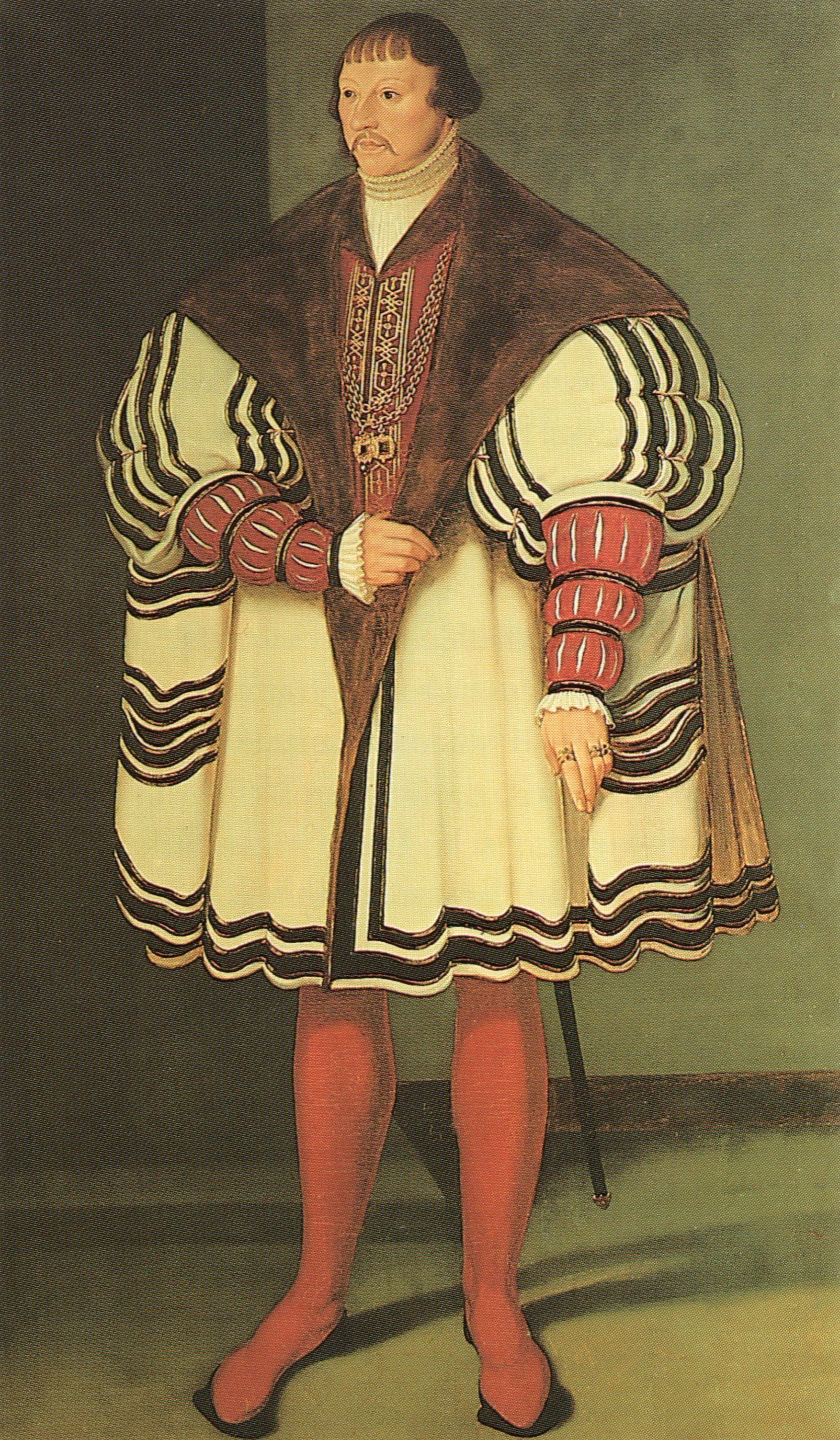
Альбрехт VII Красень

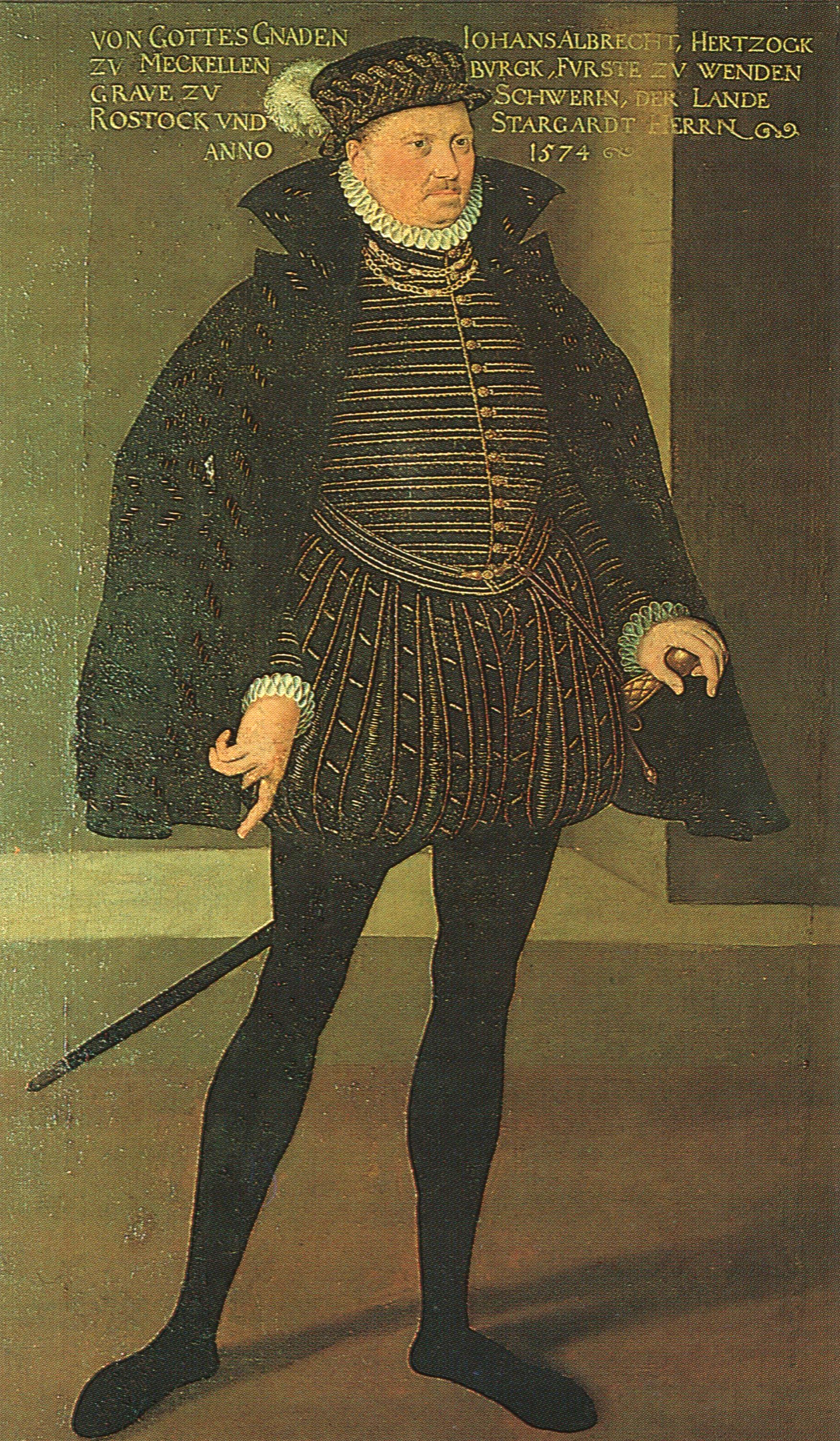
Йоганн Альбрехт I Мекленбурзький

Альбрехт VII увесь цей час залишався вірним католицтву і навіть взяв участь у Графській колотнечі в сусідній Данії (1534–1536) як «католицький претендент» на престол. Проте зазнавши поразки від протестантів на чолі з Кристіаном III, змушений був повернутися до Гюстрова з порожніми руками та чималими боргами. У 1542–1543 роках невгамовний герцог спробував здобути шведську корону, але знову невдало. Свого сина Йоганна Альбрехта Альбрехт VII намагався виховати в католицькій вірі, але той ще зі студентських років став лютеранином, і після смерті батька та свого сходження на престол у 1547 році взявся за поширення Реформації і в своїх володіннях. Придворним проповідником герцога став Герд Омекен. За цілковитої згоди дядька — Генріха V, та станів герцогства рішенням Штернберзького ландтагу 1549 року євангелічна віра була остаточно проголошена державною на теренах всього Мекленбургу.

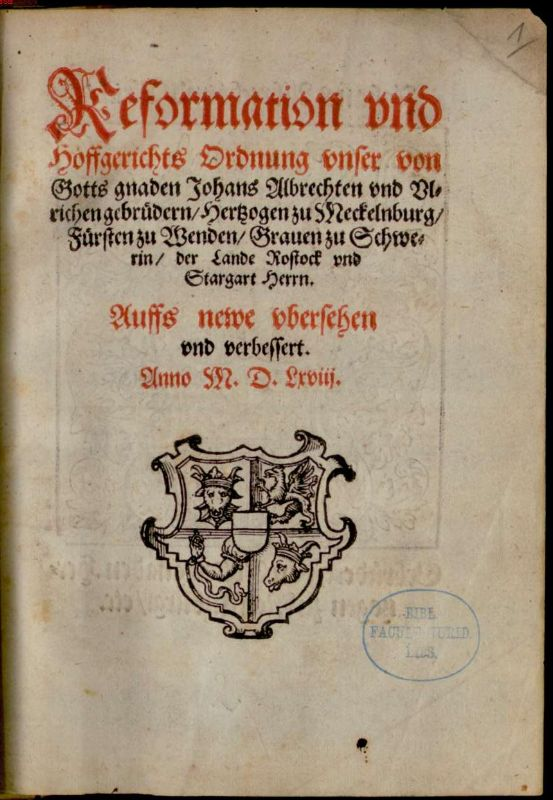
«Реформація та статут верховного суду» Йоганна Альбрехта І видання 1568 року

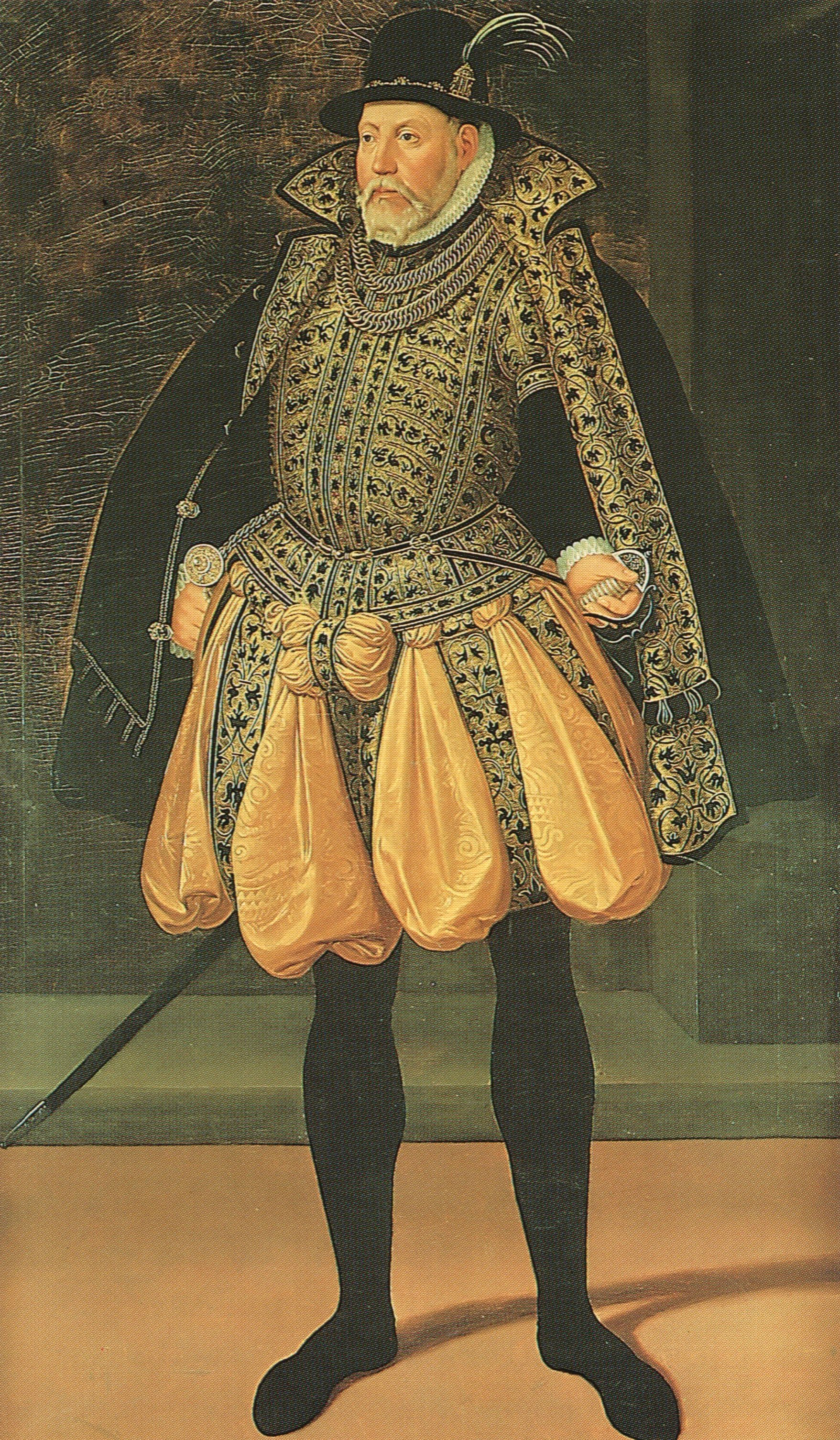
Ульріх Гюстровський

Для оборони віри та протистояння імператору Карлу V у 1550 році мекленбурзькі герцоги створили союз з маркграфом Бранденбургу та герцогом Пруссії, а в 1551 році уклали Торгауський договір про об'єднання зусиль протестантських князів цілої Північної Німеччини. Після смерті у 1552 році Генріха V Йоганн Альбрехт І об'єднав під своєю владою весь Мекленбург. У тому ж році у герцогстві були розпущені монастирі, а їхні землі перейшли до державної скарбниці. До Ростоцького університету запросили протестантських богословів. Щоправда, права Йоганна Альбрехта І на престол майже одразу були оскаржені його братом Ульріхом, який звернувся за підтримкою до самого імператора. Втім, Карлу V приборкати князів-протестантів не вдалося. Він зрікся престолу, а його наступник погодився укласти Аугсбурзький мир (1555), який гарантував бунтівливим васалам право самостійно визначати віросповідання у своїх державах. Наполегливий Ульріх зрештою звернувся до посередника-протестанта — бранденбурзького маркграфа, який у 1556 році ухвалив «Руппінське рішення», за яким брати були визнані співправителями Мекленбургу з резиденціями у Шверіні (Йоганн Альбрехт І) та Гюстрові (Ульріх). Обидва герцоги намагалися патронувати освіту та науку, збирали бібліотеки і мистецькі колекції. Картографом Йоганна Альбрехта І був Тілеман Стелла. Ульріх Гюстровський брав участь в диспутах з Тихо Браге та Давидом Хитреусом, листувався з Генріхом Рантцау.

### Утвердження станової монархії

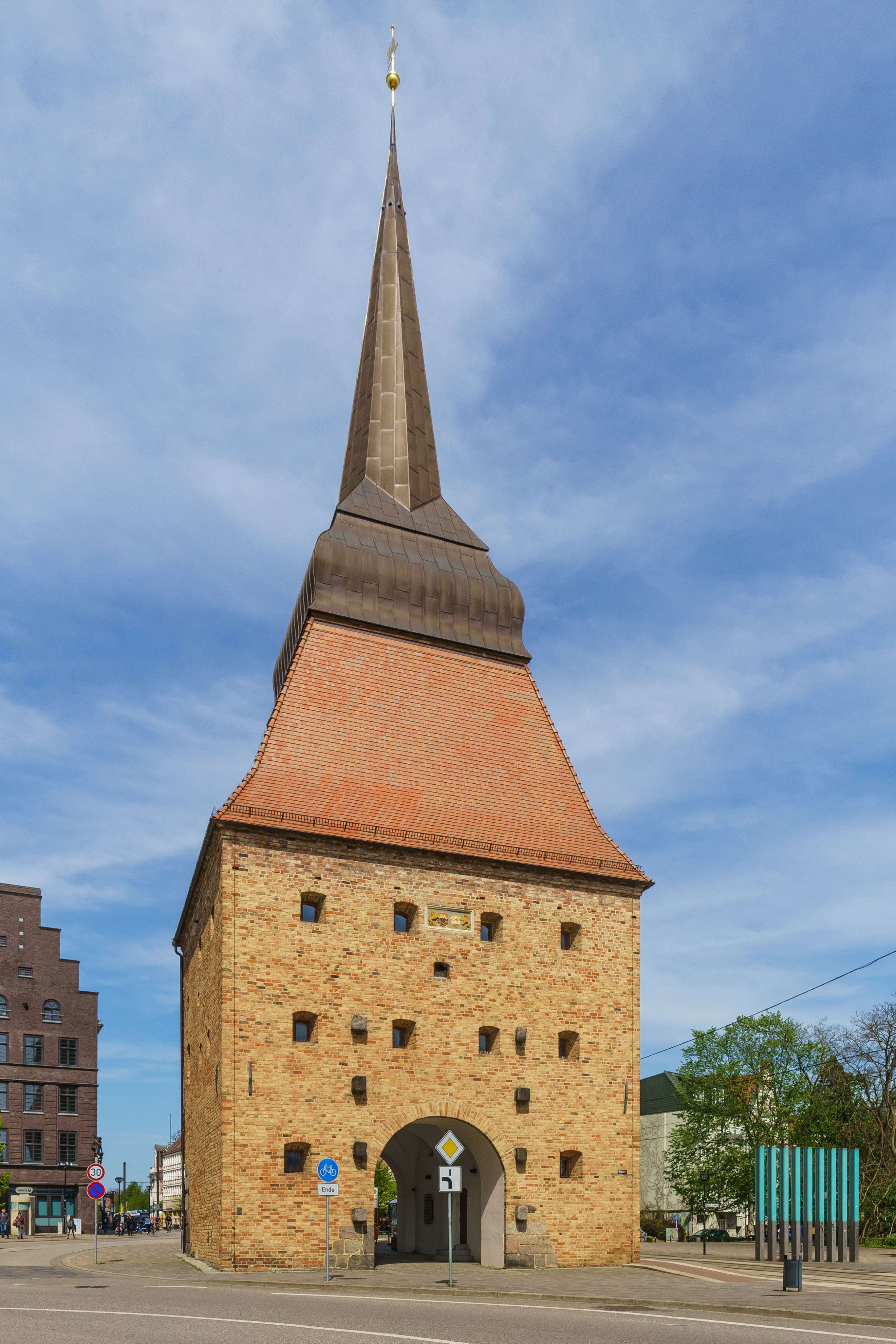
Кам'яна Брама у Ростоку

Коли в 1562 році в Ростоку була утворена бюргерська «рада шістдесяти», яка домоглася рівних прав з патриціанською міською радою, Йоганн Альбрехт І підримав патриціїв, Ульріх -бюргерів. У 1565 році Йоганн Альбрехт І зобов'язав ростокців присягнути йому на вірність, а коли ті відмовились, захопив місто і розпустив «раду шістдесяти». У 1566 році до брата приєднався і Ульріх, який теж увів до Ростоку свій військовий загін. Співправителі знесли частину міських мурів разом з Кам'яною Брамою та збудували так звану Герцогську фортецю, що панувала над містом.

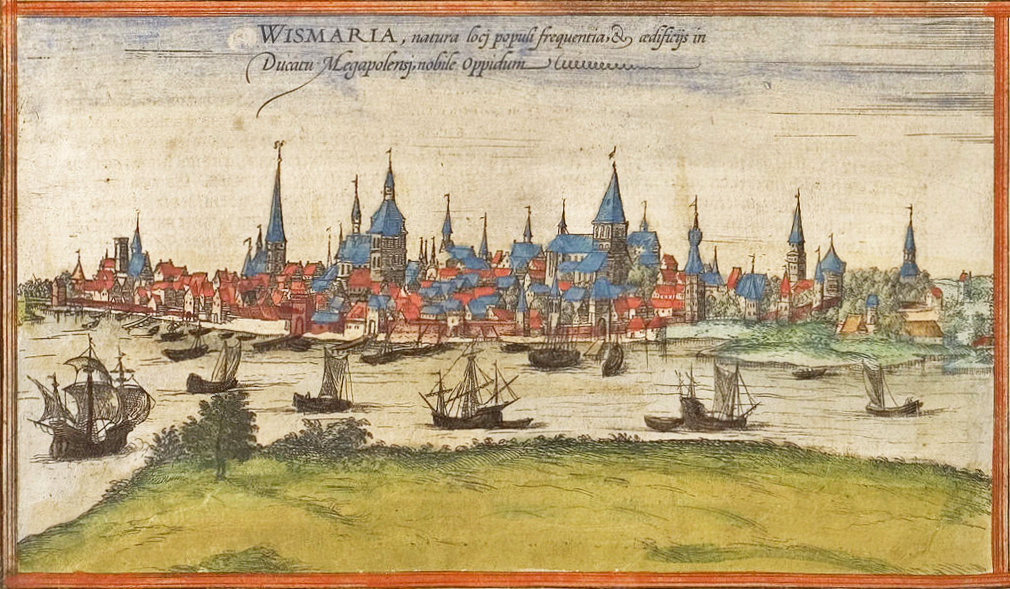
Вісмар наприкінці XVI ст.

Щоправда, успіх володарів був тимчасовим. Вони настільки загрузли в боргах, що змушені були звернутися по фінансову допомогу до ландтагу. За Штернберзькими гарантіями 1572 року, в обмін на погашення боргів, стани здобули численні привілеї, зокрема і виключне право затверджувати податки. Росток змушений був відмовитися від давньої мрії про самостійність і статус імперського міста, але домігся знесення Герцогської фортеці та відновлення міських мурів і Кам'яної брами. Невдовзі в місті було відтворено й патриціансько-бюргерське двовладдя — тепер поруч із міською радою була створена «Колегія Ста» з представників цехів. Все нові поступки станам, на які змушені були йти герцоги, зрештою так і не дозволили ім. перетворити Мекленбург на абсолютну монархію.

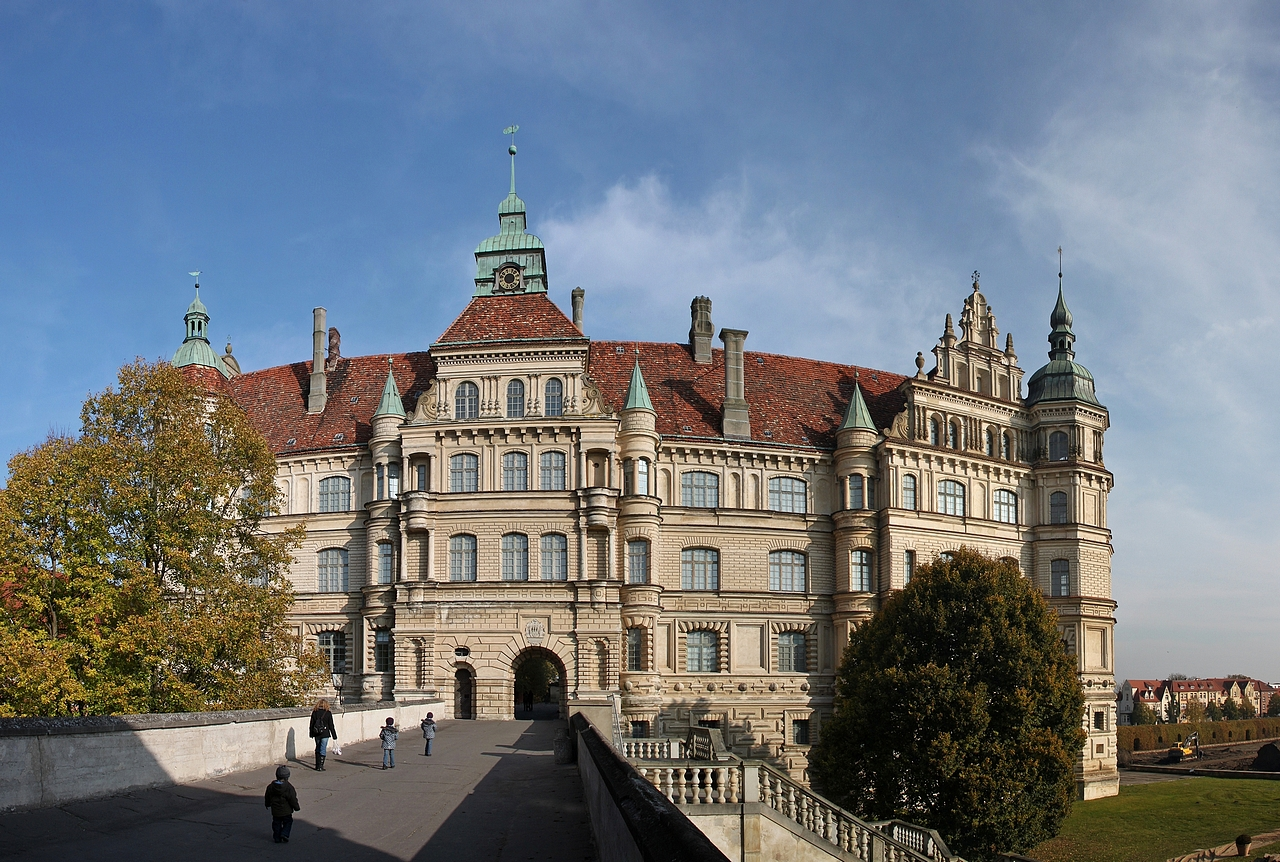
Замок у Гюстрові

Після смерті Йоганна Альбрехта І у 1576 році його корону та владу над Шверіном успадкував його неповнолітній син Йоганн. Регентом став Ульріх Гюстровський. У 1585 році Йоганн VII досяг повноліття, проте за 5 років вирішив зректися престолу та взагалі залишити державу. Щоправда, він так і не виконав свого наміру, а в 1592 році наклав на себе руки. Щоб не оголошувати герцога самогубцею, у його смерті звинуватили відьом, одну з яких визнали винною та спалили. Владу над Шверіном успадкував син померлого Адольф Фрідріх І, регентом став знову Ульріх Гюстровський. Авторитет Ульріха на той час був незаперечним. Він очолював Нижньонімецький округ Священної Римської імперії і був старійшиною ради імперських князів. Ще за свого життя він зробив сина свого небожа (і брата Адольфа Фрідріха І) Йоганна Альбрехта II, який і успадкував владу над Гюстровом після смерті Ульріха у 1603 році.

### Тридцятирічна війна

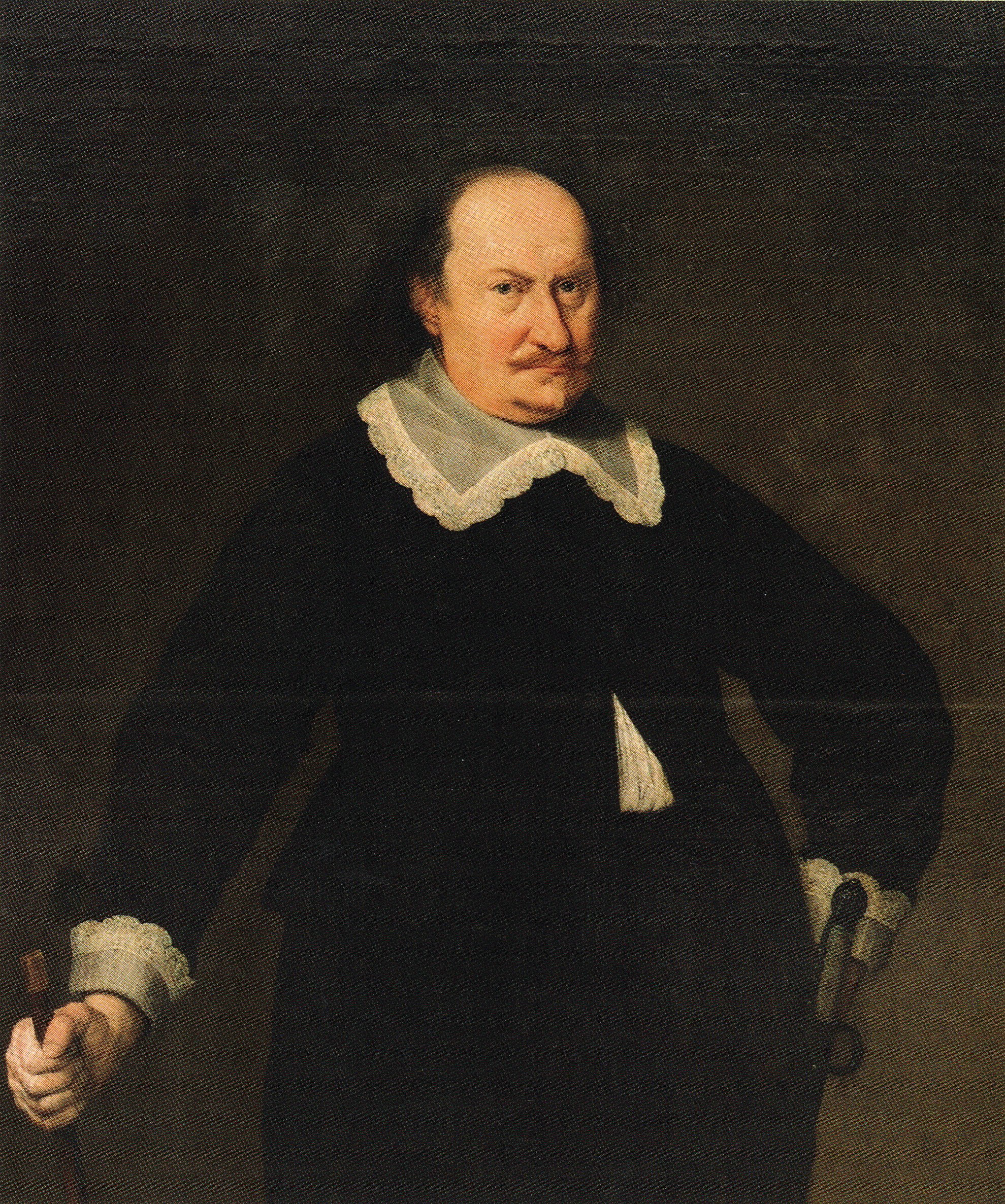
Адольф Фрідріх І Мекленбурзький

Брати-співправителі намагалися уникнути участі своєї держави в Тридцятирічній війні. Але коли вона наблизилась до кордонів Мекленбургу — уклали оборонний союз з Данією і сусідніми протестантськими князівствами — Померанією, Бранденбургом, Брауншвейгом і Гольштейном. Після розгрому Йоганном Тіллі данців під Люттером (1626) Мекленбург захопили імператорські війська на чолі з Альбрехтом Валленштейном. У 1628 імператор позбавив обох герцогів їхніх корон і проголосив новим володарем Мекленбургу самого Валленштейна. Своєю резиденцією новий герцог зробив Гюстров.

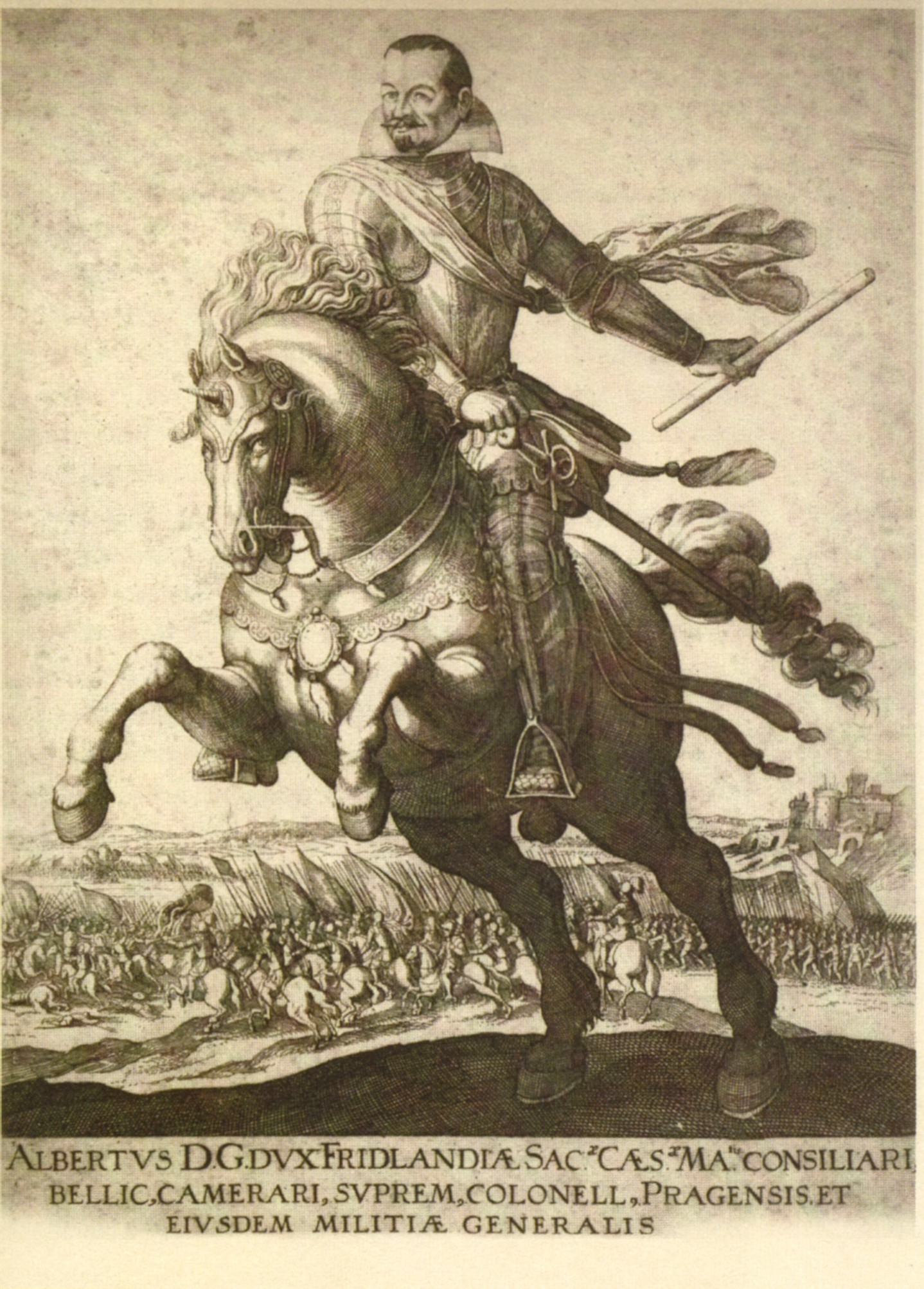
Альбрехт Валленштейн

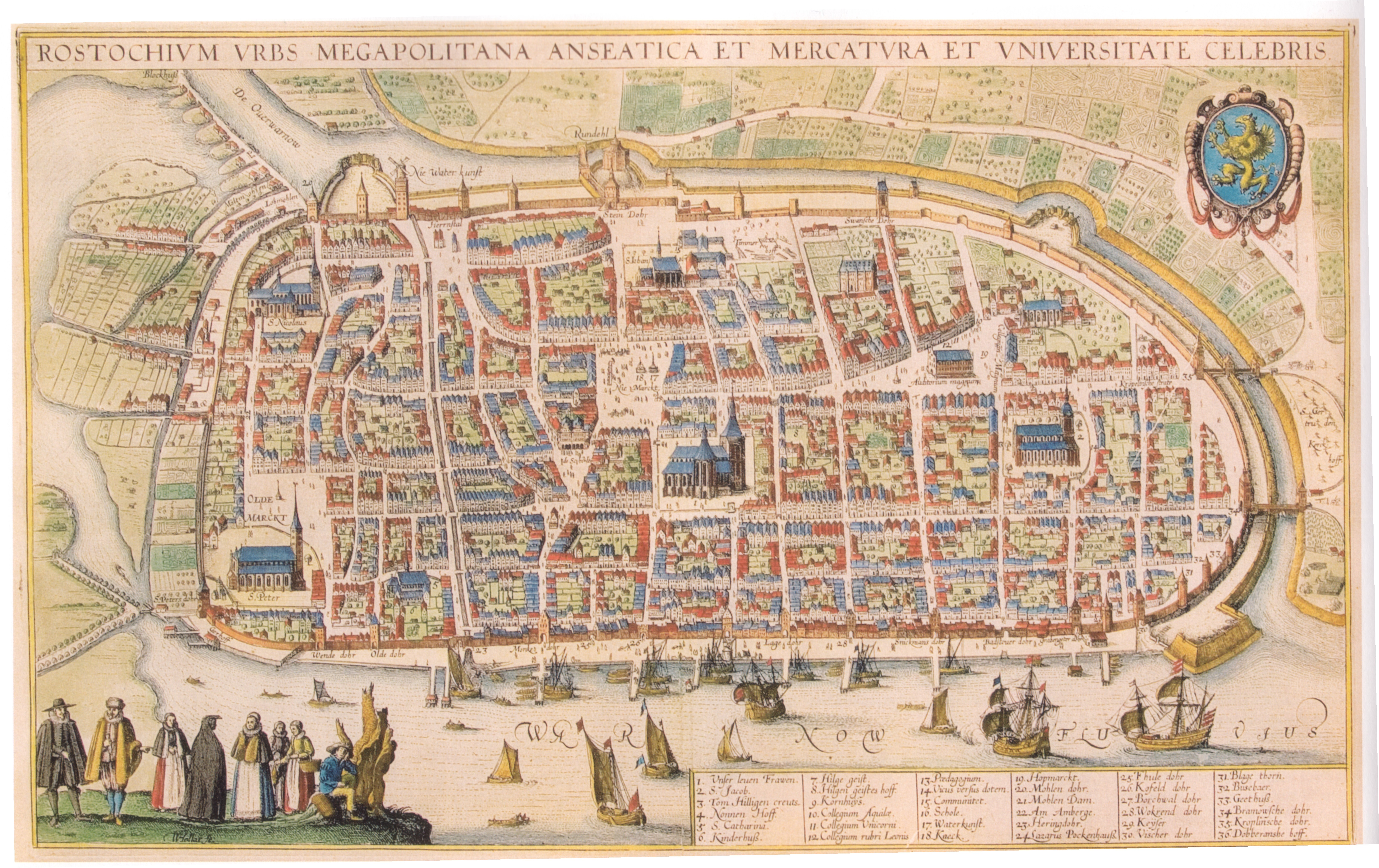
Росток на початку XVII ст.

Не зв'язаний обіцянками перед мекленбурзькими станами, Валленштейн рішуче взявся за перетворення герцогства на абсолютну монархію. Насамперед, було впорядковане державне управління, та створений уряд, якому були підзвітні колегії з військових, імперських, і господарських справ та урядова канцелярія. Були запроваджені єдині міри довжини та ваги, створена система державного піклування про незаможних. При цьому Валленштейн не зазіхав на станові привілеї чи права ландтагу.

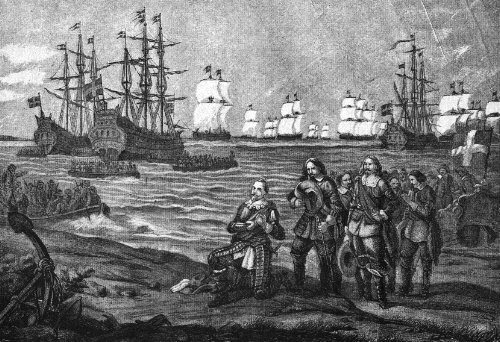
Густав II Адольф сходить на німецький берег

Адольф Фрідріх І та Йоганн Альбрехт II не втрачали надій повернути собі Мекленбург. Для цього вони уклали союз зі своїм кузеном, королем Швеції Густавом II Адольфом. У 1629 році той оголосив імператору війну і з великим військом висадився у Штральзунді. За лічені місяці шведи здобули Марлов, Рібніц та Гюстров. У 1630 році влада герцогів з династії Ніклота була відновлена, реформи Валленштейна — скасовані. Кілька місяців союзники витратили на облогу Нойбранденбурга і врешті здобули його штурмом. Проте вже за місяць Тіллі повернув місто під контроль імператора, влаштувавши для шведів та місцевих мешканців страхітливу «криваву баню». Натомість шведи здобули Плау (імперський комендант при цьому наполовину спалив місто) та взяли в облогу Вісмар. Після падіння Варнемюнде капітулював імперський гарнізон у Ростоку. Вісмар здали на почесних умовах у січні 1632 року, і до кінця місяця Мекленбург залишили останні імперські солдати.
Як плату за допомогу, герцоги змушені були підписати із Густавом II Франкфуртську угоду (1632), за якою у Вісмарі та Варнемюнде були розквартировані шведські війська. «Захисники» запровадили митні збори, які важким тягарем лягли на вісмарських та ростоцьких купців.

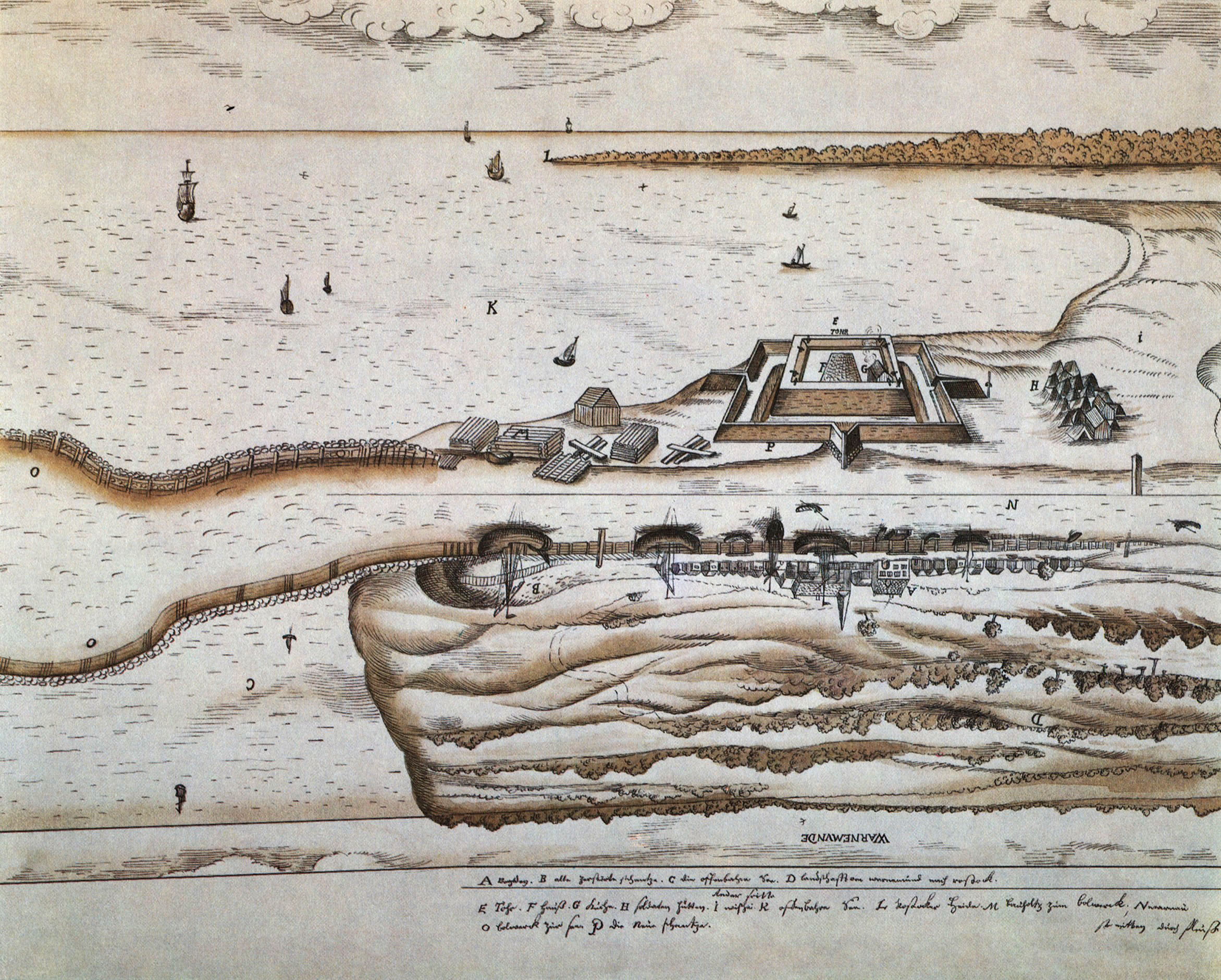
Варнемюнде у XVII ст.

За Празьким договором (1635) мекленбурзькі герцоги замирилися з імператором, який визнав за ними їхні титули. Герцогство вийшло з війни, але це не завадило шведам невдовзі спалити Шверін, захопити Дьоміц і Плау, зарахувати до свого війська мекленбурзьких вояків з Бютцова та Гюстрова. Шведська залога у Вісмарі грабувала мешканців околиць. Митний збір Варнемюнде був подвоєний. Коли ж імперські війська зайняли місто у 1638 році, шведи почали стягувати плату з кораблів що прибували до бухти, у той час як імперський комендант збирав мито з торговців, які сходили на берег. Грабунок купців припинився лише після появи данського флоту. Проте невдовзі шведи знову захопили Варнемюрде і відновили стягнення.

### Часи занепаду

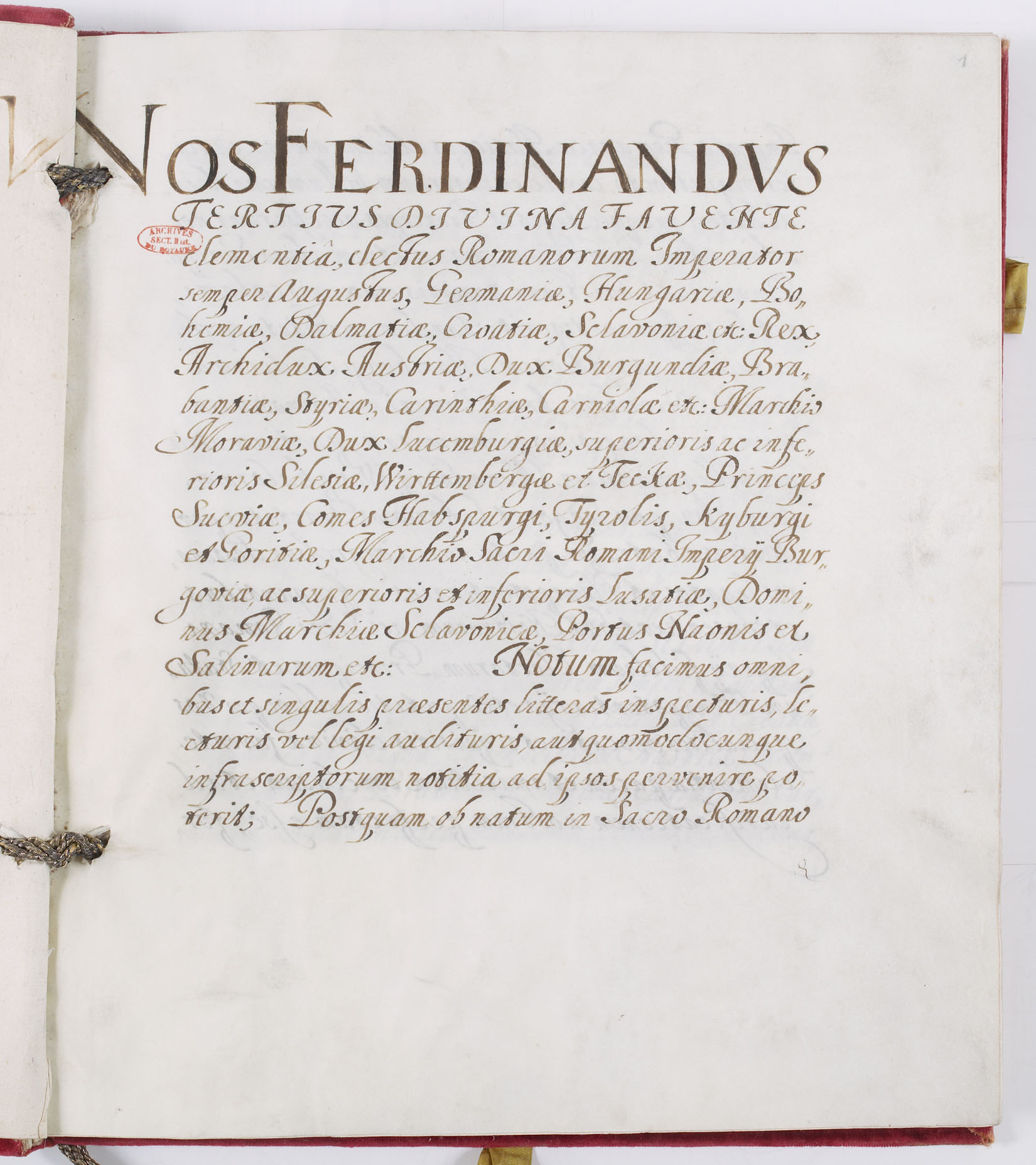
Текст Вестфальського миру

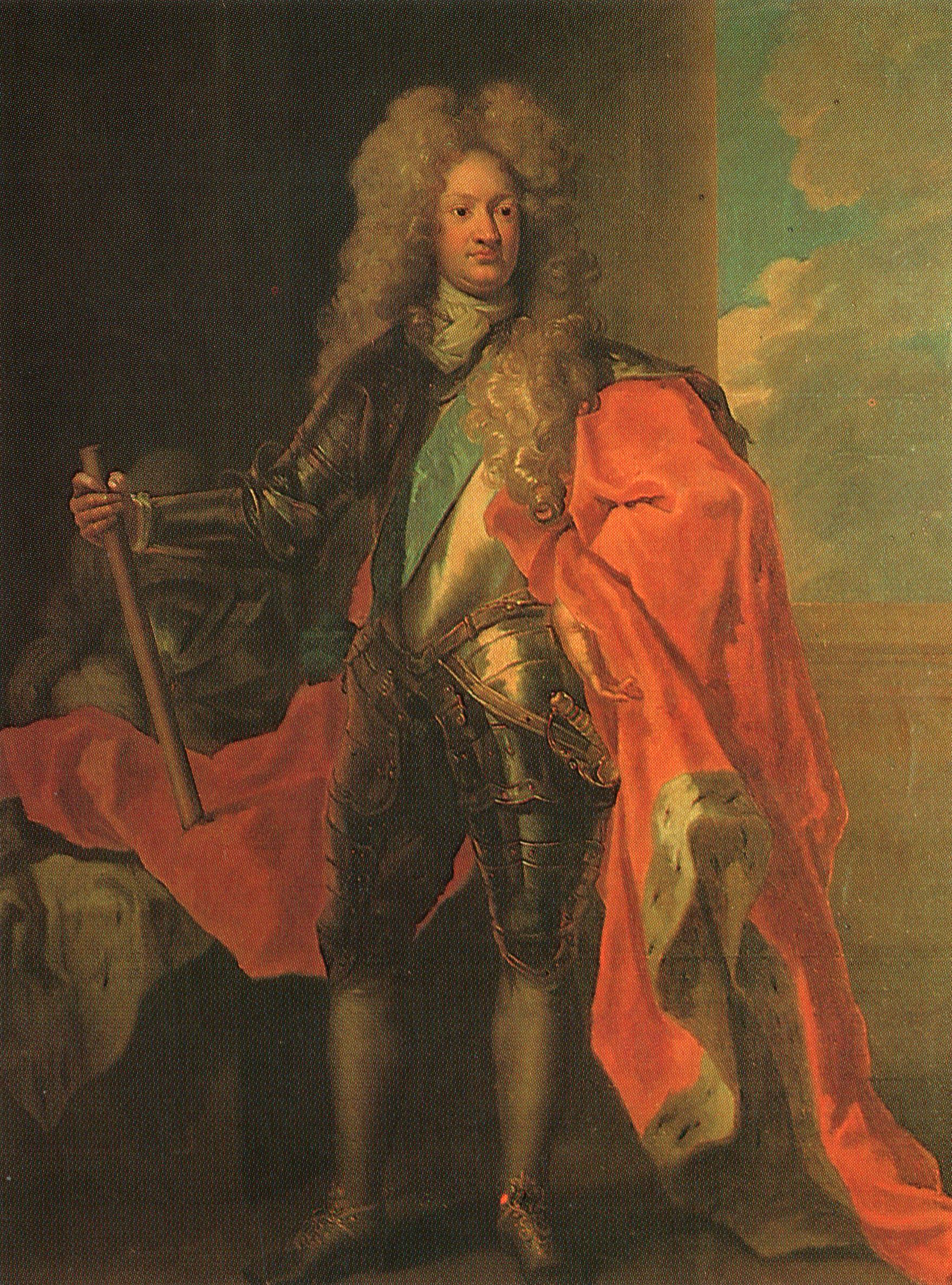
Фрідріх Вільгельм І

Прибульці залишили місто лише після Тридцятирічної війні, і укладання у 1648 році Вестфальського миру. Але за мирним договором, Швеція отримала усю Передню Померанію з Штральзундом, Грайфсвальдом та Анкламом, а також Вісмар і сусідндній острів Пйоль. У Вісмарі розмістився верховний трибунал — вища судова палата шведських володінь на теренах Священної Римської Імперії. Мекленбурзькі герцоги отримали лише незначні територіальні компенсації, що насправді аж ніяк не врівноважували втрату заможного ганзейського міста. Але втрати Мекленбургу цим не обмежилися. Герцогство вийшло з Тридцятирічної війни розореним та сплюндрованим. Кількість його мешканців скоротилися у шість разів — з 300 тисяч до заледве 50 тисяч. Були повністю зруйновані міста Дьоміц, Плау, Бойценбург, Варін, Лаге, Ребель, Тетеров, сотні сіл та хуторів. Шведський фельдмаршал Юхан Банер повідомляв, що в Мекленбурзі «тепер немає нічого, окрім піску і повітря, все знищено до самої землі». Прагнучи врятувати те, що залишилося, та зміцнити становище зубожілої шляхти, герцоги намагалися «прив'язати» селян до землі та панських маєтків. У 1646 році був виданий «Статут про челядь». У 1654 році його доповнили і розширили. Селян перетворили на кріпаків, позбавлених прав та особистих свобод. Без дозволу пана вони не могли не лише змінювати місце проживання, але й одружуватися. Проте навіть такі жорстокі заходи не допомогли. Відновити та заново заселити вдалося не більше чверті колишніх селянських господарств.

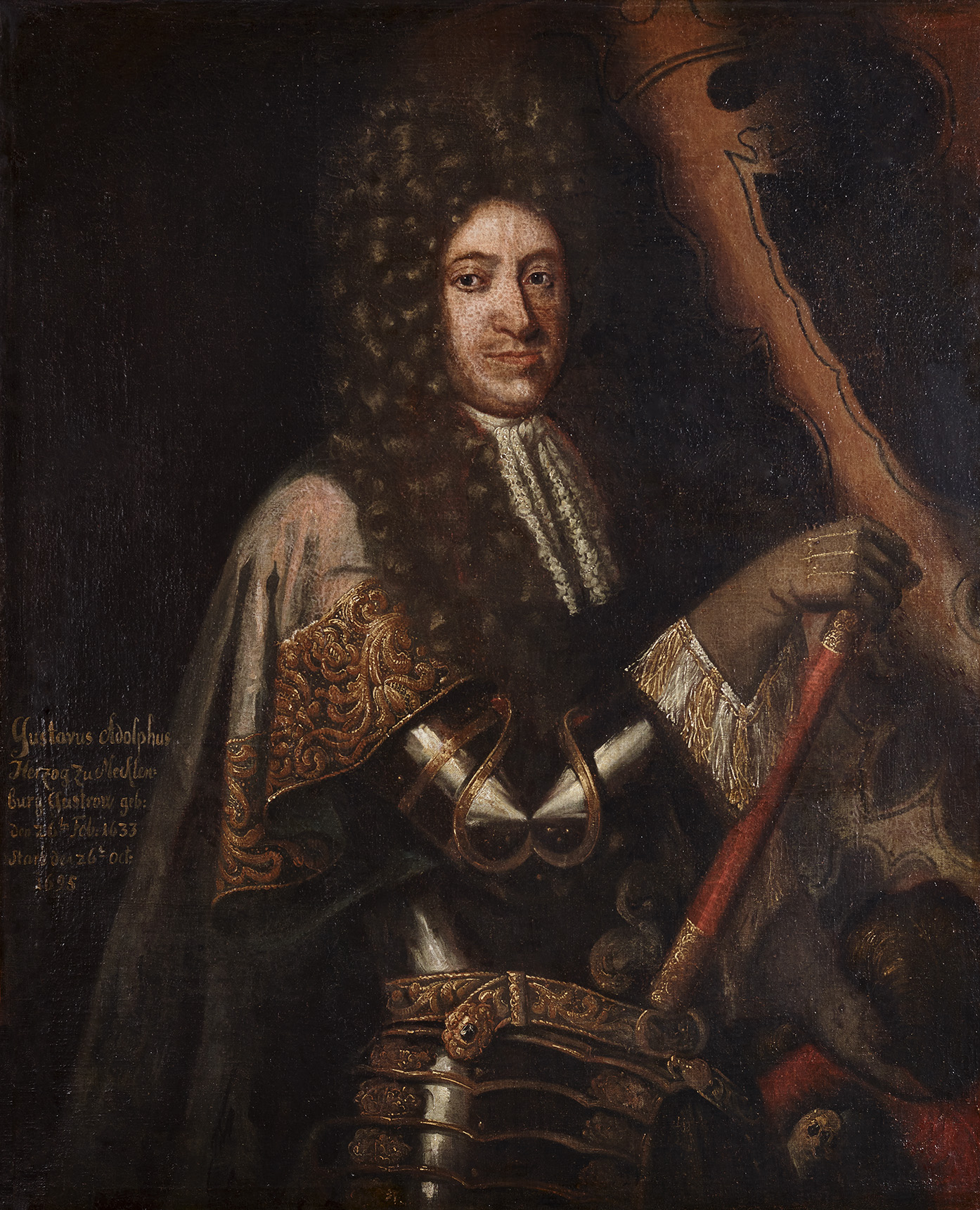
Густав Адольф Гюстровський

У 1654 році помер Йоганн Альбрехт II. Владу над Гюстровом успадкував його син Густав Адольф — попри незадоволення дядька Адольфа Фрідріха І, який постійно сварився і з власними родичами, і з мекленбурзькими станами. У 1658 році не стало і Адольфа Фрідріха І. Шверін дістався його сину — Кристіану Людвігу І. Саме при ньому Мекленбург став одним з театрів Другої шведсько-польської війни (1658–1660). Герцогство грабували і польські, і бранденбурзькі, і австрійські солдати. Лише з укладанням Олівського миру (1660) військові дії припинилися. Щоб відновити вчергове зруйноване господарство, мекленбурзькі володарі спробували привабити переселенців з Померанії, Гольштейну та Бранденбургу. У 1662 році було видане особливе розпорядження, за яким кожний амт мав залучити на свої землі щонайменше 10 колоністів. Оселі для них будували за державний кошт. Переселенців на кілька років звільняли від повинностей. Але й ці заходи не допомогли. Занепало не лише сільське господарство, але й промисловість та торгівля. Після останнього ганзетагу у 1669 році, на який прибули представники лише кількох міст, остаточно припинила своє існування Ганза.

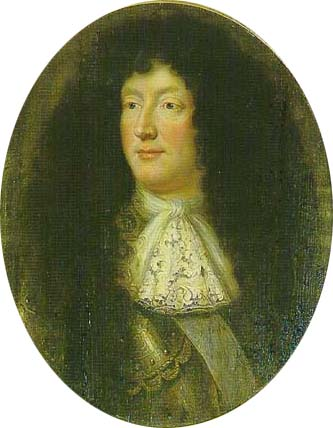
Кристіан Людвіг І

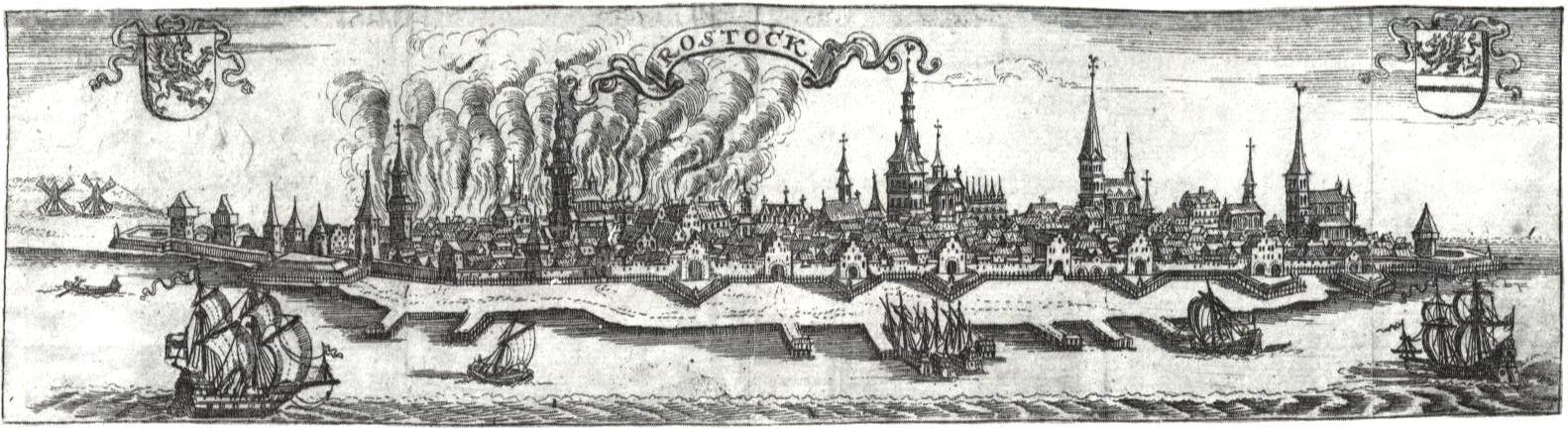
Ростоцька пожежа 1667 року

Кристіан Людвіг І зрештою втратив інтерес до керівництва державою, і в 1662 році переїхав до Франції, де весело проводив час у Парижі та Версалі — при дворі Людовика XIV. З початком Шведсько-бранденбурзької війни (1674–1679) Мекленбург проголосив нейтралітет, проте все одно був окупований бранденбурзькими і данськими військами. У 1675 році данці захопили Вісмар. Росток, який залишався для Мекленбургу мало не єдиними «воротами на Балтиці», зазнав величезних втрат від пожежі в 1677 році. Вогонь знищив сімсот будівель — третину міста. Населення Ростоку до кінця сторіччя скоротилося майже втричі — з 14 до 5 тисяч осіб. У 1680 році шведи повернули собі Вісмар та перетворили його на неприступну фортецю.

### Від Гамбурзького компромісу до «імперської екзекуції»
Володар Гюстрова Густав Адольф увесь цей час намагався поводити себе як «зразковий господар» — боровся з засиллям вовків в місцевих лісах, розпочав шкільну реформу, створив пожежну охорону, заборонивши принагідно підданим варити пиво у себе вдома. У 1682 році в «дусі часу» герцог розпочав також «війну із забобонами». Відьом судили в особливих судах (що мало захистити їх від наклепів та тортур), а їхні книжки спалювали. Густав Адольф не мав синів, і з його смертю у 1695 році герцогство було втягнуте у кількарічний конфлікт навколо «мекленбурзької спадщини» — між онуком Кристіана Людвіга І, Фрідріхом Вільгельмом І (той успадкував після смерті діда у 1692 році владу над Шверіном) та молодшим сином того ж Крістіана Людвіга І — Адольфом Фрідріхом II. Зрештою, у 1701 році за посередництвом іноземних володарів був укладений так званий Гамбурзький компроміс. Мекленбург поділили на два обмежено автономних герцогства — Мекленбург-Шверін (до якого увійшов і Гюстров) та Мекленбург-Штреліц — із центром в замку Штреліц, що поруч з Нойбранденбургом. Перше герцогство залишилося за Фрідріхом Вільгельмом І, друге — за Адольфом Фрідріхом II. Обидва володарі при цьому мали однакові титули, схожі герби і ухвалювали фінансові рішення лише за обопільної згоди. Адольф Фрідріх II помер у 1708 році, залишивши корону сину — Адольфу Фрідріху III. У 1712 році замок Штреліц був знищений пожежею, тож новий герцог залишився взагалі без резиденції.

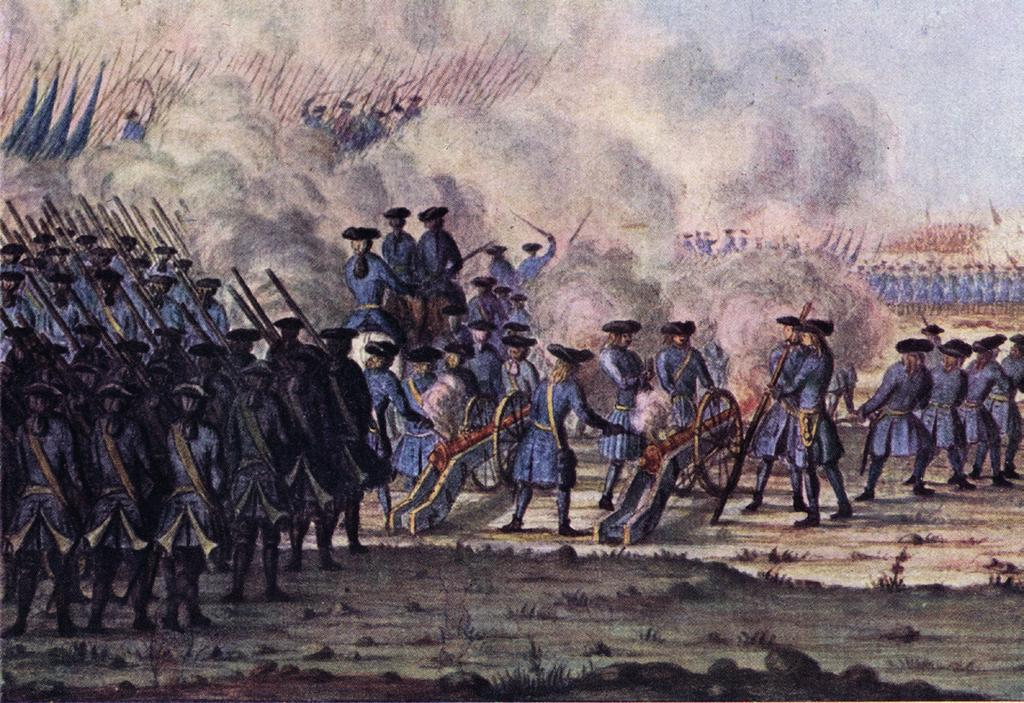
Шведські вояки під час битви під Гадебушем (1712)

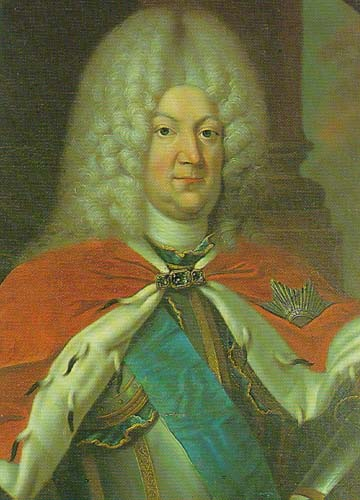
Карл Леопольд Мекленбург-Шверінський

Подальшим послабленям Мекленбургу знову скористалися сусіди — під час Північної війни (1700–1721) теренами герцогств вільно пересувалися та грабували місцевих мешканців і шведи, і пруссаки, і данці, і саксонці, і навіть росіяни. У складі шведського війська, щоправда, воював брат герцога Фрідріха Вільгельма І Карл Леопольд. Він настільки захоплювався Карлом XII, намагаючись копіювати короля навіть у дрібницях, що Євген Савойський називав його «мавпою шведського монарха». Мавпував принц однак не лише побутові звички Карла XII, але і його прагнення до необмеженої влади. Тож коли після смерті Фрідріха Вільгельма І у 1713 році Карл Леопольд успадкував шверінську корону, він заходився перетворювати Мекленбург на абсолютну монархію. Росток був позбавлений своїх привілеїв. Від шляхти герцог вимагав згоди на збільшення податків. Зрештою все це призвело до тривалого конфлікту зі станами. У пошуках союзників Карл Леопольд звернувся до Петра І і одружився з його племінницею Катериною Іоаннівною. Проте шлюб був нещасливим, Катерина скаржилася на брутальну поведінку чоловіка, і з російським тестем мекленбурзький герцог у 1716 році остаточно розсварився. Мекленбурзькі стани, натомість здобули підтримку імператора Священної Римської Імперії.
У 1717 році Карл VI запровадив проти мекленбурзького герцога так звану «імперську екзекуцію». Згідно з нею, в 1719 році влада над Мекленбургом-Шверіном тимчасово перейшла до іноземних «гарантів» — ганноверського курфюрста та прусського короля. Карл Леопольд спочатку змушений перенести свою резиденцію в Дьоміц, а потім взагалі залишити країну. Його дружина Катерина разом з донькою (майбутньою російською імператрицею Анною Леопольдівною) полишила чоловіка та виїхала до Росії. «Імперську екзекуцію» скасували лише у 1728 році, але й після цього кілька мекленбурзьких амтів залишилися в заставі у «гарантів». Непоступливого Карла Леопольда позбавили корони, а новим герцогом Мекленбургу-Шверіна став ще один брат Фрідріха Вільгельма І — Кристіан Людвіг II. Адольф Фрідріх III тим часом, почав будівництво нової резиденції біля села Гліннеке на березі Ціркерського озера. На згадку про спалену столицю, палац та місто, що виникло навколо нього у 1733 році, отримали назву Нойштреліц.

### Спроба поділу Мекленбургу та Конституційна угода 1755 року

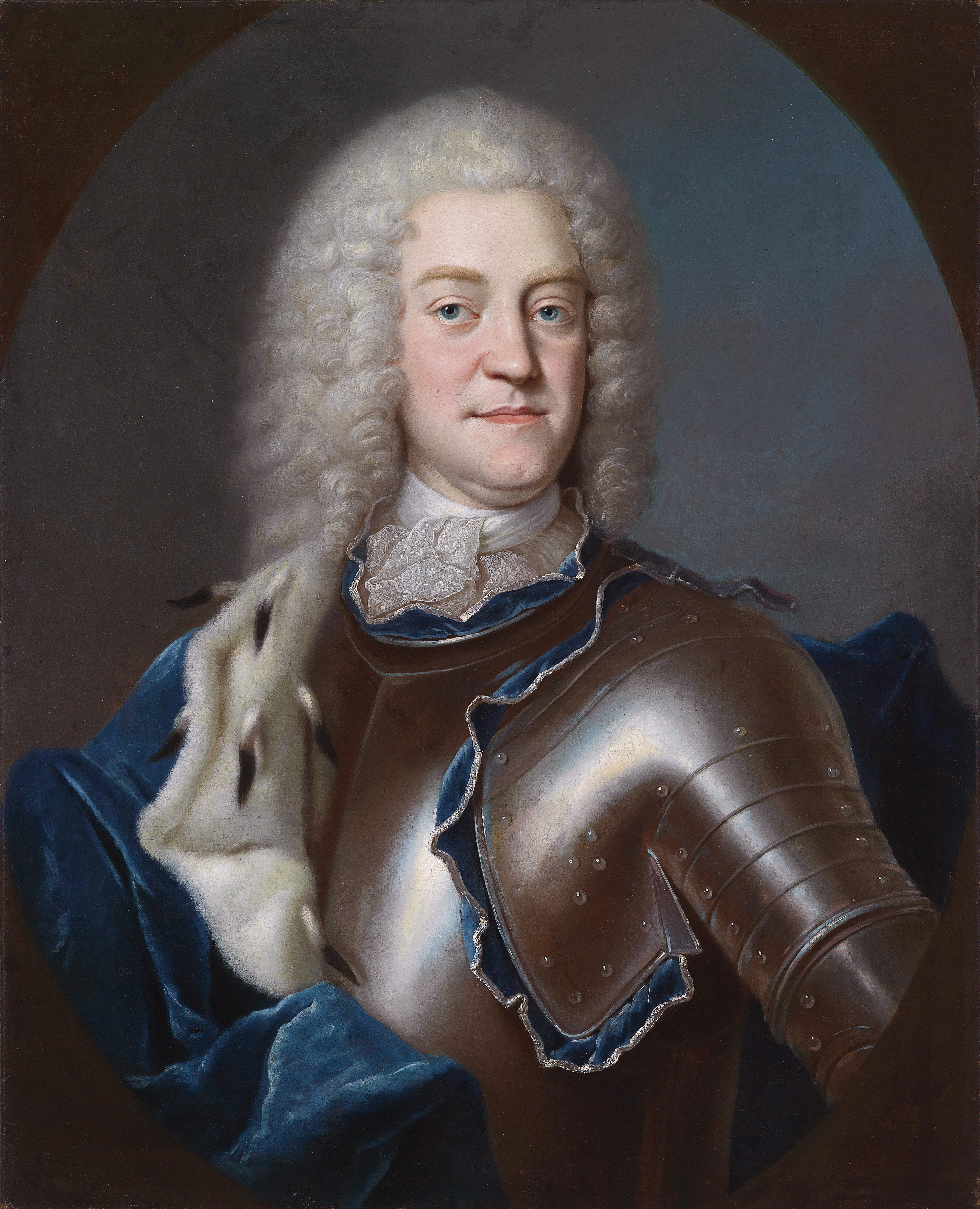
Кристіан Людвіг II Мекленбург-Шверінський

У 1733 році Карл Леопольд за допомогою прусського короля спробував повернути собі престол та підбурив до повстання простолюд, але зазнав невдачі. Через рік після його смерті — у 1748 році — Кристіан Людвіг II та Адольф Фрідріх III змовилися між собою про остаточний поділ Мекленбургу на дві окремі держави. Проте категорично проти їхніх намірів виступили міщани та шляхта. Коли в 1752 році не стало й Адольфа Фрідріха III, війська Кристіана Людвіга II окупували Мекленбург-Штреліц. Прихильники самостійності, щоправда, мали свого власного кандидата — небожа Адольфа Фрідріха III, Адольфа Фрідріха IV. Той поквапився під вигаданим іменем втекти до Грайфсвальда, і наступного року був проголошений «законним володарем Мекленбург-Штреліца». Проти абсолютистських прагнень Кристіана Людвіга II виступила й шляхта герцогства Мекленбург-Шверін. У 1755 році вона змусила герцога капітулювати і підписати Конституційну угоду, що визначила новий устрій Мекленбургу. У тому ж році угоду ратифікували Адольф Фрідріх IV та його мати, яка була опікуном своїх молодших дітей.

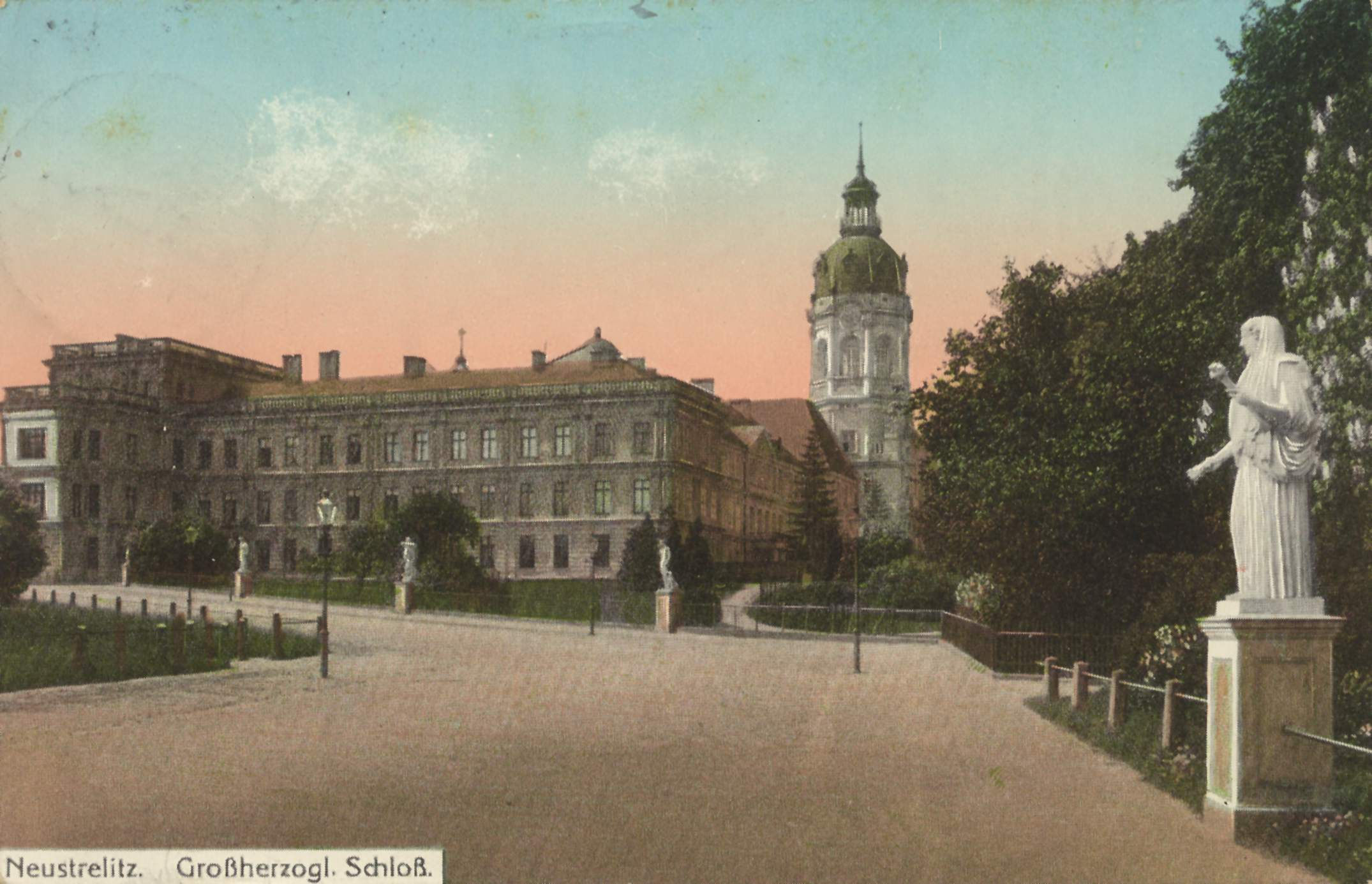
Палац у Нойштреліці (поштівка 1920 року)

За Конституційною угодою обидві частини Меклебургу залишалися в складі єдиної держави, мали спільну конституцію, і підпорядковувалася загальному ландтагу, який збирався на засідання щорічно — одного року у Штернберзі, наступного в Мальхіні. Спільним залишився і вищий апеляційний суд, що спочатку перебував у Пархімі, а згодом перебрався до Ростока. Але при цьому кожне з герцогств мало власний уряд. Кордони між Мекленбургом-Штреліцом і Мекленбургом-Шверіном були відкриті, але за ввезення товарів з одного герцогства до іншого потрібно було сплачувати митні збори.

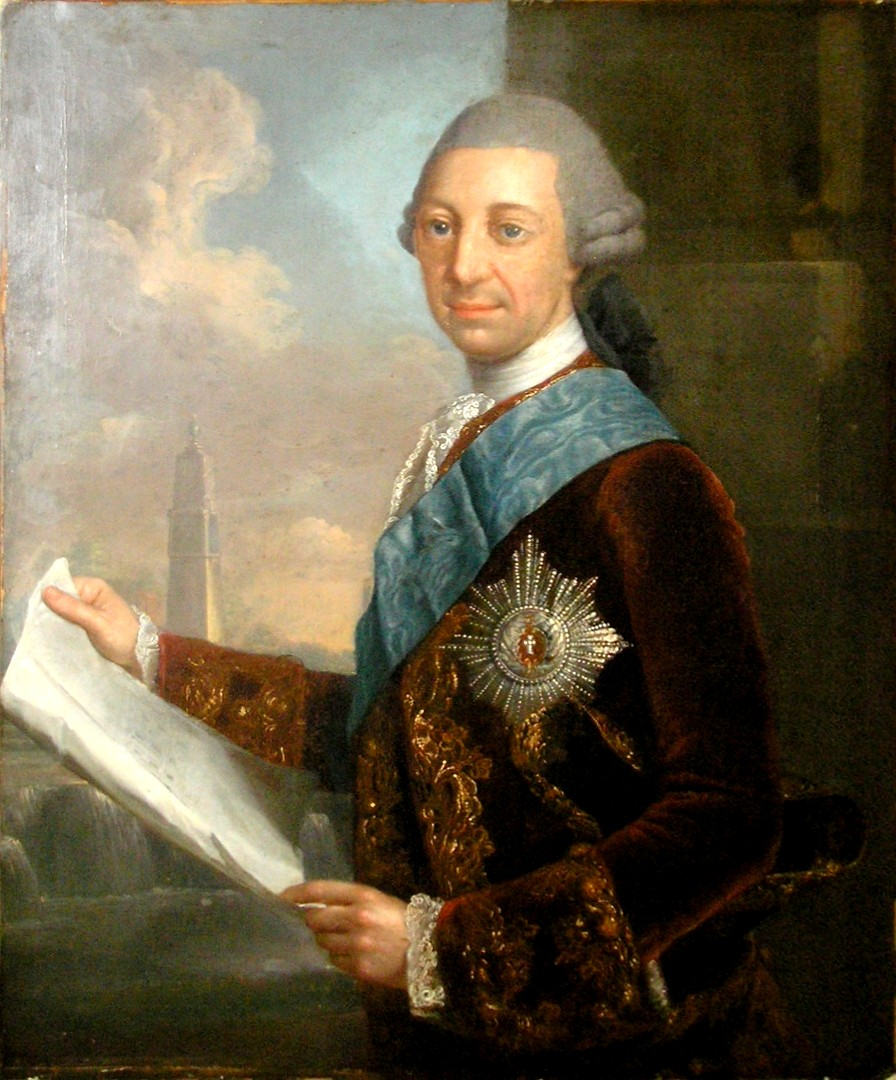
Фрідріх Мекленбурзький

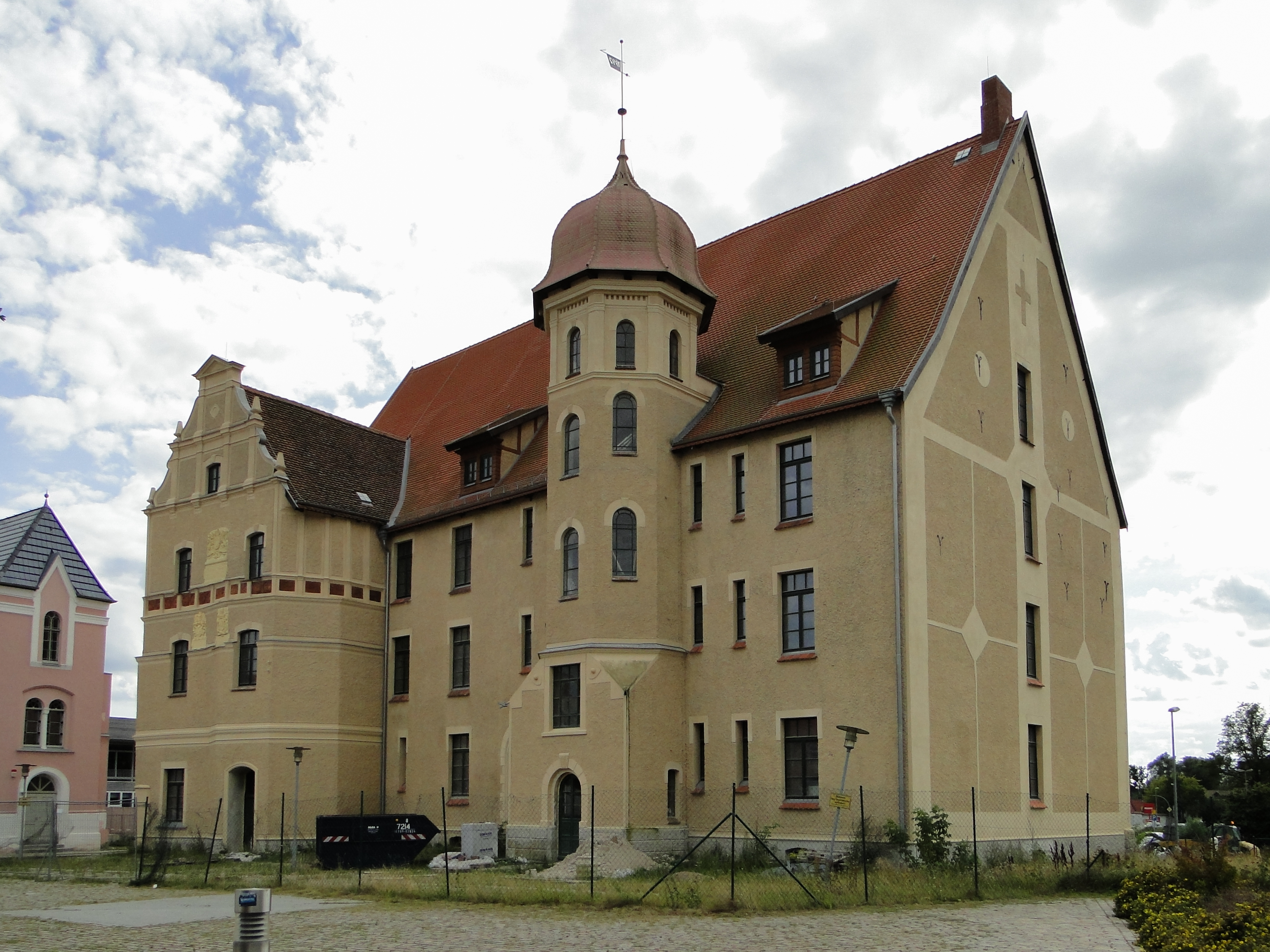
Замок у Бютцові

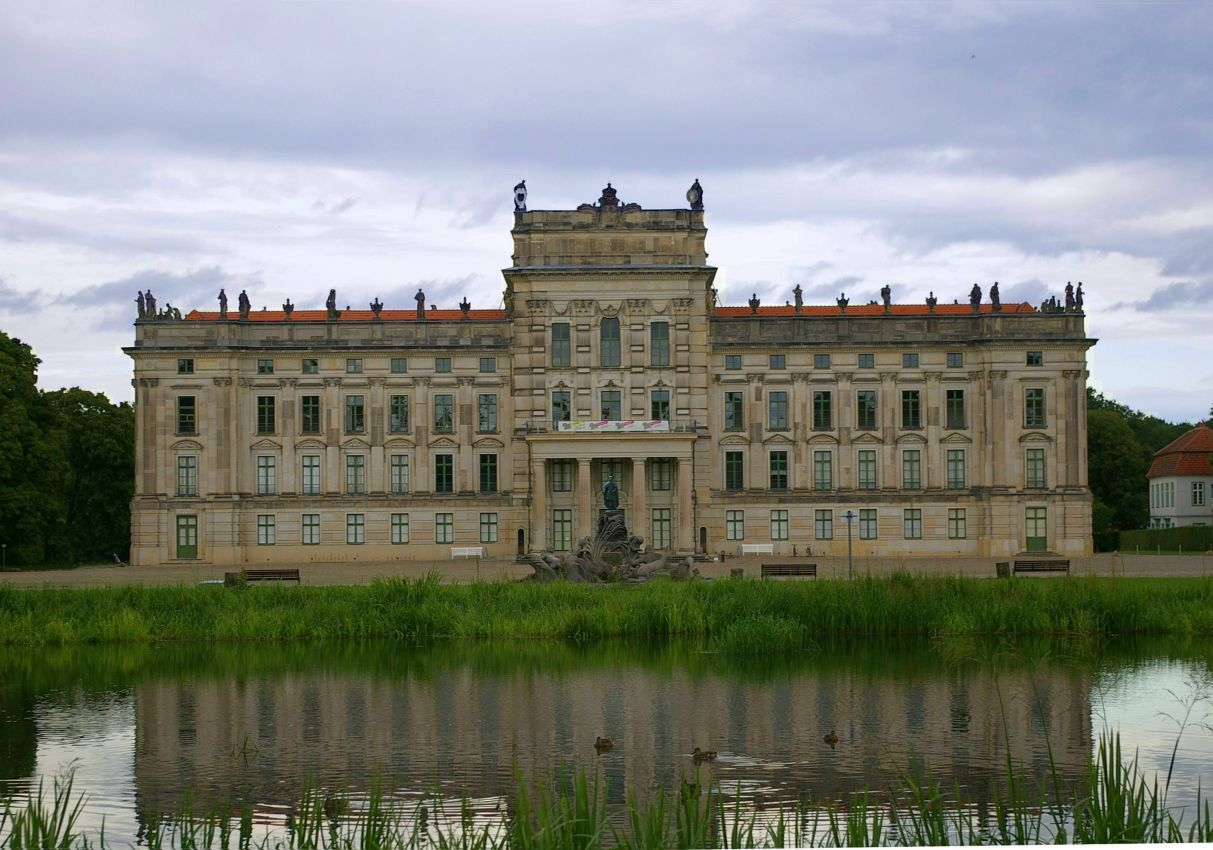
Герцогський палац у Людвіґслусті

У 1756 році шверінський трон успадкував герцог Фрідріх. І вже невдовзі Мекленбург проти його волі втягнули у вир Семирічної війни. Прусські війська, що перебували у герцогстві з часів «імперської екзекуції», поповнювали свої лави мекленбурзькими рекрутами, навіть не питаючи їхньої згоді. Герцог намагався скаржитися королю Пруссії Фрідріху II, але марно. Зрештою, у березні 1757 року Фрідріх Мекленбурзький уклав оборонний союз з Францією і Швецією, надавши шведам право вільно перетинати територію герцогства. Наступ прусської армії змусив Фрідріха тікати до Любека, де він залишався до літа 1762 року. За умовами миру Мекленбург зобов'язали сплатити Пруссії чималу контрибуцію. Росток надавати гроші відмовився. Тоді Фрідріх перевів частину Ростоцького Університету до Бютцова, де був заснований «альтернативний» Герцогський університет.
У 1764 році Фрідріх переніс свою столицю зі Шверіна до Людвіґслуста, де з наступного року розпочалося будівництво нової герцогської резиденції — «мекленбурзького Потсдама». Герцог намагався сприяти розвитку в Мекленбурзі шкільної справи та промисловості, насамперед текстильної. За його правління в Мекленбурзі були скасовані тортури.

### Доба Наполеонівських війн

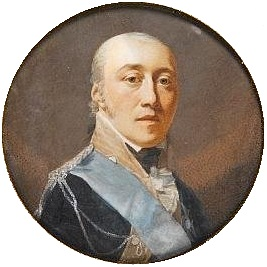
Фрідріх Франц І Мекленбург-Шверінський

Спадкоємцем Фрідріха став його небіж Фрідріх Франц І. Він остаточно подолав наслідки «імперської екзекуції», викупивши останні села, що перебували в заставі у прусського короля, та врегулював відносини з Ростоком, об'єднавши Ростоцький університет з Герцогським університетом у Бютцові (1789). Фрідріх Франц І також долучив до герцогства деякі любецькі землі, а головне — за Мальмським заставним договором 1803 року повернув (формально — лише на 99 років) Вісмар та острів Пьоль. Енергійністю відзначався і спадкоємець Адольфа Фрідріха IV герцог мекленбург-штреліцький Карл II (1794–1816). Він щоправда, більш захоплювався внутрішньою політикою, адміністративними реформами та заохоченням розвитку сільського господарства.

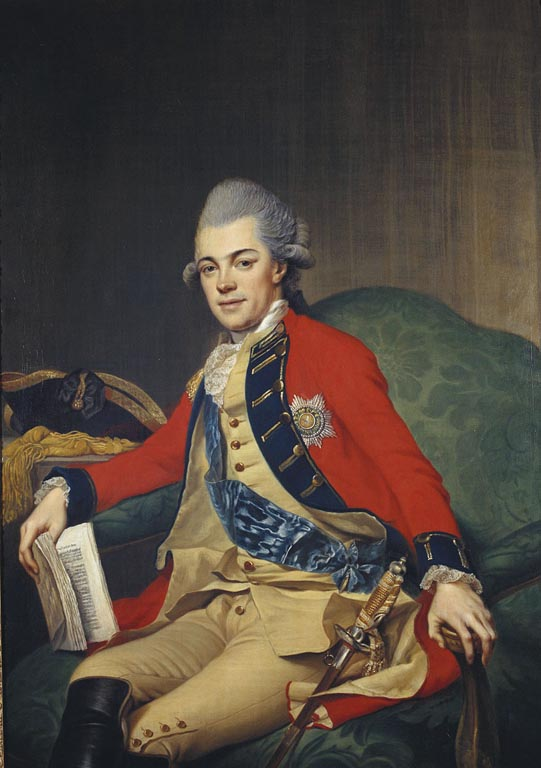
Карл II Мекленбург-Штреліцький

У 1806 році Мекленбург був окупований французькими військами. Герцог Мекленбургу-Шверіна втік під данський захист. Російський імператор Олександр І вмовив Наполеона І повернути Фрідріху Францу І корону, але обидва герцогства замість розпущеної Священної Римської Імперії змушені були у 1808 році вступити до Рейнського союзу. Фрідріх Франц І навіть сподівався, що Наполеон допоможе йому приєднати Шведську Померанію, але марно. У 1812 році французький імператор навпаки запропонував передати Мекленбург, Штеттін, і всі землі між Штеттіном та Вольгастом Швеції, в обмін на підтримку у війні проти Росії. Далі пропозиції справа, проте, не пішла. Після поразки Наполеона в Росії, мекленбурзькі герцоги уклали союз з царем та пруським королем. Це, однак, не завадило союзникам запропонувати мекленбурзькі землі Данії — в разі її приєднання до боротьби проти Наполеона. Данці, щоправда, від пропозиції відмовилися. Зрештою, за Кільським договором 1814 року вони отримали Шведську Померанію — окрім Штральзунда, який мав бути перетворений на вільний порт під британським контролем.

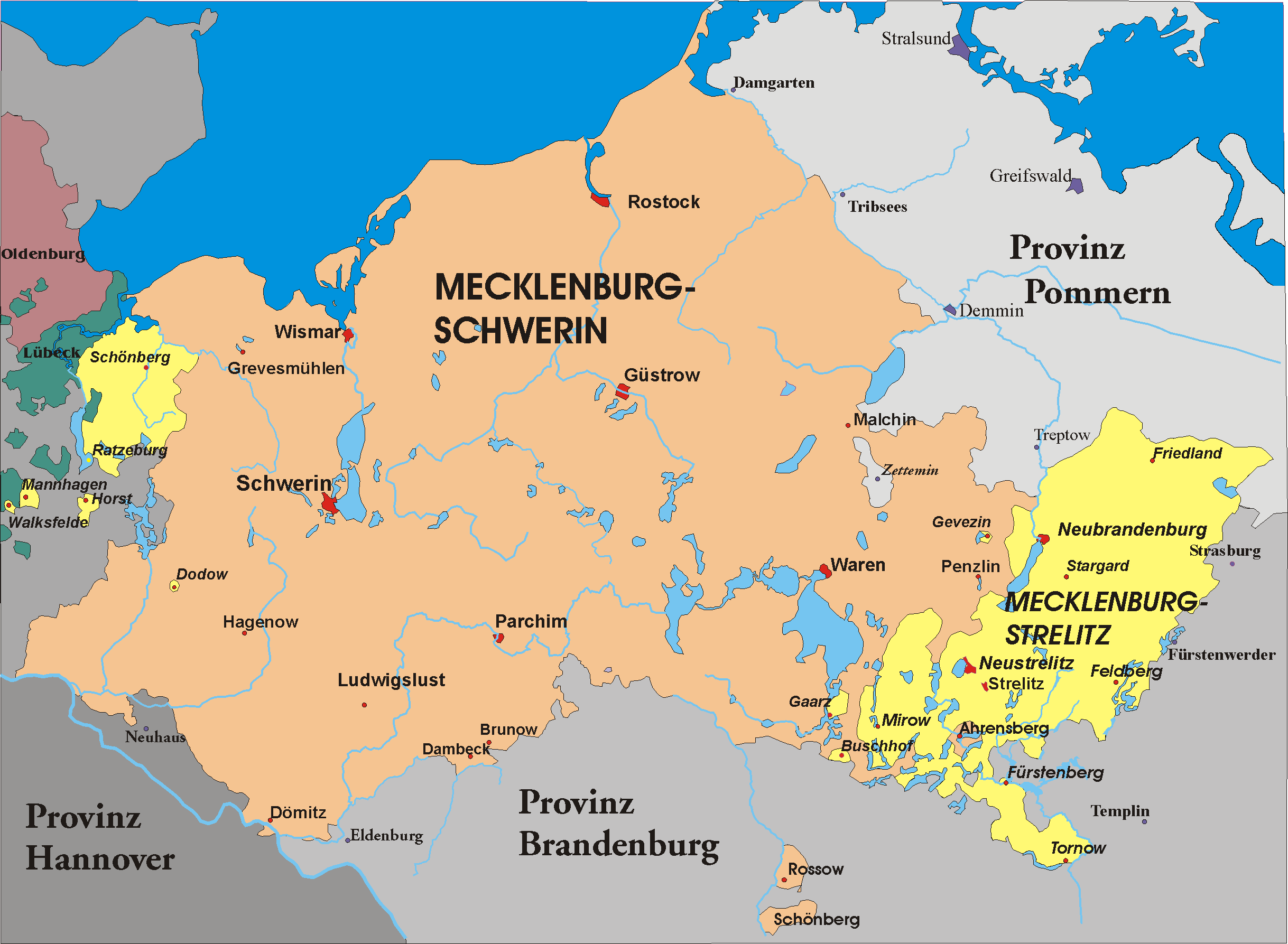
Мекленбург 1815—1934

На Віденському конгресі 1815 року Штральзунд, втім, передали Пруссії, яка через рік «виміняла» в Данії і Передню Померанію. Обидва мекленбурзькі герцогства, у Відні були проголошені великим герцогством у складі Німецького союзу, а до їхніх володарів мали тепер звертатися як до Королівських Високостей. Зазвичай до титулу «великий герцог Мекленбурзький» додавалися також титули «князь вендів, Шверіна і Рацебурга, граф Шверіна, землі Ростока і господар Штаргарда». У 1816 році Карл II помер від пневмонії, і на мекленбуг-шверінський престол зійшов його третій син Георг.

### Між реформами і революцією
У 1820 році в обох частинах Мекленбургу нарешті було скасоване кріпацтво. Але, крім особистої свободи, селяни не отримали нічого. Земля зосталася в руках поміщиків — юнкерів, які тепер були звільнені від усіх соціальних зобов'язань перед колишніми підданими. Чимало великих землевласників перетворювали свої маєтки на капіталістичні господарства, орієнтовані на отримання прибутку. Зубожілі селяни змушені були йти у найми — тим більше, що вони не мали можливості вільно переселятися у межах герцогств, для цього кожного разу треба було отримувати дозвіл місцевої влади. Чимало колишніх кріпаків зрештою емігрували — зокрема до американського Вісконсину.

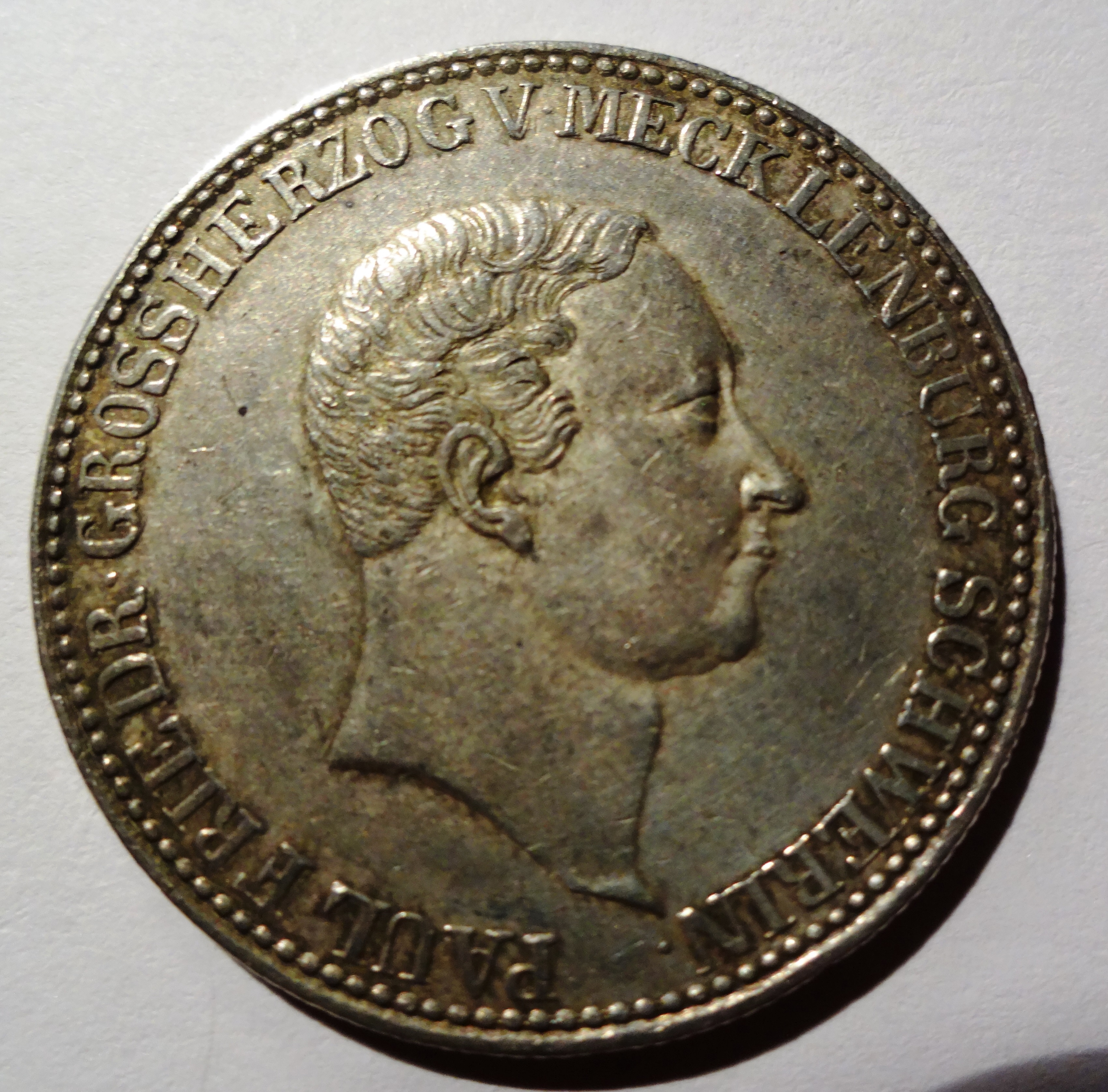
Пауль Фрідріх Мекленбург-Шверінський

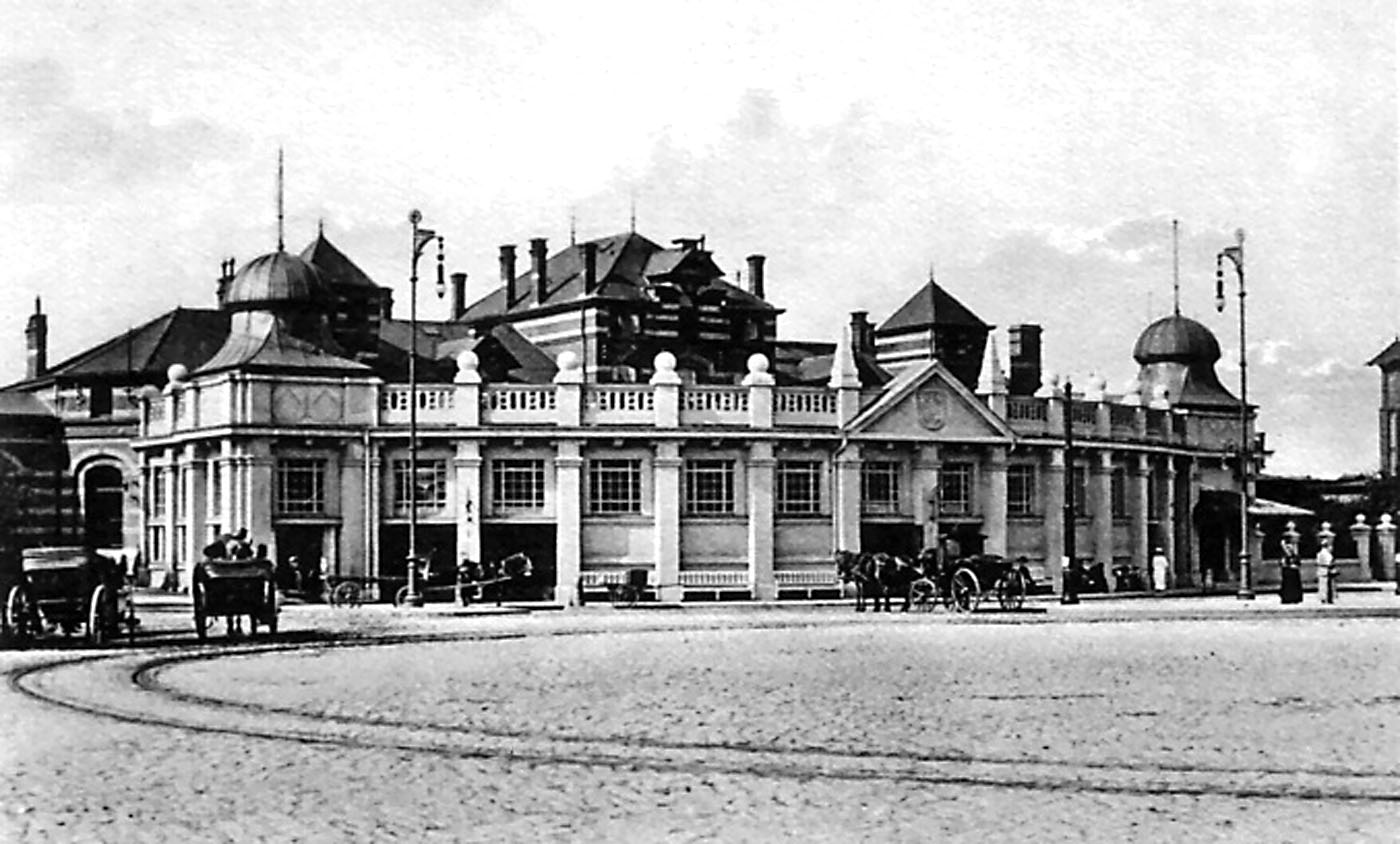
Вокзал у Ростоку (фото 1920 року)

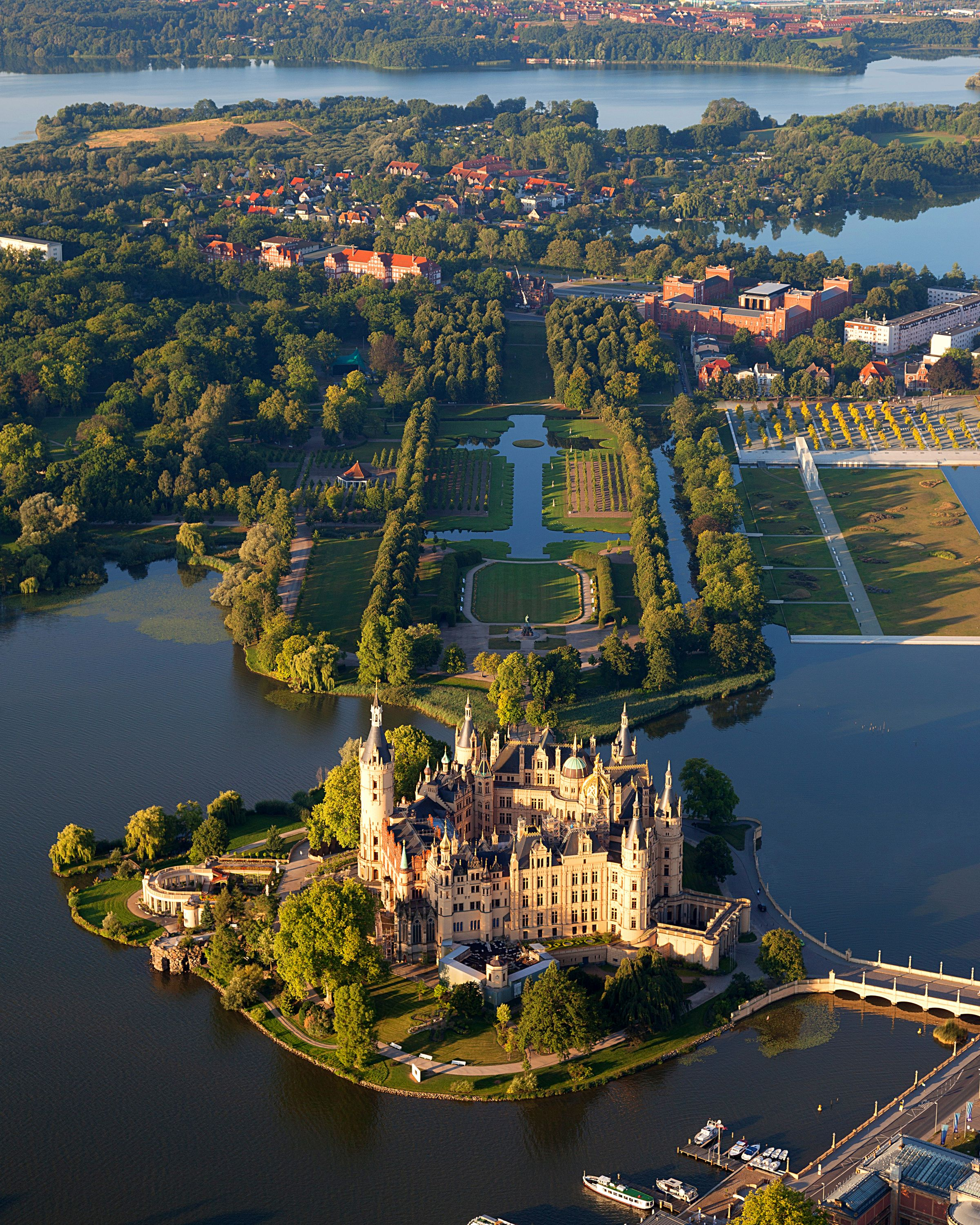
Шверінський замок-палац і парк

У 1837 році Фрідріха Франца І не стало. Мекленбург-шверінський престол успадкував його онук Пауль Фрідріх. Новий володар захопився реформами, впорядкуванням права, будівництвом шляхів, зокрема і проектуванням першої в Північній Німеччині залізниці. Столицю герцогства Пауль Фрідріх повернув із Людвіґслуста до Шверіна, де розпочалося будівництво нового палацу та театру. Невдовзі, однак, у місті виникла пожежа, у гасінні якої взяв участь і сам герцог. Під час боротьби з вогнем від застудився і за декілька днів помер. Корона перейшла до 19-річного сина померлого — Фрідріха Франца II. Від продовжив транспортні та будівельні проекти батька. Перша гілка залізниці Берлін—Гамбург, що проходила територією Мекленбург-Шверіна, була введена в експлуатацію у грудні 1846 року. В 1845 була заснована Мекленбурзька залізнична компанія. Її завданням стало будівництво лінії з Хаґенова до Ростока із відгалуженням на Гюстров. Нова залізниця була повністю готова вже у 1850. Залізничний вокзал у Ростоку отримав ім'я Фрідріха Франца. Під герцогський палац Фрідріх Франц II вирішив перебудувати середньовічний замок, надавши йому рис нового, неоренесансного стилю — вочевидь, під враженням від французького замку Шамбор.

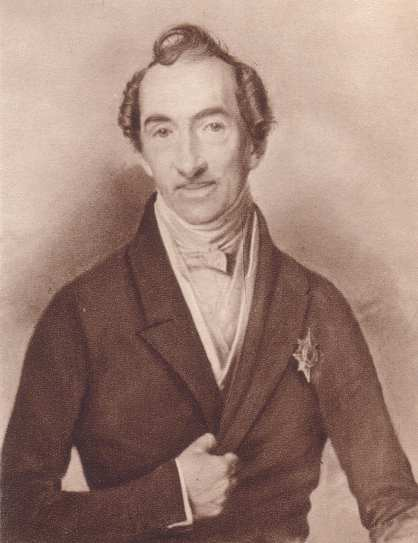
Георг Мекленбург-Штреліцький

«Весна народів» сприяла появі власного революційного руху і в Мекленбурзі. Восени 1848 року в державі з'явився перший демократично обраний ландтаг. Революціонери вимагали глибших реформ, скасування застарілої станової системи та утвердження конституційної монархії. Але за іронією долі, цьому заважала Конституційна угода 1755 року, що закріплювала поділ Мекленбургу на два герцогства. Категорично проти змін був налаштований штреліцький володар Георг. Депутати ландтагу зрештою ухвалили нову конституцію — 10 жовтня 1849 року, одними з останніх в революційній Німеччині. Але запроваджена вона була лише у Мекленбургу-Шверіні. До реформ у сільському господарстві справа навіть не дійшла, тож половина земель у державі і надалі перебувала у власності герцогстві, а інші міцно утримували у своїх руках поміщики. Шляхта чинила шалений спротив і політичним змінам. Зрештою Георг Мекленбург-Штреліцький домігся ухвалення так званого Фрейенвальдського рішення загального суду (14 вересня 1850 року), яким були скачовані усі конституційні та законодавчі зміни часів революції і відновлена дія Конституційної угоди 1755 року. Чимало революціонерів були репресовані та кинути до в'язниць, а згодом вимушені були емігрувати.

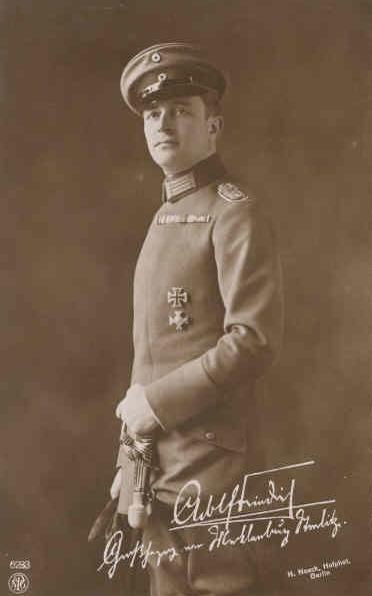
Адольф Фрідріх VI Мекленбург-Штреліцький

### У складі єдиної Німеччини
У 1867 році обидва мекленбурзькі герцогства приєдналися до Північнонімецького союзу, а у 1871 році — до Німецької імперії. Навіть у консервативному Другому рейху їх вважали прихистком застою та реакції. Бісмарку приписують слова, про те, що з кінцем світу він переїде до Мекленбургу, бо там все відбувається із запізненням на півстоліття. Це була єдина територія в Німецькій імперії, яка не мала новітньої конституції. Устрій Мекленбургу був надзвичайно заплутаний, герцогства складалися з доменних та шляхетських амтів. До того ж існували три «лицарських» округи (Мекленбург, Венден і Штаргард). Столицями були Шверін і Нойштреліц, проте окружні установи діяли в Ростоку та Нойбранденбурзі.

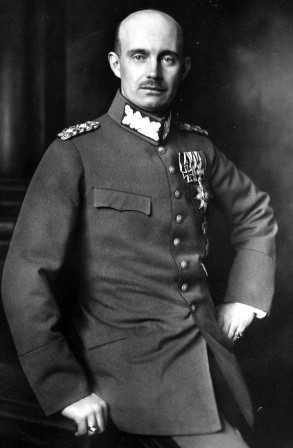
Фрідріх Франц IV Мекленбург-Шверінський

Після самогубства у 1918 році Адольфа Фрідріха VI, останнього великого герцога з дому Мекленбург-Штреліц, регентом герцогства став великий герцог Мекленбургу-Шверіна Фрідріх Франц IV, але перемовини про престолонаслідування та подальшу долю династії вже незабаром втратили сенс. Листопадова революція призвела до падіння у Мекленбурзі монархії. Фрідріх Франц IV зрікся і шверінського престолу, і штреліцького регентства.

Сучасна земля Мекленбург — Передня Померанія

Наприкінці 1918 року Мекленбург остаточно розпався на дві «вільні держави», кожні із власним ландтагом, але спільним вищим судом. Обидві вони увійшли як самоврядні території до складу Німецької республіки. Мекленбург-Штреліц, щоправда, з кінця 1920-х років вів перемовини про приєднання до Пруссії, але вони не були завершені. Натомість, у 1934 році під тиском націонал-соціалістів, ландтаги обох «вільних держав» ухвалили рішення про об'єднання в землю Мекленбург на чолі з рейхсштатгальтером.
Після поразки нацистської Німеччини, за наказом радянської військової адміністрації Мекленбург був об'єднаний із залишками прусської провінції Померанія у нову землю під назвою «Мекленбург-Передня Померанія». Проте у 1947 році, щоб прибрати згадку про Померанію, більша частина якої тепер належала Польщі, землю знову наказали перейменувати — цього разу на «Мекленбург». У 1952 році земельний устрій в межах НДР був ліквідований, а територія землі Мекленбург — поділена на округи Шверін, Росток та Нойбранденбург. У 1990 році колишня земля Мекленбург-Передня Померанія була відновлена, і невдовзі разом із іншими землями НДР увійшла до складу Федеративної Республіки Німеччина. Ідея відокремлення Передньої Померанії і створення з неї окремої землі обговорювалася, але не знайшла підтримки.